# Karlsruhe

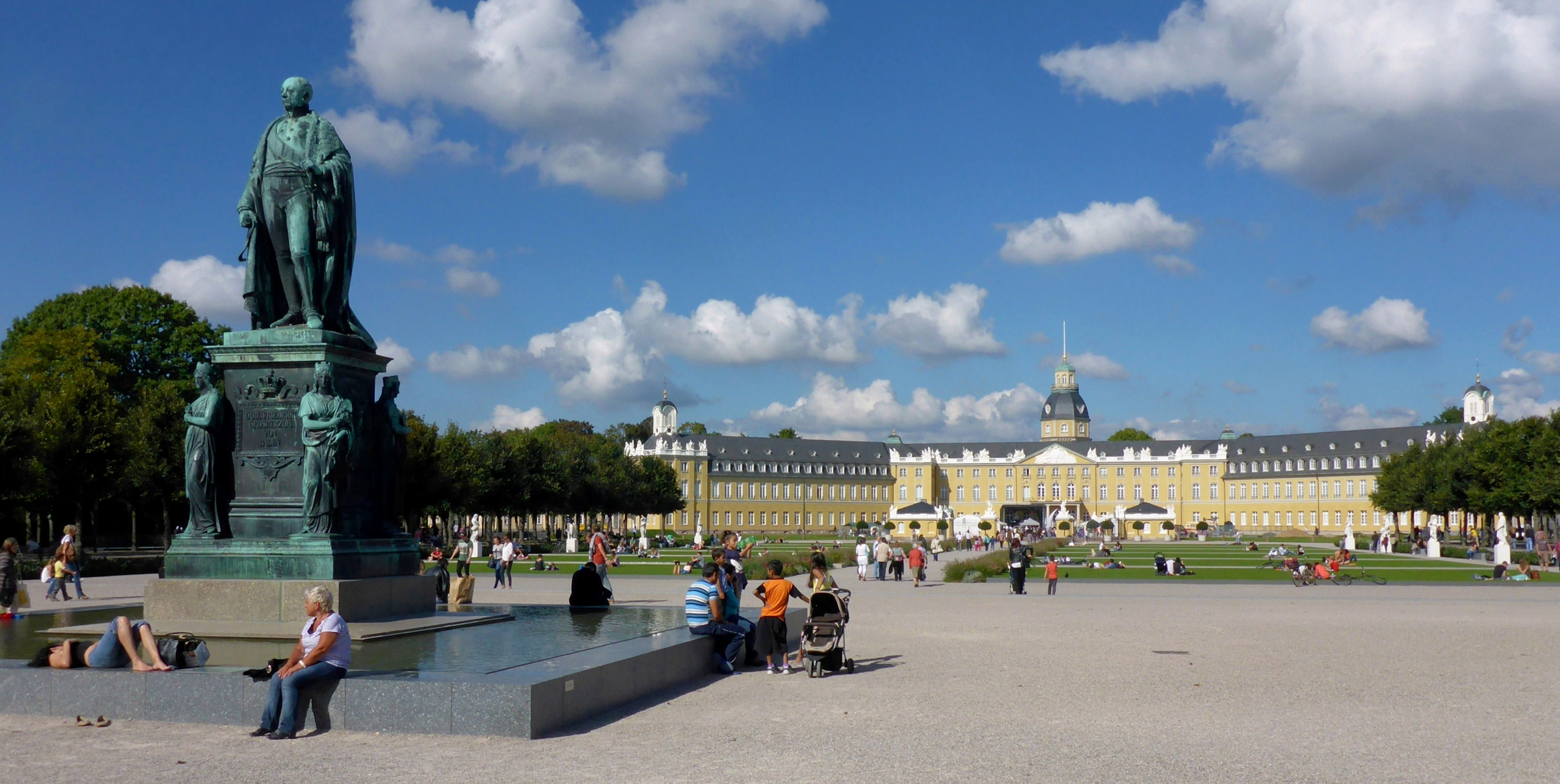
Das Standbild des Großherzogs Karl Friedrich von Baden vor dem Karlsruher Schloss

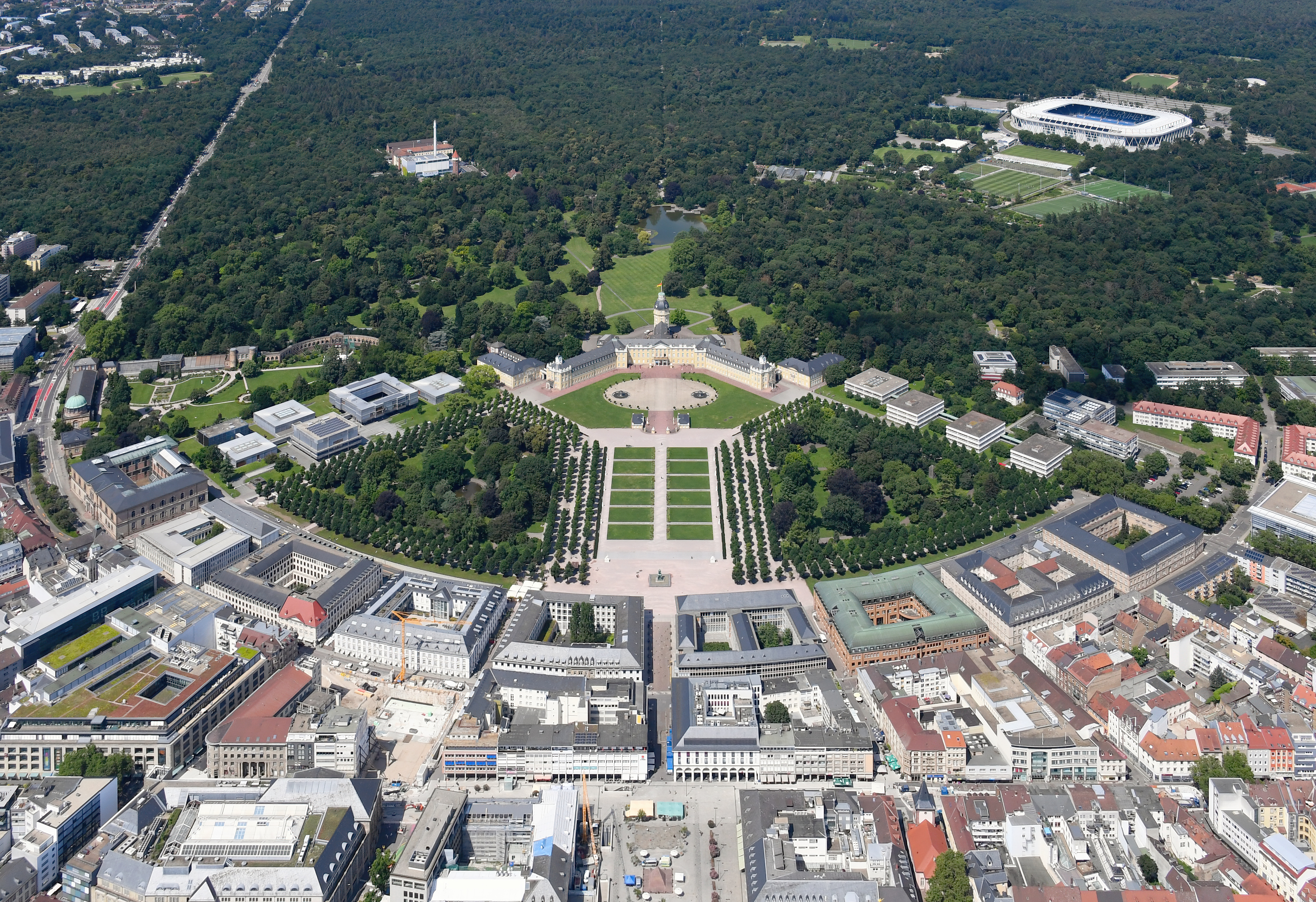
Das Schloss liegt im Zentrum des strahlenförmigen Innenstadtgrundrisses.

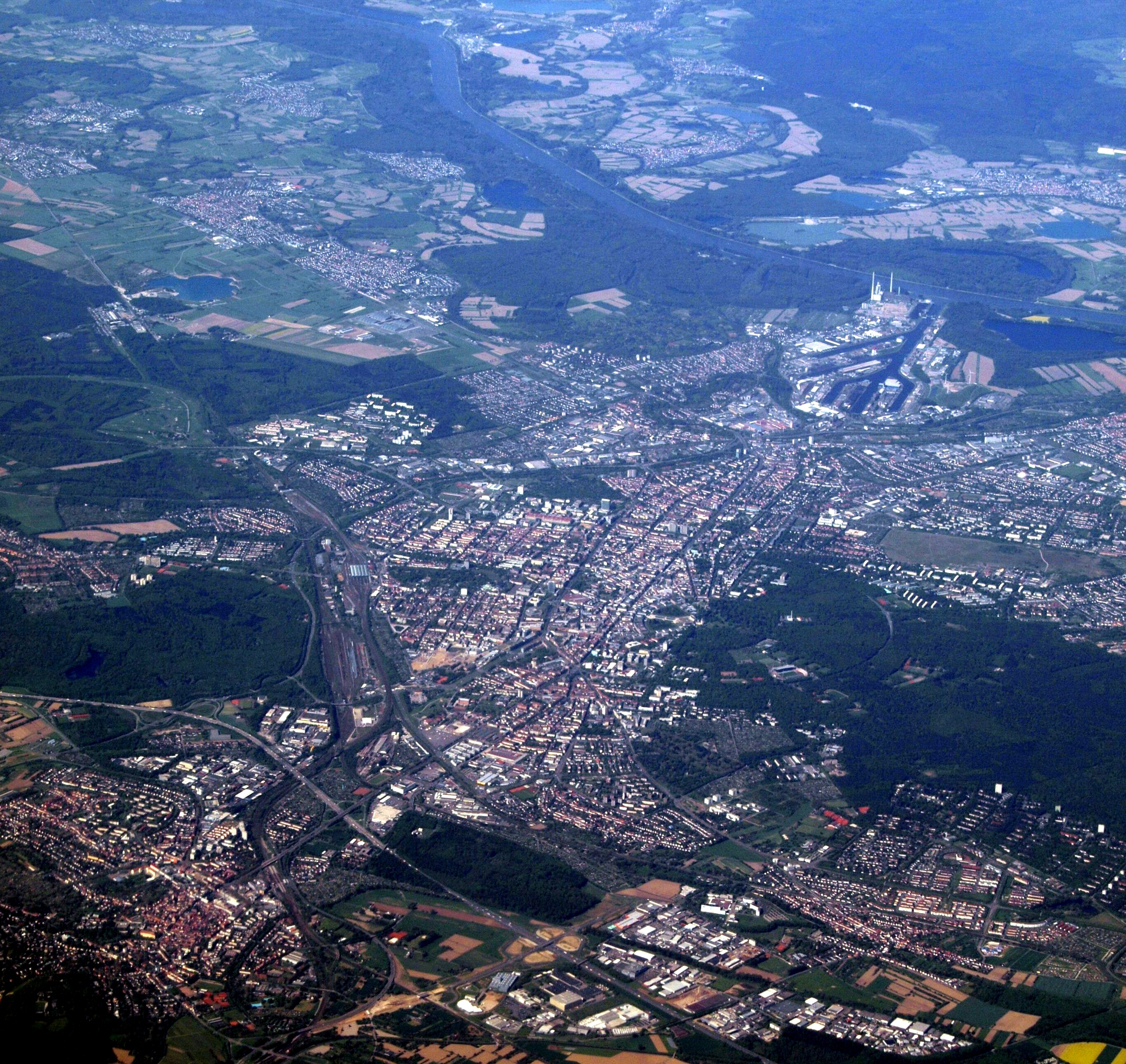
Luftbild von Osten (vorne links Durlach, hinten rechts der Rheinhafen)

Karlsruhe (Aussprache [ˈkaɐ̯lsˌʁuːə], ⓘ, lokal südfränkisch Karlsruh) ist mit 309.050 Einwohnern (31. Dezember 2024) die drittgrößte Stadt des Landes Baden-Württemberg. Sie ist Verwaltungssitz des Regierungsbezirks Karlsruhe und des Landkreises Karlsruhe und bildet selbst einen Stadtkreis (kreisfreie Stadt). Die Stadt ist Oberzentrum für den nach ihr benannten Regionalverband und länderübergreifend für Teile der Südpfalz und Gemeinden des nördlichen Elsass in Frankreich.
Das 1715 vom heutigen Stadtteil Durlach aus als barocke Planstadt gegründete Karlsruhe war Haupt- und Residenzstadt des ehemaligen Landes Baden. Charakteristisch für den ursprünglichen Stadtplan sind die 32 ringsum vom Schloss in die Parkanlagen und den Hardtwald der Oberrheinebene ausstrahlenden Straßen. Nur das südliche Viertel wurde zentrumsnah bebaut; seinem fächerförmigen Grundriss verdankt Karlsruhe den Beinamen „Fächerstadt“. Friedrich Weinbrenners klassizistische Bauten prägen das Bild der Stadterweiterung aus dem frühen 19. Jahrhundert.
Seit 1950 ist Karlsruhe Sitz des Bundesgerichtshofs und des Generalbundesanwalts beim Bundesgerichtshof und seit 1951 des Bundesverfassungsgerichts, weshalb die Stadt auch „Residenz des Rechts“ genannt wird. Zahlreiche Behörden und Forschungseinrichtungen mit überregionaler Bedeutung sind in Karlsruhe angesiedelt. Unter den neun Hochschulen der Stadt ist das Karlsruher Institut für Technologie (KIT) die älteste und größte, darüber hinaus seit 2019 erneut eine Exzellenzuniversität. Großen Infrastruktureinrichtungen wie den beiden Rheinhäfen und der größten Raffinerie Deutschlands sowie Großkonzernen wie dm und EnBW steht eine ansonsten vorwiegend mittelständisch geprägte Wirtschaft gegenüber. Karlsruhe ist einer der bedeutendsten europäischen Standorte der Informations- und Kommunikationstechnik. Daran knüpft mit dem Zentrum für Kunst und Medien (ZKM) auch eine der wichtigsten Kulturinstitutionen in der Stadt an. Andere, wie das Badische Landesmuseum oder die Staatliche Kunsthalle, gehören zum Erbe der Residenzzeit. 2019 nahm die UNESCO Karlsruhe als „Stadt der Medienkunst“ in ihr Netzwerk der Kreativstädte auf.

## Geographie

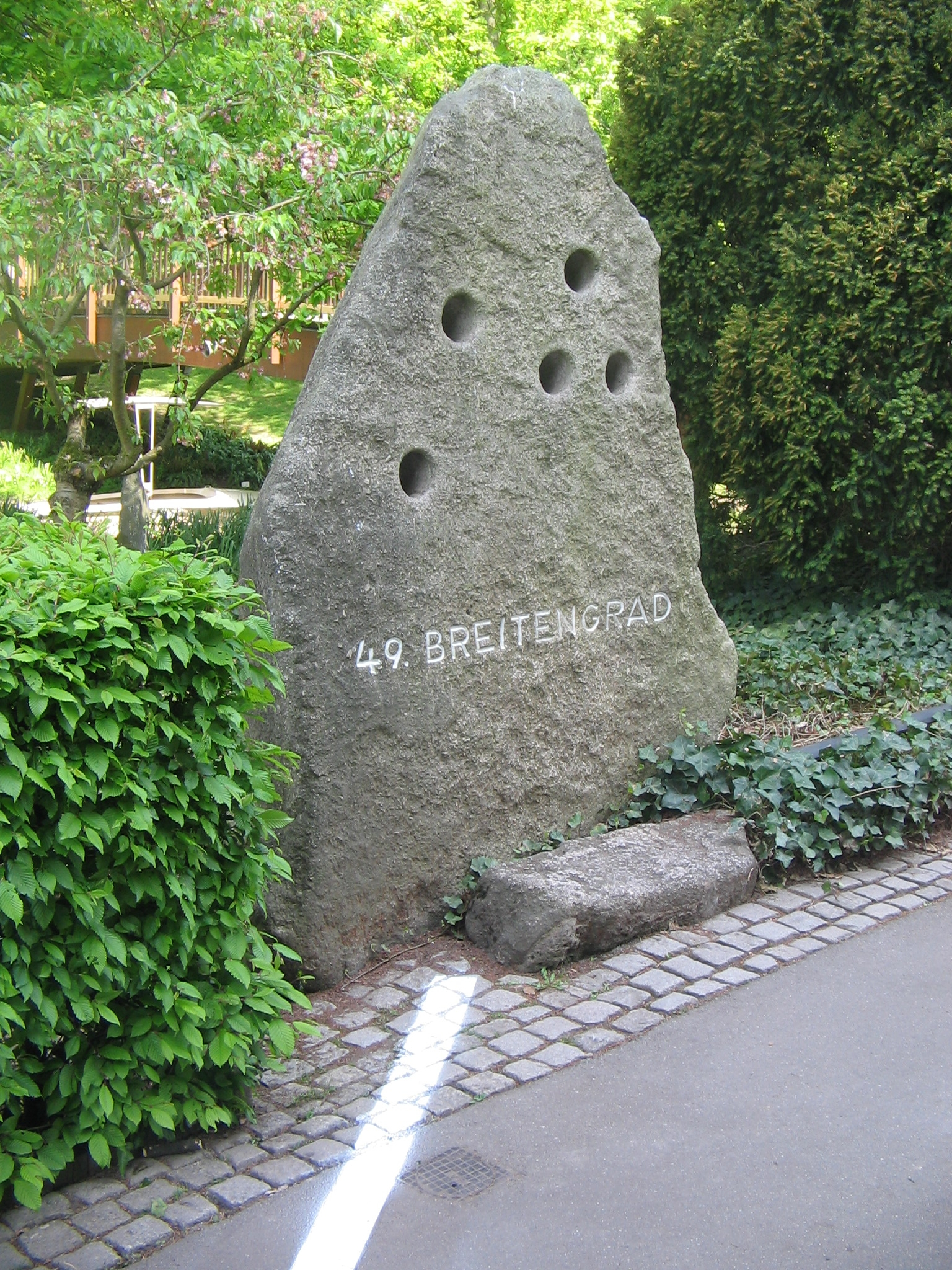
Markierung des 49. Breitengrads im Stadtgarten

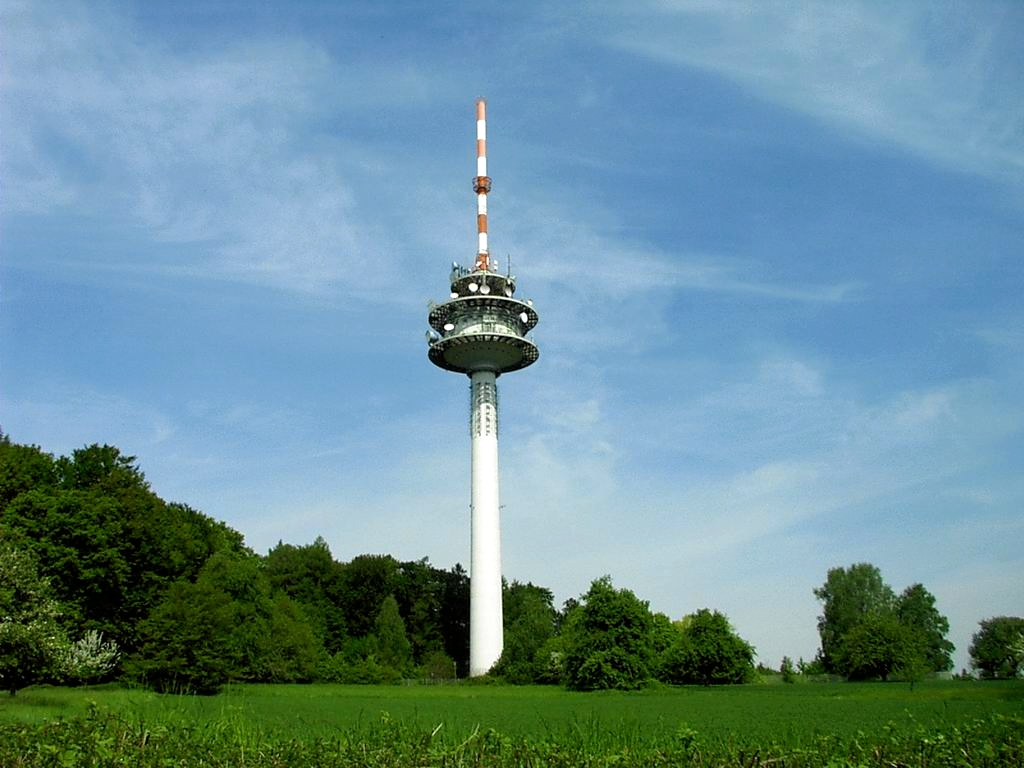
Der 144 m hohe Fernmeldeturm Grünwettersbach steht nahe beim höchsten Punkt der Stadt. Die Antennenspitze erreicht.

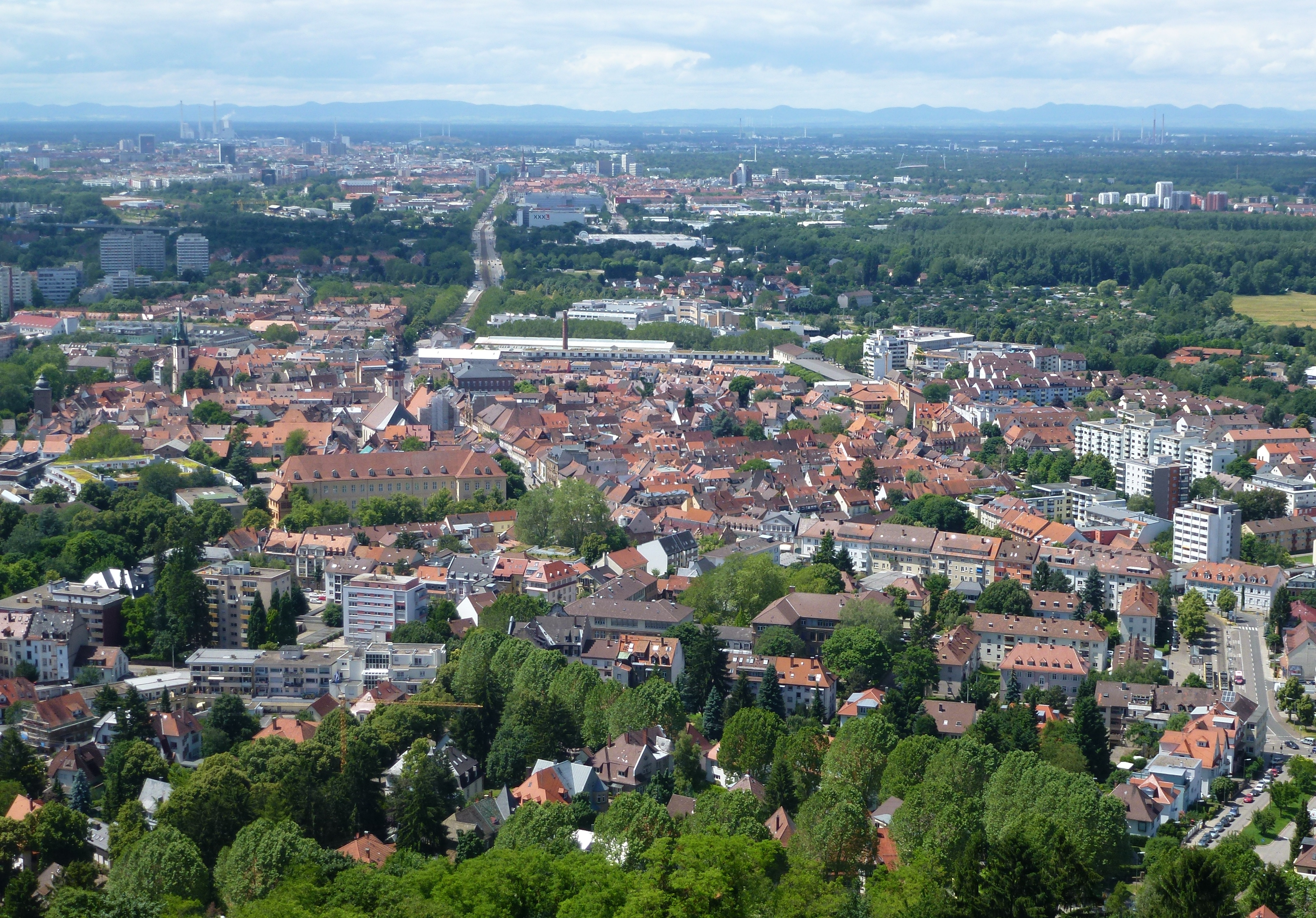
Blick vom Turmberg über Durlach und Karlsruhe bis zum Pfälzerwald am Westrand der Oberrheinischen Tiefebene

### Lage
Das Karlsruher Stadtgebiet liegt vollständig rechtsrheinisch und überwiegend in der Oberrheinischen Tiefebene. Es umfasst im Osten mit dem Turmberg und den angrenzenden Höhen aber auch den Rand des Hügellands am Übergang vom südlichen Kraichgau zum Nordschwarzwald. Die Stadtteile Durlach, Wolfartsweier, Hohenwettersbach, Grünwettersbach, Palmbach und Stupferich gehören seit Januar 2021 zum Naturpark Schwarzwald Mitte/Nord.
Der Rhein, eine der weltweit wichtigsten Wasserstraßen, bildet die westliche Stadtgrenze, an die sich das Land Rheinland-Pfalz anschließt. Die Innenstadt ist gemessen vom Marktplatz 7,5 km vom Fluss entfernt. Die kleinen Rheinnebenflüsse Alb und Pfinz durchfließen im Stadtgebiet vom Schwarzwald bzw. Kraichgau kommend die Ebene nordwestwärts. Die Stadt Karlsruhe wurde abseits von den Überschwemmungszonen der Flüsse auf der Niederterrasse des Oberrheins (Hochgestade) gegründet, die das Tiefgestade der Rheinauen im Westen und die den Hügeln vorgelagerte Kinzig-Murg-Rinne im Südosten und Osten um mehrere Meter überragt. In den Rheinauen liegen mehrere Rheinaltgewässer und Baggerseen wie der Knielinger See, der mit 80,5 ha Fläche größte Karlsruher See.
Der tiefste Punkt des Stadtgebiets liegt beim Ölhafen am Rhein auf 100 m ü. NN, der höchste im ehemaligen Wildschweingehege außerhalb des Stadtteiles Grünwettersbach auf 323,2 m ü. NN. Der am höchsten gelegene Karlsruher Wohnort ist der Stadtteil Palmbach. Der Marktplatz im Stadtzentrum liegt auf 114,9 m ü. NN.
Die Gesamtfläche der Stadt beträgt 173,46 Quadratkilometer. Sie steht flächenmäßig auf Platz 30 der deutschen Großstädte (siehe hierzu: Liste der Großstädte in Deutschland). Die größte Ausdehnung in Nord-Süd-Richtung beträgt 16,8 km, in Ost-West-Richtung 19,3 km.
Der 49. Breitengrad verläuft durch Karlsruhe. Die Stadt liegt damit auf der gleichen geographischen Breite wie ein Großteil der Staatsgrenze zwischen den Vereinigten Staaten und Kanada und (annähernd; in West-Ost-Richtung betrachtet) die Städte Vancouver (Kanada), Paris (Frankreich), Regensburg, Prešov (Slowakei) und Hulun Buir (China).
Die Stadt ist Teil des Verdichtungsraums Karlsruhe/Pforzheim, zu dem auch einige Gemeinden des Landkreises Karlsruhe (vor allem die Großen Kreisstädte Bruchsal, Ettlingen, Stutensee und Rheinstetten), die Stadt Pforzheim, der nordwestliche Teil des Enzkreises sowie die Stadt Mühlacker und die Gemeinde Niefern-Öschelbronn im nordöstlichen Enzkreis gehören. Innerhalb der Region Mittlerer Oberrhein bildet Karlsruhe eines der 14 Oberzentren Baden-Württembergs, die nach dem Landesentwicklungsplan 2002 ausgewiesen sind. Länderübergreifend ist Karlsruhe Teil der Trinationalen Metropolregion Oberrhein. Zudem gibt es im Eurodistrikt Pamina (Palatinat, Mittlerer Oberrhein und Nord-Alsace) Verflechtungen mit Gemeinden in der Südpfalz und im Unterelsass.

### Nachbargemeinden
Folgende Städte und Gemeinden grenzen an die Stadt Karlsruhe. Sie werden im Uhrzeigersinn, beginnend im Norden, genannt:
Eggenstein-Leopoldshafen, Stutensee, Weingarten (Baden), Pfinztal, Karlsbad, Waldbronn, Ettlingen und Rheinstetten (alle Landkreis Karlsruhe) sowie auf der gegenüberliegenden Rheinseite Hagenbach und Wörth am Rhein (beide Landkreis Germersheim in Rheinland-Pfalz)

### Klima
Karlsruhe ist mit einer Jahresmitteltemperatur von 11,0 Grad Celsius eine der wärmsten Städte Deutschlands und mit einer durchschnittlichen jährlichen Sonnenscheindauer von 1805 Stunden auch eine der sonnigsten. Mit 21,4 Hitzetagen und 68,0 Sommertagen pro Jahr (Durchschnitte der Referenzperiode 1981–2010) weist Karlsruhe in beiden Kategorien den jeweils höchsten Wert aller deutschen Wetterstationen aus. Die gemittelte jährliche Niederschlagssumme von 783 Millimetern (Referenzperiode 1981 bis 2010) liegt hingegen nah am deutschen Durchschnitt von 789 Millimetern.
Die geschützte Lage im Oberrheingraben hat zur Folge, dass in Karlsruhe im Sommer oft eine drückende Schwüle herrscht. Die Winter sind dagegen meist mild und oft durch den für das Rheintal typischen Hochnebel geprägt. Im langjährigen Mittel hat Karlsruhe 60,7 Frosttage und 11,1 Eistage pro Jahr.
Am 9. und 13. August 2003 wurde in Karlsruhe mit einer absoluten Höchsttemperatur von 40,2 Grad Celsius der damalige, seit 1983 bestehende amtliche deutsche Hitzerekord eingestellt, welcher allerdings nur bis zum Sommer 2015 Bestand hatte. Die tiefste jemals in Karlsruhe registrierte Temperatur betrug −25,4 Grad Celsius und wurde am 18. Januar 1940 gemessen.
|                        | Jan  | Feb | Mär  | Apr  | Mai  | Jun  | Jul  | Aug  | Sep  | Okt  | Nov  | Dez |   |      |
| Mittl. Temperatur (°C) | 3,1  | 4,6 | 7,2  | 10,9 | 14,8 | 19,5 | 21,7 | 20,7 | 16,0 | 11,3 | 6,8  | 4,5 | ⌀ | 11,8 |
| Mittl. Tagesmax. (°C)  | 5,9  | 9,0 | 12,2 | 16,9 | 20,4 | 25,4 | 28,1 | 27,4 | 22,5 | 16,3 | 10,3 | 7,4 | ⌀ | 16,9 |
| Mittl. Tagesmin. (°C)  | −0,1 | 0,7 | 2,2  | 4,4  | 8,9  | 13,2 | 15,0 | 14,4 | 10,0 | 6,8  | 3,2  | 1,5 | ⌀ | 6,7  |
|                        |      |     |      |      |      |      |      |      |      |      |      |     |   |      |
| Niederschlag (mm)      | 63   | 61  | 55   | 46   | 72   | 68   | 58   | 37   | 52   | 53   | 51   | 56  | Σ | 672  |
|                        |      |     |      |      |      |      |      |      |      |      |      |     |   |      |
| Sonnenstunden (h/d)    | 1,5  | 2,7 | 3,9  | 5,4  | 6,8  | 7,3  | 7,9  | 7,1  | 5,7  | 3,6  | 2,0  | 1,5 | ⌀ | 4,6  |
|                        |      |     |      |      |      |      |      |      |      |      |      |     |   |      |
| Regentage (d)          | 18   | 15  | 15   | 13   | 14   | 12   | 12   | 11   | 11   | 13   | 15   | 16  | Σ | 165  |
|                        |      |     |      |      |      |      |      |      |      |      |      |     |   |      |
| Luftfeuchtigkeit (%)   | 85   | 80  | 74   | 69   | 69   | 69   | 67   | 71   | 77   | 82   | 84   | 84  | ⌀ | 75,9 |

| −0,1 |

| 0,7 |

| 2,2 |

| 4,4 |

| 8,9 |

| 13,2 |

| 15,0 |

| 14,4 |

| 10,0 |

| 6,8 |

| 3,2 |

| 1,5 |

| −0,1 |

| 0,7 |

| 2,2 |

| 4,4 |

| 8,9 |

| 13,2 |

| 15,0 |

| 14,4 |

| 10,0 |

| 6,8 |

| 3,2 |

| 1,5 |

### Stadtgliederung

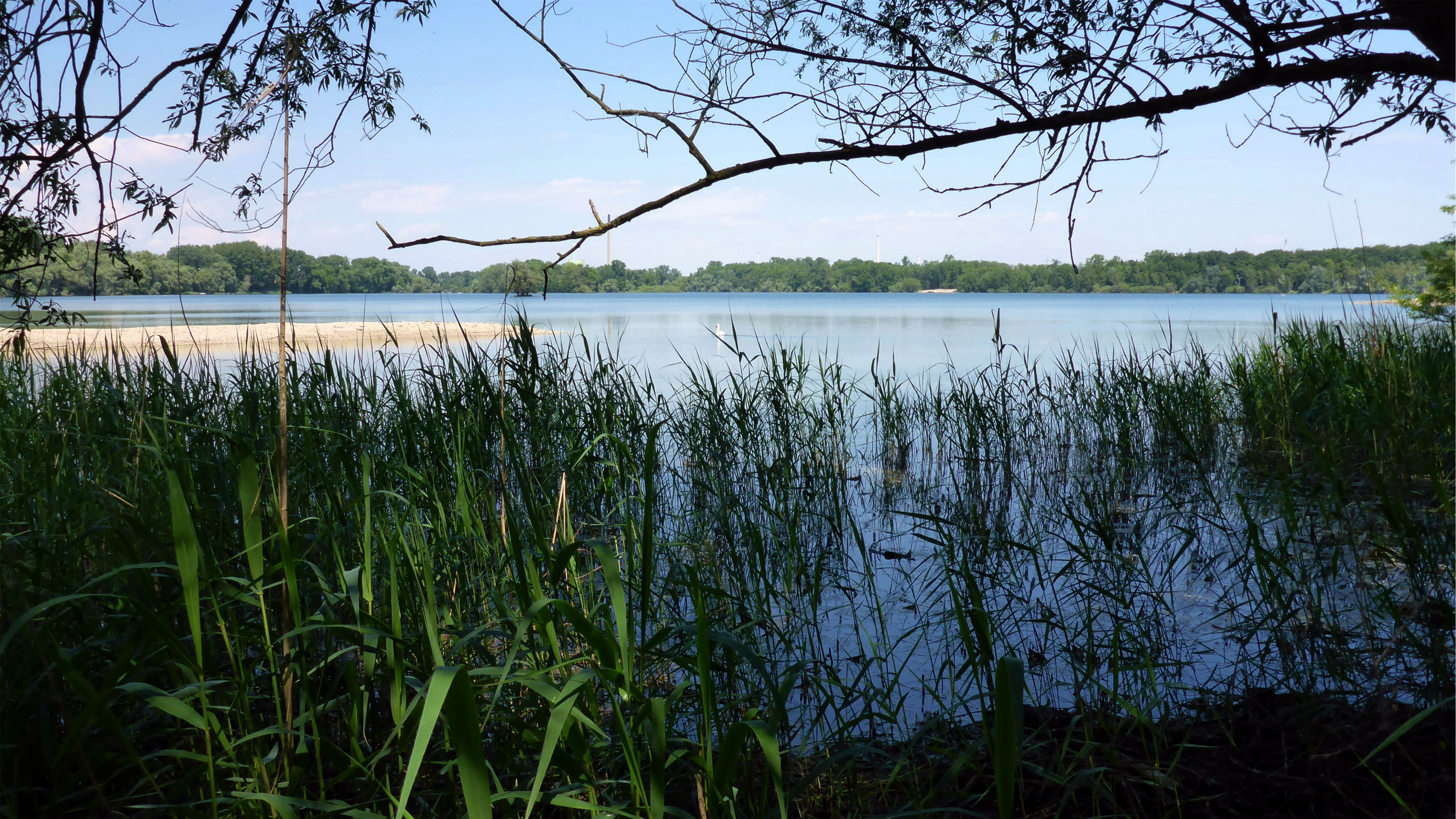
Der Knielinger See, ein Baggersee in den Naturschutzgebieten Burgau und Altrhein Maxau

Das Stadtgebiet von Karlsruhe ist in 27 Stadtteile unterteilt, die sich weiter in Stadtviertel, früher zum Teil auch als Stadtbezirke bezeichnet, gliedern. Die acht inneren Stadtteile sind in der folgenden Karte in Rottönen markiert, die 19 äußeren Stadtteile in Grün- und Gelbtönen. Abgesehen von Oberreut, der Waldstadt und Weiherfeld-Dammerstock, drei Neubausiedlungen des 20. Jahrhunderts, gehen die äußeren Stadtteile auf ehemals selbständige Städte und Dörfer zurück, die deutlich älter als Karlsruhe selbst sind.

### Schutzgebiete
Im Stadtgebiet Karlsruhe bestehen folgende acht Naturschutzgebiete. Damit stehen 728,74 Hektar des Stadtgebiets unter Naturschutz, das sind 4,2 Prozent.
1. Alter Flugplatz Karlsruhe: 69,1 Hektar
2. Altrhein Kleiner Bodensee: 216,8 Hektar (davon 87,8 Hektar im Stadtgebiet Karlsruhe)
3. Altrhein Maxau: 34,6 Hektar
4. Burgau: 291,1 Hektar
5. Erlachsee: 16,4 Hektar
6. Fritschlach: 86,8 Hektar
7. Kälberklamm und Hasenklamm: 21,1 Hektar (davon 0,1 Hektar im Stadtgebiet Karlsruhe)
8. Weingartener Moor-Bruchwald Grötzingen: 255,6 Hektar (davon 142,8 Hektar im Stadtgebiet Karlsruhe)

Die 17 Landschaftsschutzgebiete in Karlsruhe nehmen etwa 5760 Hektar ein und damit ein Drittel des Stadtgebiets. Sie erstrecken sich über alle Naturräume Karlsruhes. Unmittelbar ans Schloss im Stadtzentrum schließt mit den Parkanlagen des Schlossgartens und dem nördlichen Hardtwald ein 15 km langes, bis in den benachbarten Landkreis Karlsruhe reichendes und als Landschaftsschutzgebiet ausgewiesenes Waldgebiet an. Südöstlich des Hauptbahnhofs liegt mit dem Oberwald ein 583 ha großes Landschaftsschutzgebiet nahe bei der dicht besiedelten Südstadt.

## Geschichte

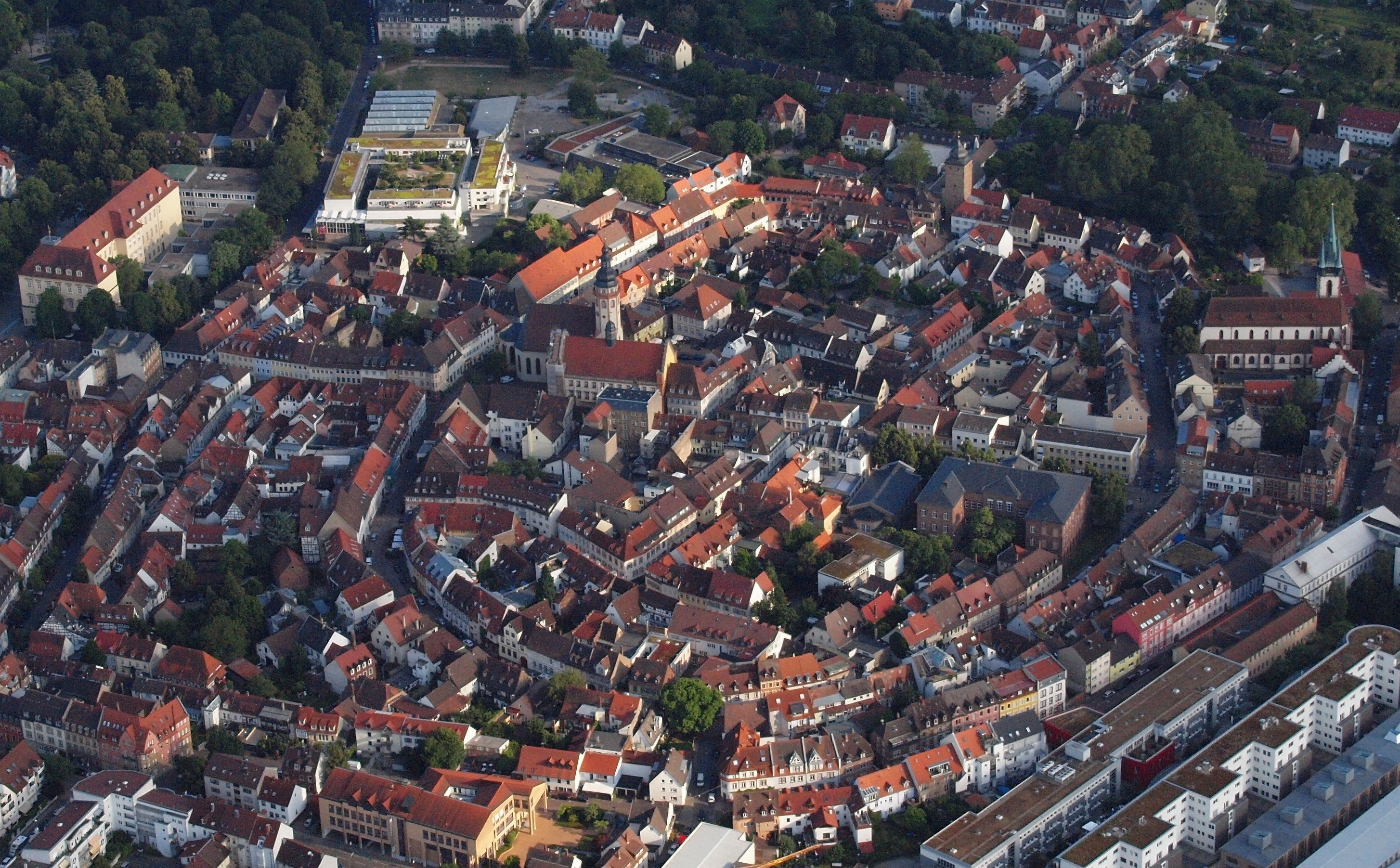
Die mittelalterliche Altstadt von Durlach

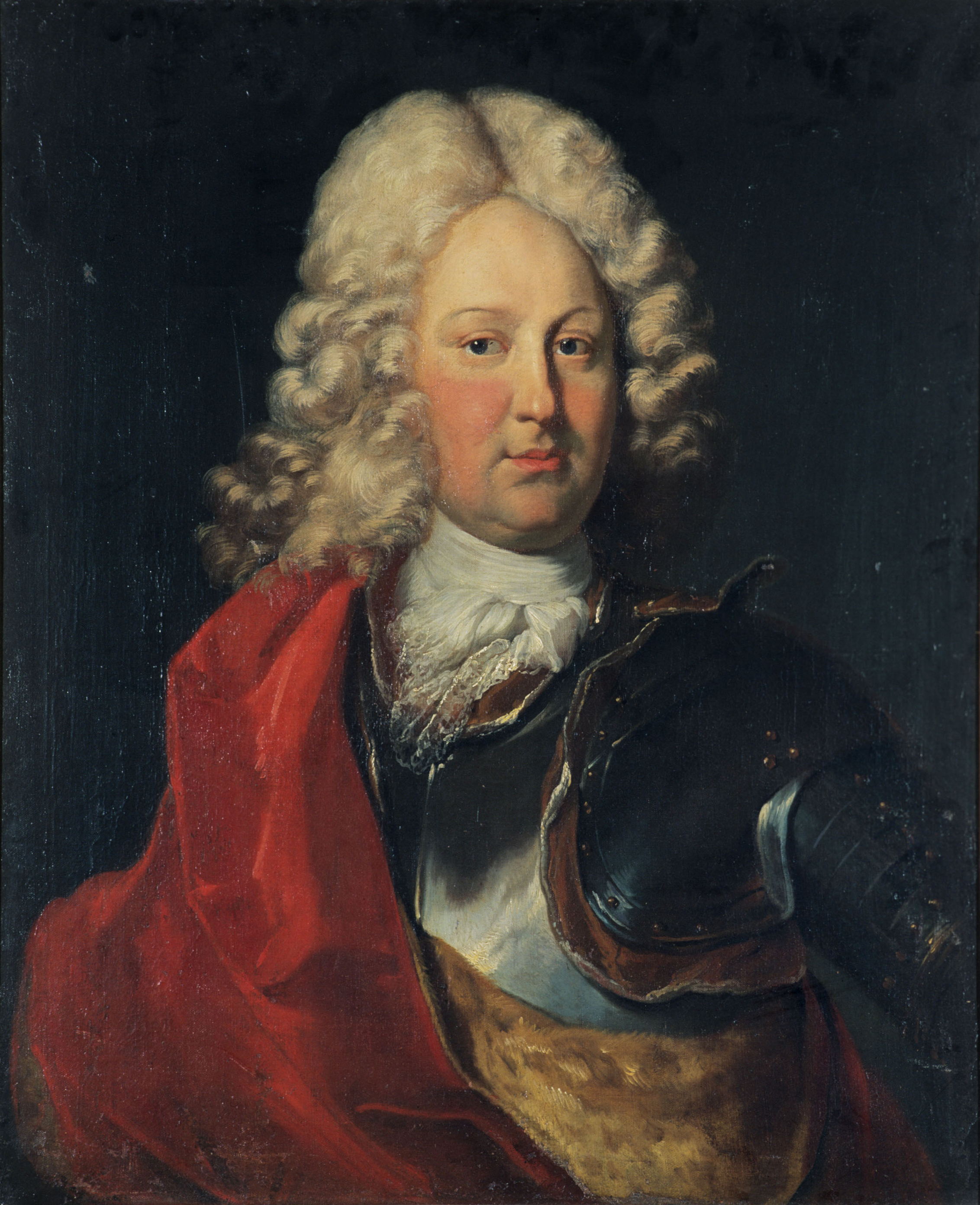
Markgraf Karl Wilhelm, Gründer der Stadt Karlsruhe, Gemälde von Johann Rudolf Huber, 1710

### Vor der Stadtgründung
In der näheren Umgebung der erst 1715 im Hardtwald gegründeten Planstadt Karlsruhe lagen mehrere Dörfer sowie die Städte Durlach und Mühlburg. Diese inzwischen nach Karlsruhe als Stadtteile eingemeindeten Orte haben eine wesentlich längere Geschichte als die heutige Kernstadt.
In Knielingen, Rüppurr und Durlach sind Funde von Beilen und Bronzebarren aus der Bronzezeit belegt. 1911 fand man ein Gräberfeld mit zehn Bestattungen aus der jüngeren Eisenzeit. Am Rand einer römischen Siedlung im Stadtteil Grünwinkel wurden 1922 bis 1927 drei Ziegelöfen und ein Töpferofen freigelegt, die vermutlich vom Ende des 1. Jahrhunderts n. Chr. bis zum Ende des 2. Jahrhunderts betrieben wurden. Ein Gräberfeld mit 44 Bestattungen und viele weitere Spuren wie einzelne Gräber, Ziegelbrennereien oder Münzen weisen auf eine römische Besiedlung hin.
786 wurde der älteste Stadtteil Knielingen erstmals urkundlich erwähnt. Die Grafen von Hohenberg erbauten im 11. Jahrhundert die Burganlage auf dem Turmberg bei Durlach. 1094 stifteten sie das Benediktinerkloster Gottesaue, auf dessen Gelände seit dem späten 16. Jahrhundert das Schloss Gottesaue steht. Das Kloster begünstigte das Wachstum nahegelegener Siedlungen wie Mühlburg, Knielingen oder Neureut. In das Jahr 1196 fällt die erste urkundliche Erwähnung Durlachs als Stadt.
1525 schlossen sich Mühlburg, Durlach und Neureut dem Bauernaufstand an. Baden-Durlach wurde 1556 protestantisch und in der Folge kauften sich die Neureuter 1563 von der Leibeigenschaft frei. Als 1565 Markgraf Karl II. seine Residenz von Pforzheim nach Durlach verlegte, erlebte die Stadt einen wirtschaftlichen und kulturellen Aufschwung.
Im Dreißigjährigen Krieg wurden Rintheim, Durlach, Hagsfeld und Mühlburg zerstört. Während des Pfälzischen Erbfolgekriegs zerstörten französische Truppen 1689 die Residenzstadt Durlach, Schloss Gottesaue, Rintheim, Mühlburg, Knielingen und Daxlanden, nicht zerstört wurde dagegen Rüppurr.
1699 siedelten sich geflohene Hugenotten in Neureut an. Es entwickelte sich ein neuer Ortsteil, der Welschneureut genannt wurde. Der alte Ortsteil hieß im Gegensatz dazu Teutschneureut.

### 18. Jahrhundert
Karlsruhe ist eine der letzten großen europäischen Stadtgründungen auf dem Reißbrett. Karl Wilhelm, Markgraf von Baden-Durlach, tauschte die mittelalterliche Enge seiner damaligen Residenz Durlach gegen eine neue, in Anlage und Geist offene Stadt.

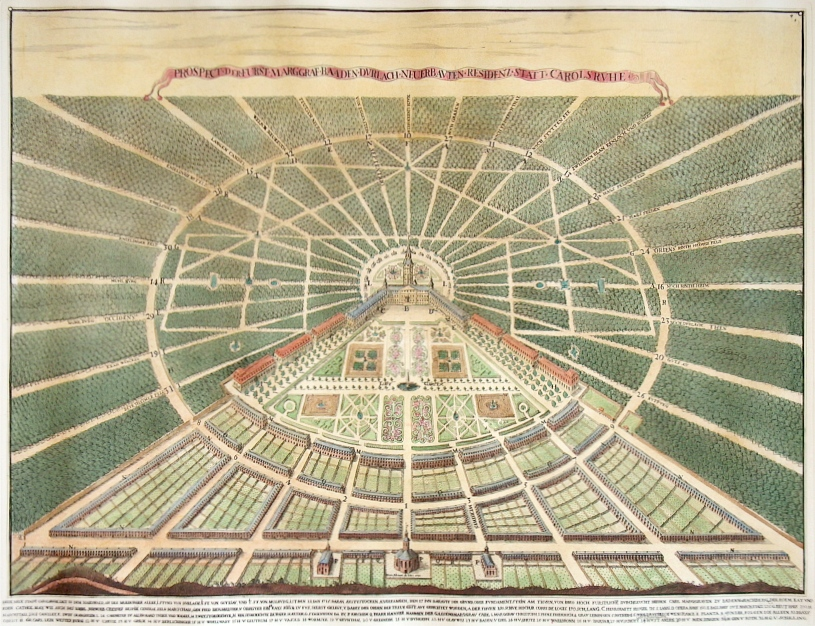
Idealisierte Karlsruher Stadtansicht, Kupferstich von Heinrich Schwarz 1721

Der Legende nach soll Karl Wilhelm bei einem Jagdausritt im Hardtwald eingeschlafen sein. Er träumte von einem prachtvollen Schloss, das sonnengleich im Zentrum seiner neuen Residenz lag, die Straßen der Stadt waren gleichsam die Sonnenstrahlen. Karl Wilhelm ließ sich seine Traumstadt entwerfen (siehe auch: Planstadt) und gründete die nach ihm („Carols Ruhe“) benannte Residenz am 17. Juni 1715 mit der Grundsteinlegung des Karlsruher Schlossturmes.
Die tatsächlichen Motive der Gründung sind nicht überliefert. Die strahlenförmige Anlage, die auch als städtebauliche Verkörperung des Absolutismus gesehen wird, entspricht der Typologie eines Jagdsterns und erschloss den Hardtwald als Jagdrevier. Der Turm diente zunächst als Jagd- und Lustschloss. Erst 1718 wurde Karlsruhe Residenz der Markgrafschaft Baden-Durlach.
Die Stadtanlage ist bis heute erhalten: Das Schloss liegt im Zentrum eines Kreises, von dem aus strahlenförmig Straßen in die Stadt nach Süden und Alleen durch den Hardtwald nach Norden verlaufen. Vom Schlossturm im Zentrum hat man Einblick in alle Strahlen. Es sind insgesamt 32 Straßen und Alleen. Diese Anzahl entspricht exakt der Einteilung der Windrose. Das südliche Viertel des Vollkreises bildete das bebaute Stadtgebiet und erstreckte sich bis zur Landstraße Durlach–Mühlburg, der heutigen Kaiserstraße. Der Grundriss erinnert an einen Fächer, weswegen Karlsruhe den Beinamen „Fächerstadt“ führt. Die Straßen waren nach den Mitgliedern des anlässlich der Grundsteinlegung gestifteten Hausordens der Treue benannt. Die ganz auf den Fürsten ausgerichtete Planung sah zunächst weder Rathaus noch Marktplatz vor.
Mit dem Privilegienbrief vom 24. September 1715, der seine Vorstellung einer Modellstadt zusammenfasste und bereits viele Zeichen eines hochmodernen Staats- und Menschenbildes trug, schuf Karl Wilhelm Anreize zur Besiedlung Karlsruhes. In den „Privilegien“ scheint vieles auf, was sich die europäischen Völker in den Revolutionen der Folgezeit, bis ins 20. Jahrhundert hinein, als gutes Recht eines jeden Menschen erkämpften: persönliche Freiheit, wirtschaftliche Freiheiten, Gleichheit vor dem Recht, politische Mitsprache. Am Aufbau Karlsruhes beteiligten sich Menschen aus Frankreich, Polen, Italien, der Schweiz und vielen deutschen Ländern. Der erste Bürgermeister der Stadt, Johannes Sembach, stammte aus Straßburg.
Nach der Wiedervereinigung von Baden-Durlach mit der Markgrafschaft Baden-Baden im Jahr 1771 war Karlsruhe Residenz der gesamten Markgrafschaft Baden.

### 19. Jahrhundert

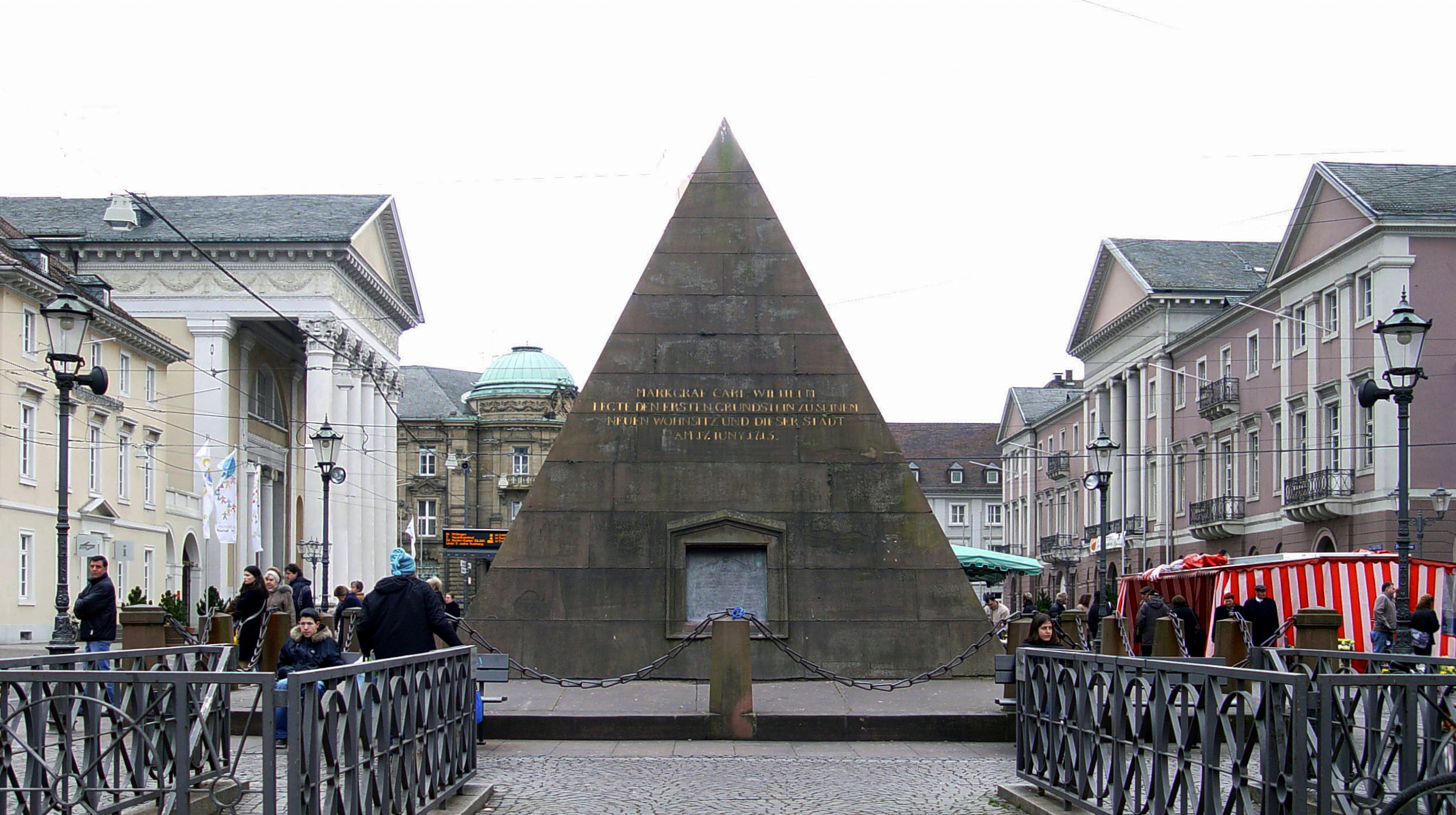
Die Pyramide auf dem Marktplatz, das Grabmal des Stadtgründers Karl Wilhelm. Links die Stadtkirche, rechts das Rathaus

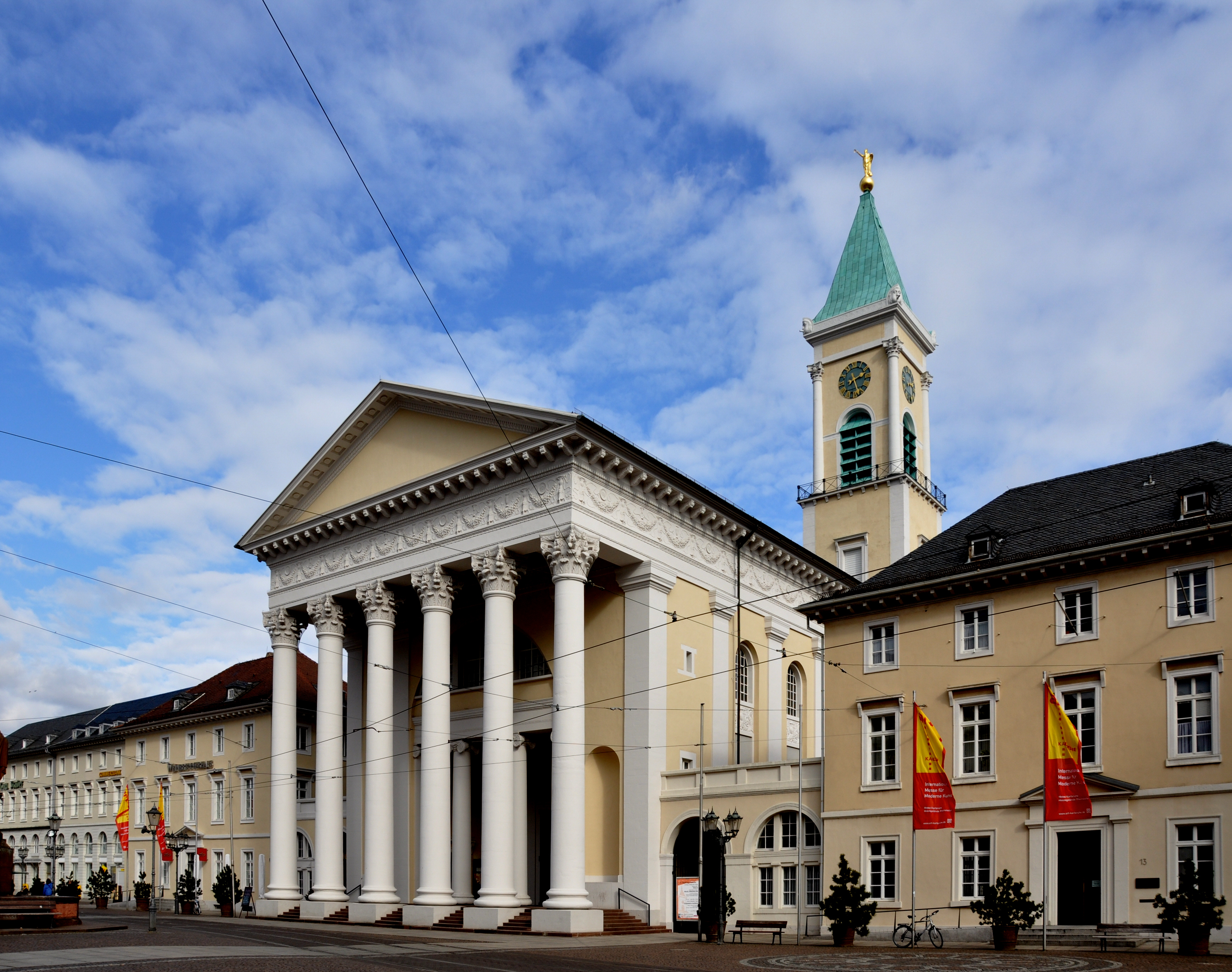
Die Stadtkirche Karlsruhe wurde von Friedrich Weinbrenner in Anlehnung an griechische Tempel gebaut.

Von 1806 an war die Stadt die Residenz der badischen Großherzöge. 1818 erließ Großherzog Carl in Karlsruhe die badische Verfassung, die für die damalige Zeit sehr liberal war. 1822 entstand in Karlsruhe das erste eigens zu diesem Zweck erbaute Parlamentsgebäude auf deutschem Boden (Erinnerungsstätte Ständehaus). Zu den Abgeordneten der Badischen Ständeversammlung gehörte Friedrich Hecker, einer der Anführer der Badischen Revolution 1848/49.
1825 gründete Großherzog Ludwig I. das Polytechnikum als Keimzelle der Universität Karlsruhe, seit 2009 Karlsruher Institut für Technologie. 1846 entstand in Durlach neben der Heidelberger eine der ersten Freiwilligen Feuerwehren.
Im Zuge der Badischen Revolution floh Großherzog Leopold im Mai 1849 nach Koblenz. Bis zur Niederschlagung der Aufständischen in Rastatt durch preußische Truppen im Juli war Baden de facto eine Republik. Mit dem ersten deutschen Verwaltungsgericht und damit der in Deutschland erstmaligen Möglichkeit, verbriefte Bürgerrechte gegenüber Rechtsverstößen des Staates einzuklagen, markiert Karlsruhe 1863/64 einen Meilenstein auf dem Weg, aus Untertanen Bürger zu machen.
Vom 3. bis zum 5. September 1860 fand in Karlsruhe der Karlsruher Kongress statt, der erste internationale Fachkongress einer naturwissenschaftlichen Disziplin. 1862 – früher als anderswo – fand die sprichwörtliche badische Liberalität ihren Ausdruck in der bürgerlichen Gleichstellung der Juden.
Am 4. November 1876 wurde in Karlsruhe die erste Sinfonie in c-Moll, Opus 68 von Johannes Brahms durch die Großherzoglich Badische Hofkapelle uraufgeführt. Am 21. Januar 1877 fuhr die erste von Pferden gezogene Karlsruher Straßenbahn. Am 16. September 1893 wurde das erste deutsche Mädchengymnasium in Karlsruhe eröffnet, das heutige Lessing-Gymnasium.

### 20. Jahrhundert

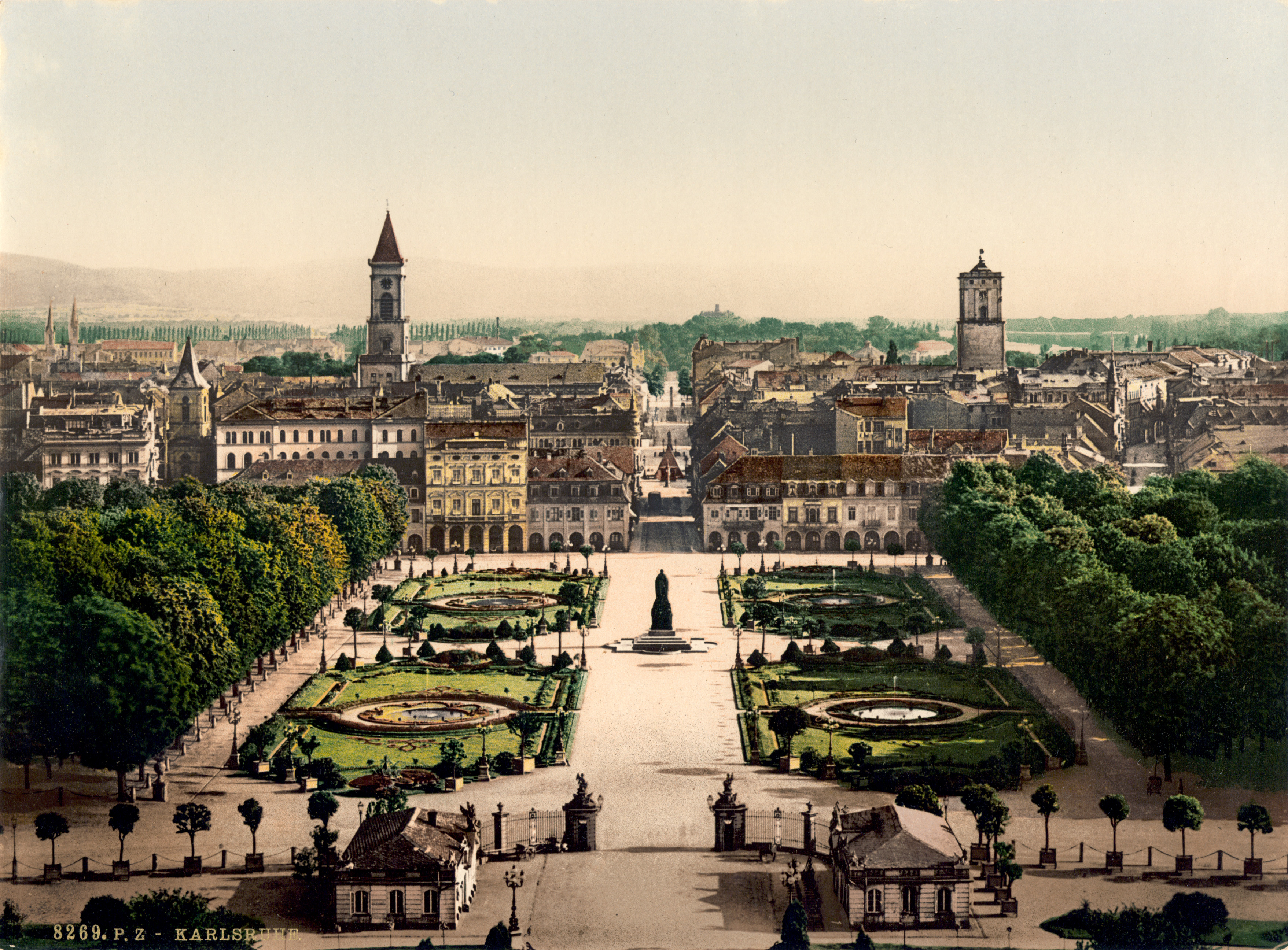
Karlsruhe um 1900 (Blick vom Schlossturm in Richtung Süden)

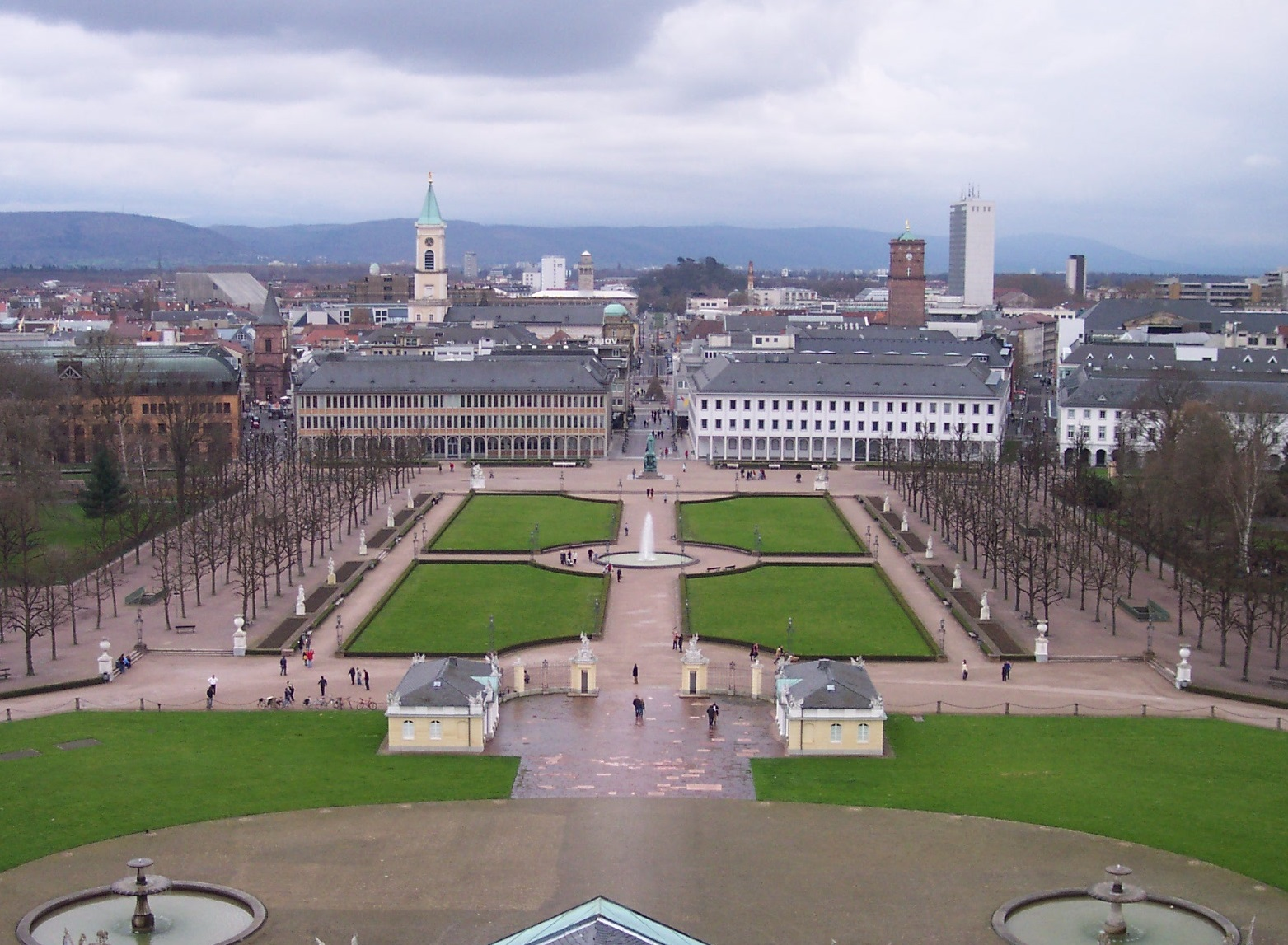
Karlsruhe um 2005 (Blick vom Schlossturm in Richtung Süden)

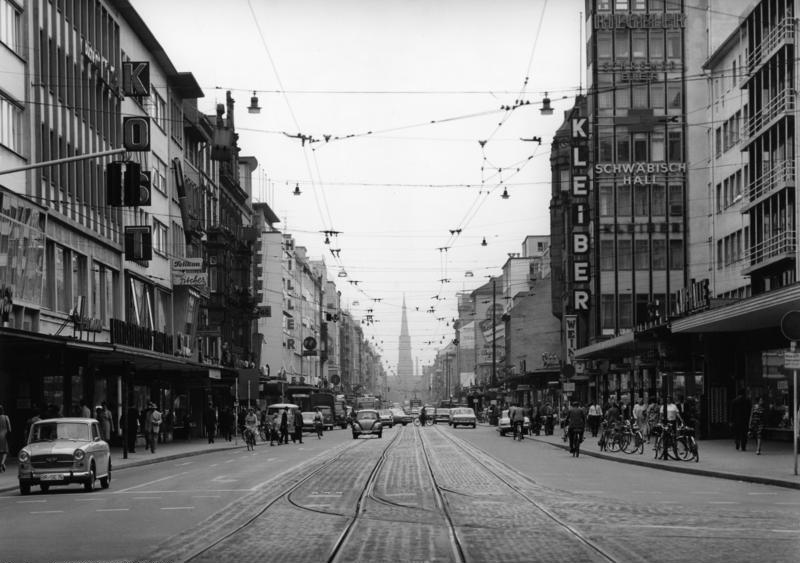
Die Kaiserstraße im Jahr 1966, damals noch keine Fußgängerzone

Im Stadtgarten um 1912

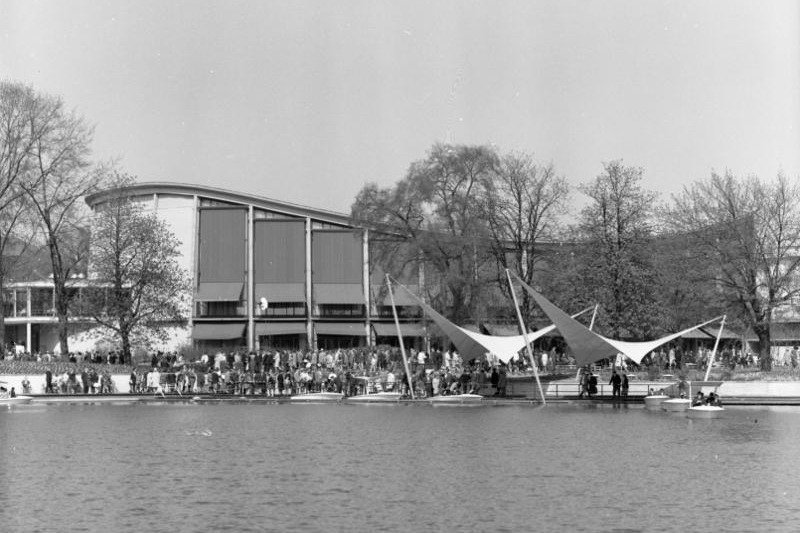
See im Stadtgarten und Schwarzwaldhalle während der Bundesgartenschau 1967

Die Einwohnerzahl überschritt 1901 die Grenze von 100.000, wodurch Karlsruhe zur Großstadt wurde. Im Laufe der Zeit wurden zahlreiche Nachbargemeinden eingemeindet oder eingegliedert, darunter Durlach, von wo aus die Stadt Karlsruhe gegründet worden war.
Im Ersten Weltkrieg war die Stadt mit ihren Rüstungsbetrieben (u. a. Deutschen Waffen- und Munitionsfabriken) und ihrem Bahnhof das Ziel von 14 Luftangriffen mit insgesamt 168 Toten und 344 Verletzten. Beim schwersten Angriff am 22. Juni 1916 trafen etwa 40 Bomben das Gebiet am Ettlinger Tor, wo gerade eine Aufführung des Zirkus Hagenbeck stattfand. 120 Menschen, davon 71 Kinder, kamen dabei ums Leben.
Nach der Novemberrevolution 1918 verlor Karlsruhe die Funktion als Residenz und wurde Hauptstadt des Freistaates Baden. Karlsruhe war außerdem, wie schon zu Zeiten der Monarchie, Sitz des Landeskommissärbezirkes Karlsruhe.
Vom 3. bis 8. August 1932 fand in Karlsruhe der 21. Deutsche Feuerwehrtag statt. Er war der letzte vor der Naziherrschaft und dem Zweiten Weltkrieg.
Während des Zweiten Weltkriegs verlor Karlsruhe an politischer Bedeutung, als das dem Großdeutschen Reich inoffiziell angegliederte Elsass mit Baden zum Gau Baden-Elsass, dem geplanten Reichsgau Oberrhein vereinigt und dessen politisches Zentrum nach Straßburg verlegt wurde. In der Wagner-Bürckel-Aktion wurden die noch im Gebiet dieses Reichsgaus lebenden Juden in das Lager Camp de Gurs verschleppt. Ebenso wurden die vor allem im „Dörfle“ ansässigen Familien der Sinti und Roma im Mai 1940 vom Polizeipräsidium am Marktplatz über den Hohenasperg nach Auschwitz deportiert.
Zwischen 1940 und 1945 sind 135 Luft- und Artillerieangriffe der Alliierten auf Karlsruhe dokumentiert, darunter 13 Großangriffe mit mehr als 100 Bombern. Mindestens 12.000 Tonnen Spreng- und Brandbomben wurden über der Stadt abgeworfen. 1754 Menschen starben und 3508 wurden verletzt. Karlsruhe wurde, je nach Berechnungsgrundlage, zu 24 bis 38 Prozent zerstört. Am 4. April 1945 besetzte die französische Erste Armee die Stadt nach geringem Widerstand.
Nach dem Krieg wurde Karlsruhe der amerikanischen Besatzungszone und dem Land Württemberg-Baden zugeschlagen, seit der Schaffung des Landes Baden-Württemberg 1952 gehört Karlsruhe diesem an.
In der Bundesrepublik Deutschland wurde Karlsruhe zur „Residenz des Rechts“: 1950 nahm der Bundesgerichtshof dort seine Arbeit auf. Am 28. September 1951 folgte das Bundesverfassungsgericht. Erster Präsident wurde der FDP-Politiker Hermann Höpker-Aschoff. Von 1952 bis 1972 war Karlsruhe Sitz des Regierungsbezirks Nordbaden, seit dem 1. Januar 1973 ist es Sitz des Regierungsbezirks Karlsruhe.
Die Bundesgartenschau 1967 fand in Karlsruhe statt. Zu diesem Anlass wurden Stadtgarten, Zoo und Schlosspark zum Teil erheblich umgestaltet und den Freizeitbedürfnissen der Bürger angepasst.
1969 wurde die Stadt Karlsruhe mit dem Europapreis für ihre hervorragenden Bemühungen um den europäischen Integrationsgedanken ausgezeichnet.
1972 begann die Stadt auf der Kaiserstraße, Fußgängerzonen einzurichten. Der heutige Zustand einer durchgehenden Fußgängerzone von Kronen- bis Europaplatz wurde 1984 erreicht.
Am 1. Januar 1972 wurden Hohenwettersbach und Stupferich eingemeindet. Wolfartsweier kam am 1. Januar 1973 hinzu. Grötzingen, Grünwettersbach und Palmbach folgten am 1. Januar 1975. Die Gemeinde Neureut wurde als letzte am 14. Februar 1975 – trotz heftigen Widerstandes der dortigen Bewohner nach Entscheidung des Staatsgerichtshofs – eingemeindet. Im Volksmund wird noch heute von einer „zwangsweisen Eingliederung“ oder „Zwangseingemeindung“ gesprochen. Seit dem 1. Oktober 2024 führt der Ortsteil Grötzingen die offizielle Zusatzbezeichnung „Historische Künstlerkolonie“ und der Ortsteil Palmbach die offizielle Zusatzbezeichnung „Waldenserort“.
Am 7. April 1977 wurde Generalbundesanwalt Siegfried Buback auf dem Arbeitsweg gemeinsam mit seinem Fahrer und einem Justizbeamten von Terroristen der Roten Armee Fraktion ermordet.
Am 12. und 13. Januar 1980 wurde im Kongresszentrum die Bundespartei Die Grünen gegründet.
Deutschlands erste echte E-Mails wurden am 2. August 1984 im Rechenzentrum der Karlsruher Universität empfangen und gesendet: Der Karlsruher Internetpionier Werner Zorn beantwortete den offiziellen Willkommensgruß des US-amerikanischen CSNET, einer herstellerübergreifenden Plattform zur elektronischen Kommunikation von Wissenschaftlern.
Vom 20. bis zum 30. Juli 1989 fanden in Karlsruhe die dritten alternativen World Games statt, das ist ein internationaler Wettkampf für Sportler und Athleten, deren Sportarten nicht im olympischen Programm vertreten sind. Es nahmen 1965 Sportler in 19 Disziplinen teil.
Am 13. Juni 1995 wurde die Baden-Airport GmbH gegründet. Diese baute im 30 Kilometer südwestlich gelegenen Rheinmünster-Söllingen einen ehemaligen kanadischen Militärflugplatz zum Flughafen Karlsruhe/Baden-Baden aus und schloss Karlsruhe damit an das internationale Flugverkehrsnetz an.

### 21. Jahrhundert
2003 wurde im benachbarten Rheinstettener Stadtteil Forchheim die Messe Karlsruhe zur Ausrichtung nationaler und internationaler Fach- und Publikumsmessen eröffnet.
Am 7. September 2005 eröffnete mit dem ECE-Einkaufszentrum Ettlinger Tor nach rund zweijähriger Bauzeit das größte innerstädtische Einkaufszentrum Südwestdeutschlands. Etwa vier Jahre zuvor wurde am 27. September 2001 in der ehemaligen Hauptpost am Europaplatz mit der Postgalerie das erste innerstädtische Einkaufszentrum in Karlsruhe eröffnet.
Am 25. Mai 2009 erhielt die Stadt den von der Bundesregierung verliehenen Titel „Ort der Vielfalt“. Am 21. Januar 2010 setzten Ministerpräsident Günther Oettinger, Staatssekretär Rainer Bomba und der Karlsruher Oberbürgermeister Heinz Fenrich im Zuge der Kombilösung am Europaplatz den ersten Spatenstich zum Bau des Stadtbahntunnels. Am 11. Dezember 2021 wurde durch Karlsruhes Oberbürgermeister Frank Mentrup (SPD), Landesverkehrsminister Winfried Hermann (Grüne) und für den Bund Verkehrsstaatssekretär Michael Theurer (FDP) offiziell die Kombilösung eröffnet.
Im zweiten Quartal 2014 überschritt die Einwohnerzahl von Karlsruhe erstmals die 300.000.
Im Jahr 2015 veranstaltete die Stadt einen Festivalsommer mit dem Titel KA300 zur Feier des 300. Stadtgeburtstages. Die Schlosslichtspiele Karlsruhe, die zum Stadtgeburtstag erstmals stattfanden, haben sich inzwischen zu einer jährlich wiederkehrenden Veranstaltung etabliert.

## Bevölkerung
Karlsruhe ist nach den Zahlen des Statistischen Landesamts Baden-Württemberg mit 309.050 Einwohnern (31. Dezember 2024) nach der Landeshauptstadt Stuttgart und Mannheim die drittgrößte Stadt in Baden-Württemberg und nimmt Platz 22 unter den größten deutschen Städten ein. Das städtische Melderegister verzeichnete 303.989 Einwohner am Jahresende 2022, darunter 299.896 mit Hauptwohnsitz.

### Einwohnerentwicklung

Bevölkerungsentwicklung von 1871 bis 2017

Von der Gründung bis ungefähr 1810 hatte die Residenzstadt Karlsruhe weniger als 10.000 Einwohner. Um 1850 waren in der damaligen Hauptstadt des Großherzogtums Baden etwa 25.000 Einwohner erreicht. Mit der Industrialisierung in der zweiten Hälfte des 19. Jahrhunderts setzte ein schnelleres Bevölkerungswachstum ein. Im Jahre 1901 wurde Karlsruhe mit dem Überschreiten der Grenze von 100.000 Einwohnern zur Großstadt. Bis 1939 erhöhte sich die Einwohnerzahl auf rund 190.000, wozu mehrere Eingemeindungen zwischen 1907 und 1938 beitrugen. Einen starken Einschnitt brachte der Zweite Weltkrieg. Durch Evakuierung, Flucht, Deportationen und Luftangriffe sank die Bevölkerungszahl temporär bis auf rund 60.000 im April 1945. Bereits zwei Monate später lag sie wieder über 100.000 und 1950 hatte sich die Zahl auf rund 200.000 gesteigert. Bis 1975 wuchs sie, auch durch weitere Eingemeindungen Anfang der 1970er-Jahre, auf ein Zwischenhoch von 280.000. Bis in die späten 1980er-Jahre sank sie leicht und wurde im Zuge der Volkszählung von 1987 um weitere rund 8000 Personen auf 260.000 korrigiert. Bis 2005 stieg die Einwohnerzahl erneut um 25.000 Personen. Am 31. Dezember 2018 erreichte die „Amtliche Einwohnerzahl“ für Karlsruhe nach Fortschreibung des Statistischen Landesamtes Baden-Württemberg mit 313.092 (nur Hauptwohnsitze und nach Abgleich mit den anderen Landesämtern) einen historischen Höchststand. Diese Zahl sank in den Jahren darauf wieder unter die Marke von 310.000 Einwohnern. Der Migrantenanteil betrug zum 31. Dezember 2014 18,2 Prozent.
Die Einwohnerentwicklung ist seit längerer Zeit durch Geburtendefizite der deutschen Bewohner geprägt. Obwohl Karlsruhe anhaltende Wanderungsverluste in die umliegenden Städte und Gemeinden zu verzeichnen hatte, wurden in den letzten Jahren auch Wanderungsgewinne durch eingewanderte und deutsche Bürger erzielt. Die wichtigsten Herkunftsländer sind die Türkei (6079), Italien (4267), Rumänien (3083), Polen (2606), Kroatien (2223), Frankreich (1770), Russland (1732), China (1442), Spanien (1239), Ukraine (1169), Bosnien und Herzegowina (1072) sowie Serbien-Montenegro (1067) und Griechenland (976). 18.805 Ausländer (41,1 %) sind Angehörige eines der 26 Mitgliedstaaten der Europäischen Union (Stand 2012). 29.411 deutsche Staatsbürger haben einen Migrationshintergrund.
19.770 und damit 43,2 Prozent der 42.850 Migranten in Karlsruhe leben seit mindestens acht Jahren in der Stadt; 4820 sind in Karlsruhe geboren.

### Arbeitsmarkt
Zum 31. März 2011 hatten in Karlsruhe 160.031 sozialversicherungspflichtig Beschäftigte ihren Arbeitsort. Sie sind zu über 80 Prozent im Dienstleistungssektor tätig und zu 19 Prozent im produzierenden Gewerbe. Von den in Karlsruhe Beschäftigten waren im Jahr 2010 ca. 91.500 Einpendler. 96.912 in Karlsruhe wohnende Personen waren sozialversicherungspflichtig beschäftigt, darunter 30.585 Auspendler. Im Dezember 2011 waren 7.855 Karlsruher arbeitslos gemeldet. Die Arbeitslosenquote lag damit bei 5,3 Prozent, verglichen mit 6,6 Prozent im Bundesdurchschnitt. Im Vergleich der kreisfreien Städte in Deutschland hat Karlsruhe eine geringe Jugend- und Altersarbeitslosigkeit.

## Religion

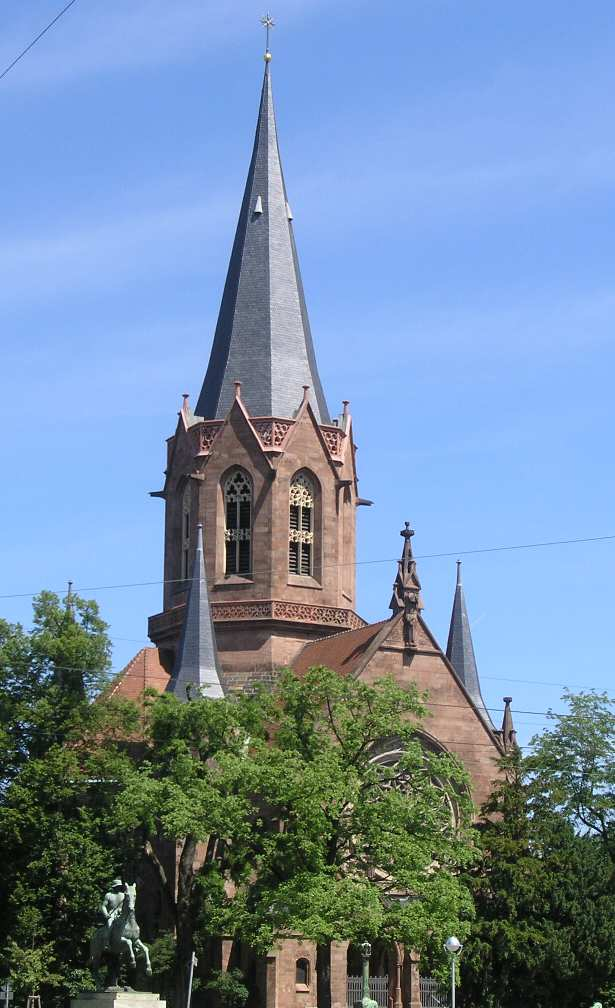
Die evangelische Christuskirche am Mühlburger Tor

1556 wurde in der Markgrafschaft Baden-Durlach die lutherische Reformation eingeführt. Als Gründung der Markgrafen von Baden-Durlach war Karlsruhe protestantisch. Um die Umgebung seines neuen Schlosses Carols Ruhe zu besiedeln, schuf Stadtgründer Karl Wilhelm in seinem Privilegienbrief vom 24. September 1715 eine Reihe von Anreizen für Neubürger. An erster Stelle war die Religionsfreiheit genannt. Schon bald zogen die ersten Katholiken und Juden zu. Karl Friedrich von Baden-Durlach erbte 1771 die Besitzungen der erloschenen Linie Baden-Baden, die katholisch geblieben war, und förderte wie Karl Wilhelm die religiöse Toleranz. 

### Konfessionsstatistik
Bis 1987 gab es in Karlsruhe mehr Protestanten als Katholiken. Ende 2017 lag der Anteil der Katholiken bei 28,6 %, der der Protestanten bei 26,0 %. 45,4 % der Bewohner waren konfessionslos oder gehörten einer dritten Glaubensgemeinschaft an. Von 1970 bis 2017 ist dieser Anteil um mehr als 37 Prozentpunkte und seit 2000 um mehr als 15 Prozentpunkte gestiegen. Im Jahr 2024 lag der Anteil der Katholiken bei 22,8 %, der Anteil der Protestanten bei 21,2 % und 56,0 % der Bewohner waren konfessionslos oder gehörten einer anderen Konfession oder Glaubensgemeinschaft an.
Nach einer Berechnung aus den Zensuszahlen für die Personen mit Migrationshintergrund lag der Bevölkerungsanteil der Muslime in Karlsruhe 2011 bei 5,6 % (rund 16.300 Personen).

### Katholische Kirche
Anfang des 19. Jahrhunderts erhielten die römisch-katholischen Christen in der Stadt eine eigene Kirche, die Kirche St. Stephan, geweiht 1814. Die römisch-katholischen Gemeindeglieder gehören zum Stadtdekanat Karlsruhe innerhalb der Region Mittlerer Oberrhein-Pforzheim der Erzdiözese Freiburg. Karlsruhe ist Sitz des Regionalbüros, zu dem die Dekanate Baden-Baden, Bruchsal, Karlsruhe, Pforzheim und Rastatt gehören. 1992 fand in Karlsruhe der 91. Deutsche Katholikentag unter dem Motto „Eine neue Stadt ersteht“ statt. Gottesdienste nach traditioneller und Taizé-Liturgie werden gefeiert.

### Evangelische Landeskirche
Karlsruhe ist Sitz der Evangelischen Landeskirche in Baden. Auch der Landesbischof residiert hier. Die evangelischen Gemeindeglieder gehören, sofern sie nicht Mitglied einer Freikirche sind, dem Kirchenbezirk „Karlsruhe und Durlach“ innerhalb des Kirchenkreises Nordbaden an. Das Dekanat des Kirchenbezirks befindet sich ebenfalls in Karlsruhe, das Dekanat für den Kirchenbezirk Karlsruhe-Land, zu dem auch der Stadtteil Neureut gehört, ist jedoch in Bruchsal. Der teilselbständige Evangelische Gemeinschaftsverband AB entstand in Durlach und hatte bis in das 21. Jahrhundert seinen Hauptsitz in Karlsruhe.

### Vereinigung Evangelischer Freikirchen
Folgende in Karlsruhe vertretenen Kirchen sind Voll- oder Gastmitglied der Vereinigung Evangelischer Freikirchen: Eine Adventgemeinde, eine Apostolische Gemeinschaft, eine Evangelisch-Freikirchliche Gemeinde (Baptisten), Freie evangelische Gemeinde, sechs Gemeinden der Evangelisch-methodistischen Kirche sowie eine Mennoniten- und eine Heilsarmeegemeinde. Der Bund Freikirchlicher Pfingstgemeinden ist mit sieben Gemeinden vertreten (Agape-Gemeinde inkl. äthiopischer Tochtergemeinde, Alive Church, Christliche Gemeinde Jesus für alle Nationen, Freie Christengemeinde, Gospelhouse Karlsruhe, Internationale Christliche Gemeinde Karlsruhe und Treffpunkt Leben).

### Weitere christliche Gemeinschaften

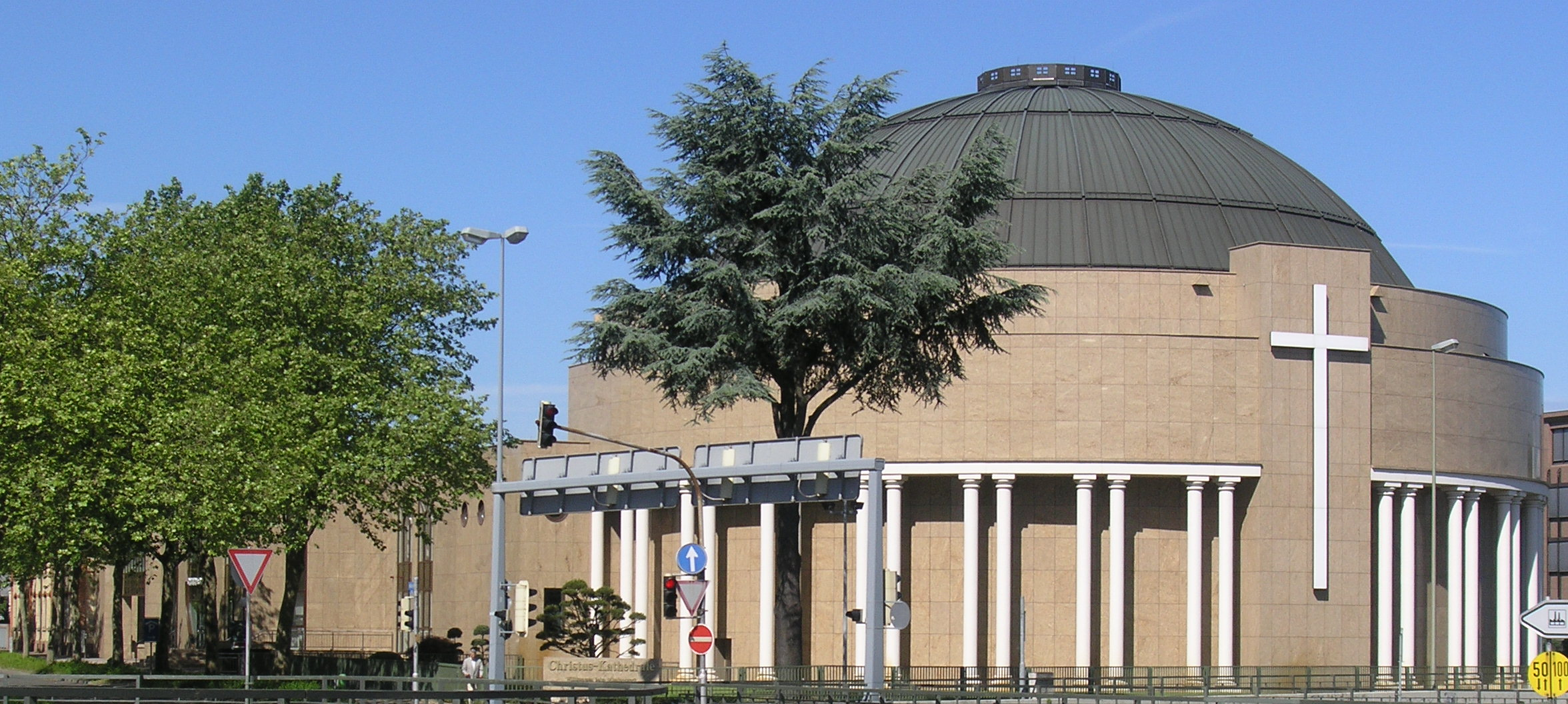
Die Christus-Kathedrale des Missionswerkes Weg zur Freude

In Karlsruhe gibt es weitere freikirchliche Gemeinden, darunter zwei Brüdergemeinden, eine Evangelische Täufergemeinde in Durlach, die alt-katholische Gemeinde „Christi Auferstehung“, den Christlichen Verein Junger Menschen, eine Gemeinde der Evangelisch-Lutherischen Kirche in Baden und Gemeinden der Neuapostolischen Kirche. Von den zahlreichen charismatischen und Pfingstgemeinden sind im Netzwerk Forum Leben: Christliches Zentrum Karlsruhe, Mosaik Gemeinde Karlsruhe und Fabrik88. Weiterhin gibt es das freie pfingstkirchliche Missionswerk Karlsruhe, die City-Gemeinde, ICF Karlsruhe und eine Gemeinde Gottes. Darüber hinaus finden sich unterschiedlichste fremdsprachige Gruppen, wie beispielsweise eine lateinamerikanische evangelikale Gruppe, eine anglikanische und drei orthodoxe Gemeinden: eine griechisch-orthodoxe, eine rumänisch-orthodoxe und eine serbisch-orthodoxe.
Andere Gruppierungen mit christlichem Bezug sind u. a. die Kirche Jesu Christi der Heiligen der Letzten Tage (Mormonen) mit einer Kirche in der Südweststadt, die Christian Science, die Christengemeinschaft, die Zeugen Jehovas sowie eine „Urchristliche Gemeinde“ (Universelles Leben).

### Judentum

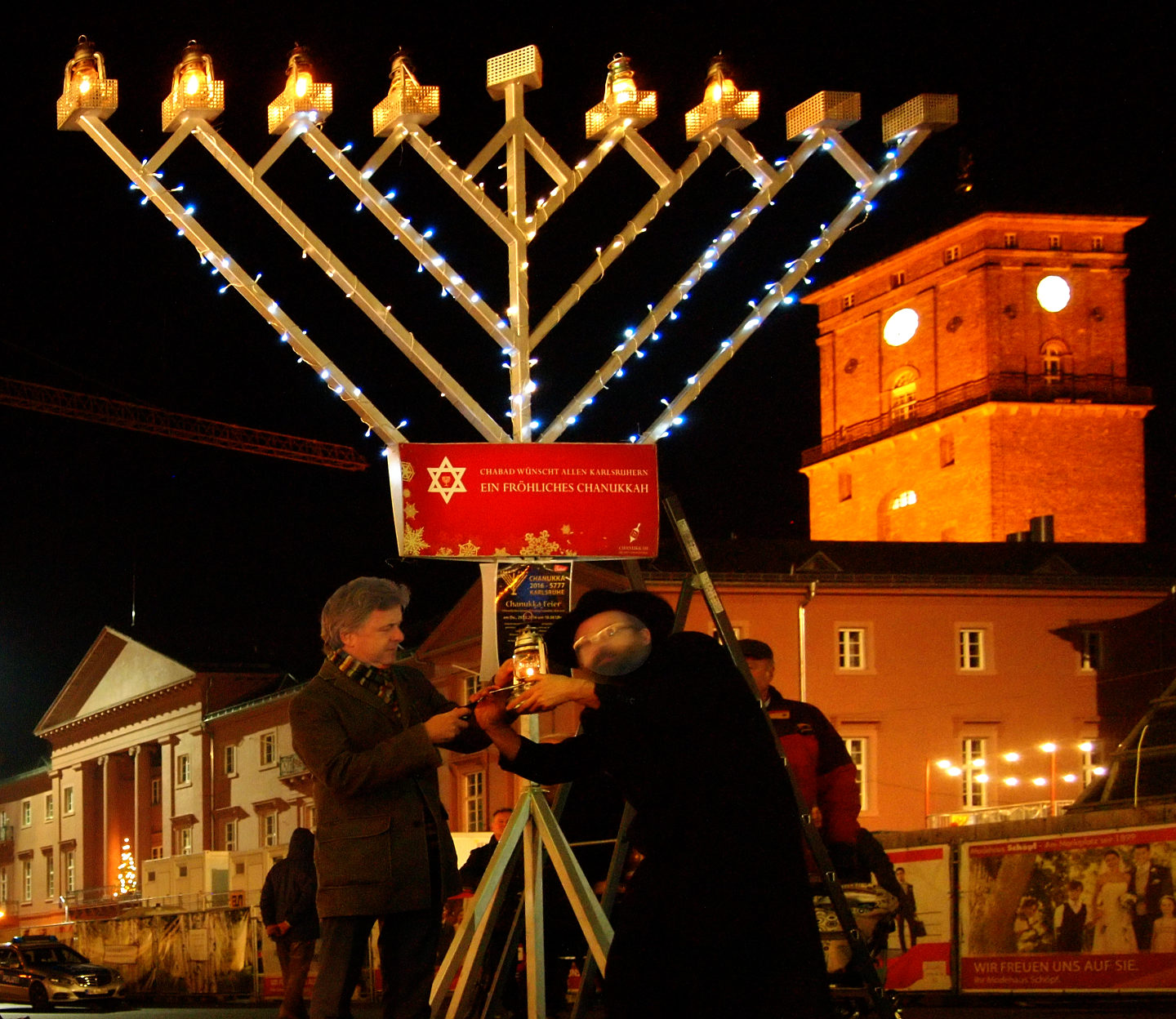
OB Mentrup bei der Chanukka-Feier 2016

Karlsruhe ist Sitz der Israelitischen Religionsgemeinschaft Badens, einer Synagoge, eines Chabad-Rabbiners und mehrerer jüdischer Friedhöfe.
Vor der Shoa gab es eine große jüdische Gemeinde. Persönlichkeiten wie der Talmud-Gelehrte Nathanael Weil, der Politiker Moritz Ellstätter und die Ärztin Rahel Straus stammten aus Karlsruhe. Die Karlsruher Synagogen wurde von führenden Karlsruher Baumeistern errichtet, 1806 von Friedrich Weinbrenner und der Nachfolgebau 1871 von Josef Durm. Daneben gab es eine orthodoxe Synagoge von Gustav Ziegler und ein Gemeindehaus von Curjel & Moser. 1933 lebten laut der Volkszählung vom 16. Juni in Karlsruhe und den heutigen Ortsteilen 3.358 Bürger jüdischen Glaubens.
Die Synagogen wurden in den Novemberpogromen 1938 zerstört, bei der Wagner-Bürckel-Aktion im Sommer 1940 893 Juden aus der Stadt ins Camp de Gurs in Südfrankreich deportiert. Das Stadtarchiv erstellte 1988 eine Gedenkliste für die über 1000 Ermordeten. Mit Hilfe freiwilliger Paten wird sie durch Biografien zum Gedenkbuch für die Karlsruher Juden ergänzt.
1971 wurde eine neue Synagoge in der Knielinger Allee eingeweiht, 2006 hatte die Jüdische Kultusgemeinde wieder 830 Mitglieder.

### Islam
Für die in Karlsruhe lebenden Muslime gibt es in der Stadt zehn Gebetsräume und einen deutschsprachigen Muslimkreis.

### Weitere Religionsgemeinschaften
Daneben existieren eine Bahai-Gemeinde, Zentren für Kadampa-, für Diamantweg-, für Vipassana- und für Zen-Buddhismus, eine Städtegruppe von Eckankarn und ein Sathya-Sai-Zentrum.

## Stadtbild und Sehenswürdigkeiten

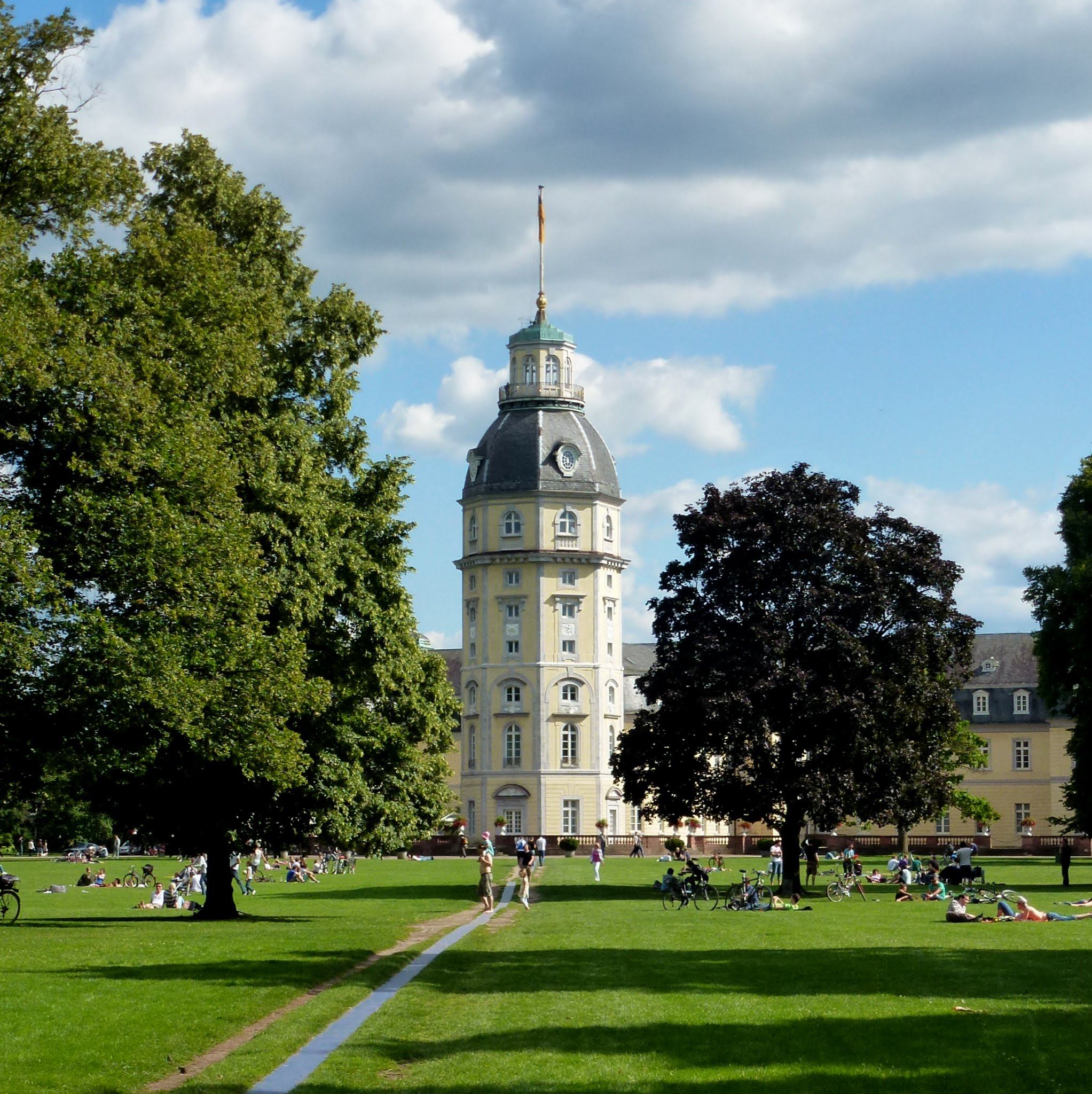
Der Schlossturm im Schlossgarten, Erholungsgebiet im Stadtzentrum

Als relativ junger Stadt fehlt der Karlsruher Kernstadt das historische Bild vieler anderer Städte. Die Innenstadt nördlich der heutigen Kaiserstraße wurde in den Jahren nach der Stadtgründung 1715 geplant als Planhauptstadt (von Baden-Durlach) angelegt. Im Zentrum steht der Turm des Karlsruher Schlosses mit Schlossgarten und Schlossplatz. Am Rande des Schlossgartens befindet sich der Botanische Garten. Der Zirkel umrundet zusammen mit u. a. Ahaweg kreisförmig das Schloss mit Schlossplatz und -garten. Historisch durften weitere bürgerliche Gebäude erst südlich des Zirkels errichtet werden. Für die Bebauung waren strenge Richtlinien vorgegeben, insbesondere was die Bauhöhe anging, um den Gesamteindruck der Stadt einheitlich zu halten. Die Gebäude nahe am Schloss sind aus neuerer Zeit und gehören auf der östlichen Seite zum Karlsruher Institut für Technologie, auf der westlichen Seite zum Baumgarten-Bau, dem Dienstsitz des Bundesverfassungsgerichts. Das Schwedenpalais wurde für den markgräflichen Geheimen Hofrat Georg Ernst Ludwig von Preuschen von und zu Liebenstein 1768/70 von Johann Friedrich Weyhing (1716–1781) erbaut.
Außerhalb des Zirkels verlaufen 32 Straßen bzw. Alleen geradewegs vom Schlossturm, vergleichbar den Strahlen der durch das Schloss verkörperten Sonne. Diese Anzahl entspricht exakt der Kompassrose. Schon die Erstbebauung konzentrierte sich auf die Südseite des Schlosses, so dass die Innenstadt eher einem nach Süden geöffneten Fächer ähnelt. Im Schloss ist heute das Badische Landesmuseum untergebracht.

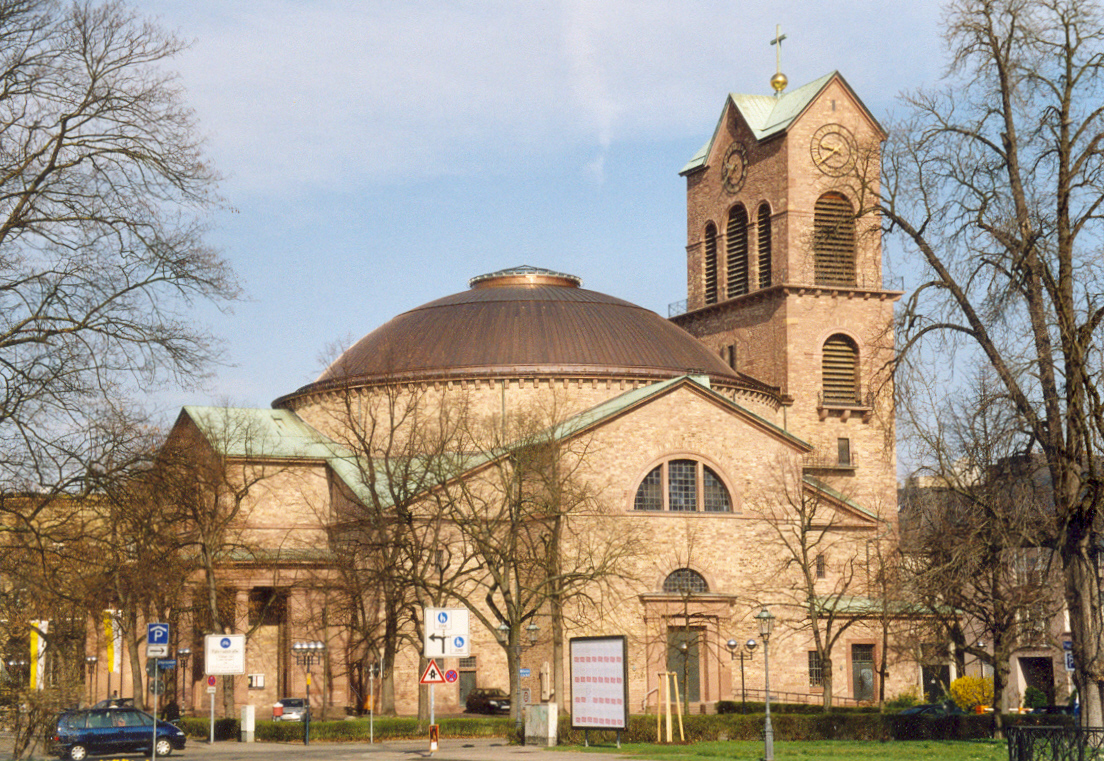
Pfarrkirche St. Stephan

Der klassizistische Architekt Friedrich Weinbrenner prägte in der ersten Hälfte des 19. Jahrhunderts das Bild der sich nach Süden über die Kaiserstraße hinweg ausbreitenden Stadt. Noch heute lassen sich viele seiner Werke in der Innenstadt Karlsruhes wiederfinden. Der Marktplatz mit evangelischer Stadtkirche (1807 bis 1815) und Rathaus (1821 bis 1825) an der zur Via Triumphalis ausgebauten Nord-Süd-Mittelachse zählt zu den markantesten klassizistischen Platzanlagen in Europa (nach Kriegszerstörungen ab 1950 weitgehend rekonstruiert). Bemerkenswert ist auch die Pfarrkirche St. Stephan, die zwischen 1808 und 1814 erbaut wurde und nicht nur zu den Hauptwerken Weinbrenners zählt, sondern einen der bedeutendsten klassizistischen Kuppelbauten Süddeutschlands darstellt.

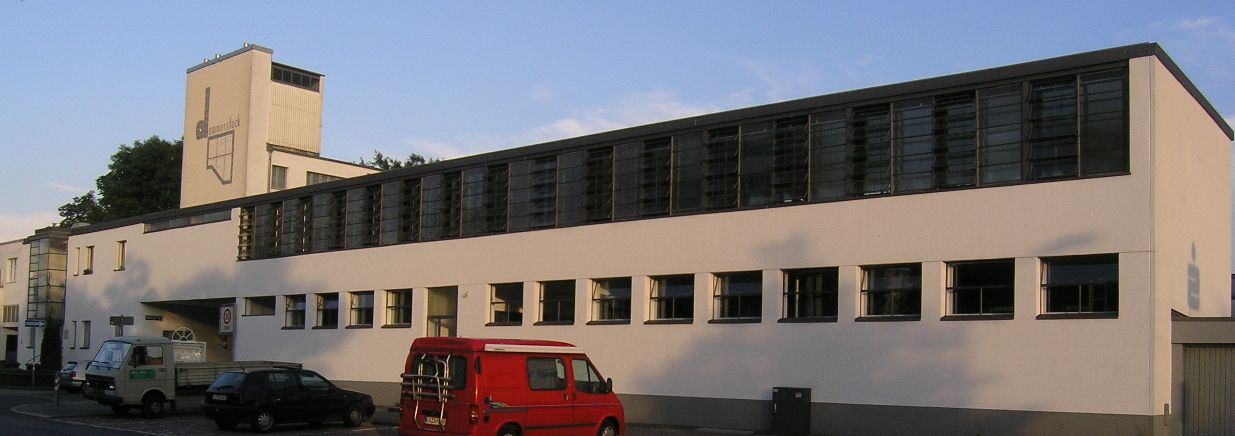
Neues Bauen am Dammerstock

Das Stadtwachstum aufgrund der Industrialisierung ließ ab der zweiten Hälfte des 19. Jahrhunderts neue Stadtviertel wie die Südstadt und die Südweststadt entstehen, deren Straßenraster nicht mehr dem Fächergrundriss folgte. 1911 begann im Stadtteil Rüppurr der genossenschaftliche Bau der Gartenstadt Karlsruhe. Sie gehört zu den ältesten deutschen Gartenstädten auf der Grundlage eines gemeinschaftlichen Haus- und Grundbesitzes. 1928 wurde von der Stadt Karlsruhe ein Wettbewerb zur Bebauung des stadteigenen südlichen Teils des Dammerstock-Geländes bei Rüppurr ausgeschrieben, mit der Vorgabe, das Baugelände bis Mitte des Jahres 1929 zu bebauen. Den ersten Preis erhielt der Entwurf von Walter Gropius, der kurz zuvor die Leitung des Bauhauses aufgegeben hatte. Der Plan sah eine Bebauung in Zeilenbauweise vor, um das Tageslicht für alle Bewohner gleich gut nutzen zu können. Aufgrund der Weltwirtschaftskrise 1929 wurde nur der erste Bauabschnitt mit 228 Wohnungen fertiggestellt. Dennoch ist die Siedlung eines der wichtigsten Zeugnisse für die Kunst des Neuen Bauens in Deutschland. Der in Karlsruhe geborene Architekt Otto Bartning erbaute 1935 in seiner Heimatstadt die Markuskirche, 1938 das Franz-Rohde-Haus und 1949 eine seiner Notkirchen, die Friedenskirche.
Das Stadtbild Karlsruhes wandelte sich schon vor, aber vor allem nach dem Zweiten Weltkrieg stark. Nach 1945 wurden zunächst viele Baulücken mit Betonzweckbauten aufgefüllt. Neue Stadtteile wie die Waldstadt und Oberreut entstanden ab den 1950er-Jahren nach dem Leitbild der autogerechten Stadt. Die Kriegsstraße wurde zu einer mehrspurigen Schnellstraße durch das Stadtzentrum ausgebaut, die Kaiserstraße dagegen in den 1970er- und 1980er-Jahren Stück für Stück zur Fußgängerzone umgewandelt. Im Laufe der Sanierung des auch als Altstadt bezeichneten Dörfles in den 1970er-Jahren ergab sich ein Wandel vom großflächigen Abriss der kleinen Häuschen hin zur denkmalgerechten Erhaltung. Nach dem Abzug amerikanischer und französischer Truppenteile in den 1990er-Jahren war die Stadtgestaltung durch die Nutzung von Brach- und Konversionsflächen geprägt. Innenstadtnahe, neue Wohngebiete konnten geschaffen werden, wie die Südstadt-Ost auf der Fläche des ehemaligen Güterbahnhofs und Ausbesserungswerkes und die Nordstadt auf dem Gelände der ehemaligen Amerikanersiedlung.

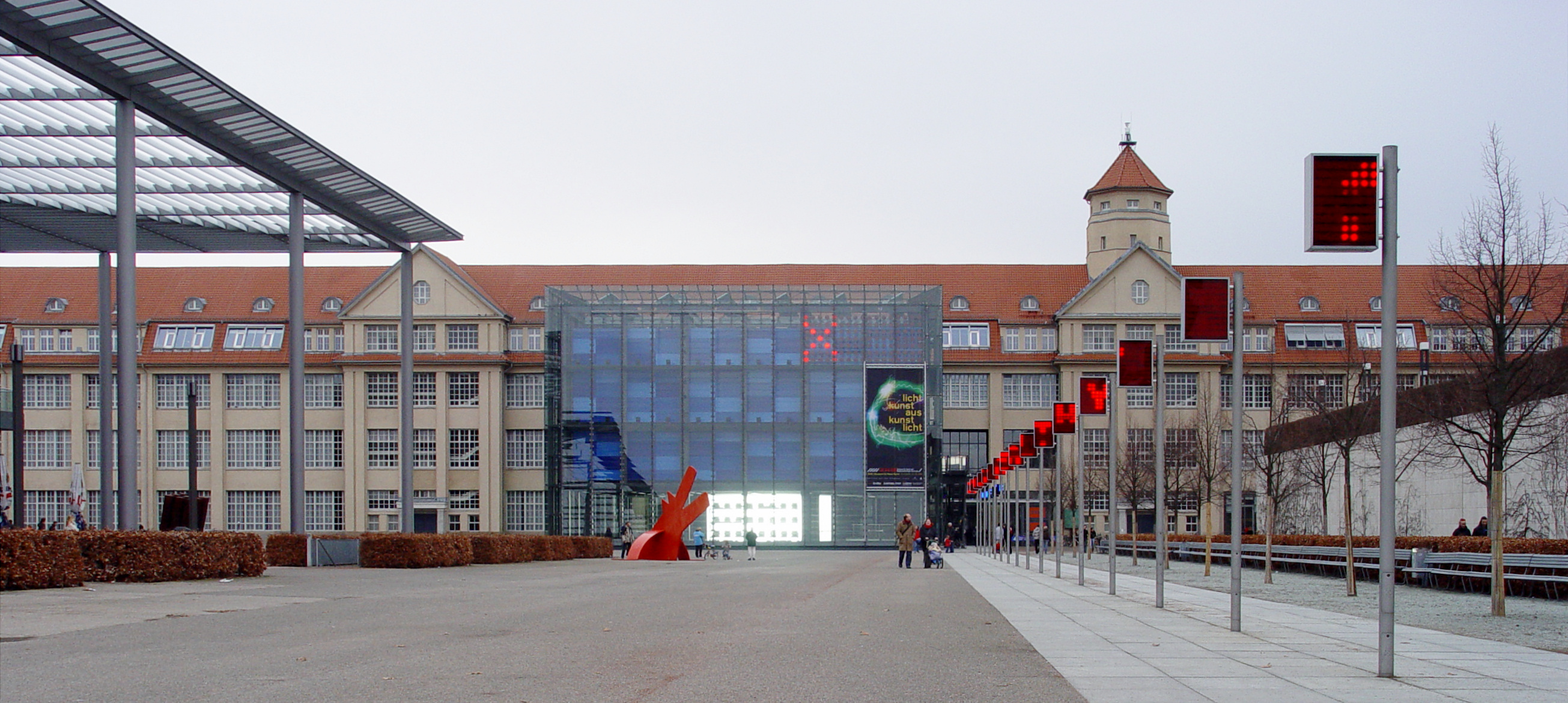
Das Zentrum für Kunst und Medien

In der Südweststadt sind auf dem Gelände der ehemaligen Waffenfabrik unter anderem ein Großkinokomplex, der Neubau der Agentur für Arbeit, der Generalbundesanwalt beim Bundesgerichtshof und im Munitionsfabrikgebäude selbst das Zentrum für Kunst und Medien (ZKM), die Staatliche Hochschule für Gestaltung Karlsruhe (HfG) und die Städtische Galerie Karlsruhe untergebracht worden. Mit Eröffnung eines großen, überdachten Einkaufszentrums am Ettlinger Tor im Herbst 2005 wurde der bis dahin fast ausschließlich auf die Kaiserstraße konzentrierte Einkaufsbereich nach Süden erweitert.

## Politik

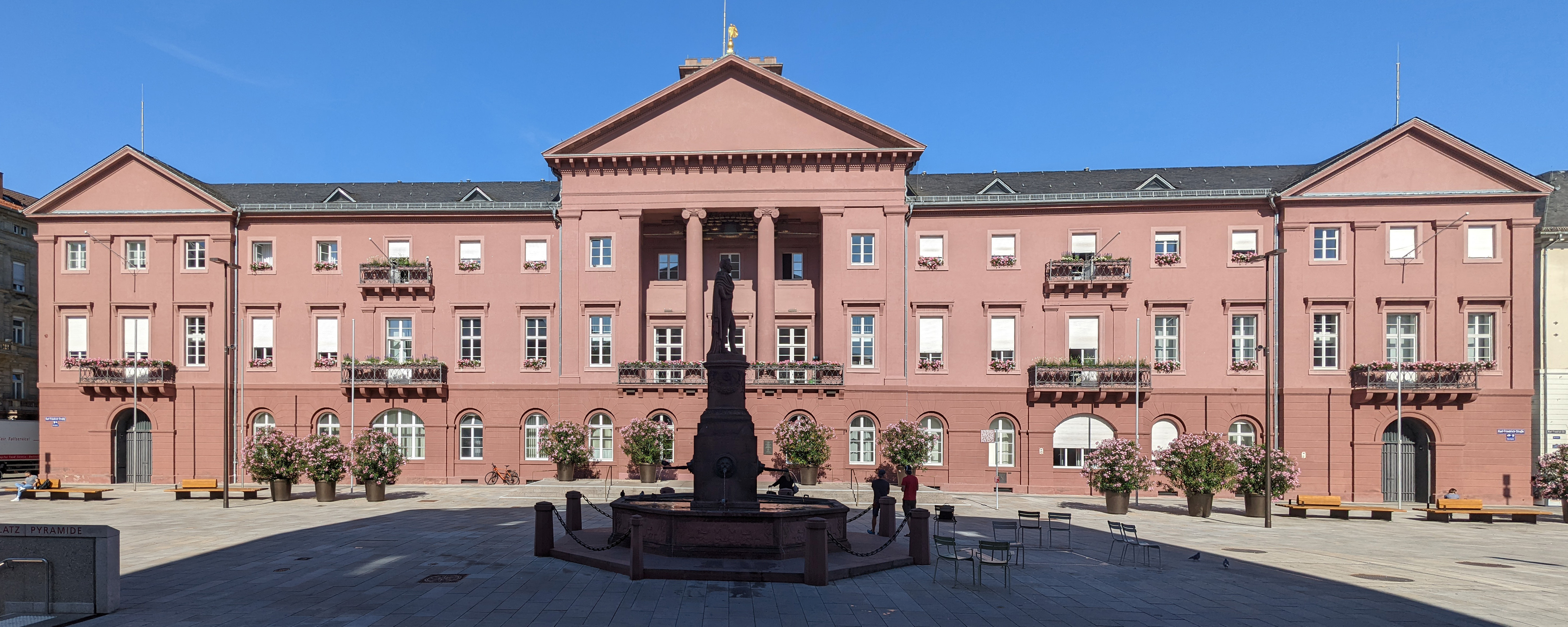
Das Rathaus am Marktplatz

### Bürgermeister und Oberbürgermeister
Nach Gründung des Schlosses 1715 entstand nahe dabei auch eine Siedlung, in welcher ab 1718 ein Bürgermeister eingesetzt wurde. Ab 1812 erhielten die Bürgermeister den Titel Oberbürgermeister. Amtierender Oberbürgermeister ist seit 1. März 2013 Frank Mentrup (SPD), der am 2. Dezember 2012 im ersten Wahlgang mit 55,26 Prozent zum Nachfolger des seit 1998 amtierenden Heinz Fenrich (CDU) gewählt wurde. Erstmals seit 42 Jahren wird der Karlsruher Oberbürgermeister damit nicht mehr von der CDU gestellt. Am 6. Dezember 2020 wurde Mentrup im ersten Wahlgang mit 52,6 Prozent der Stimmen erneut zum Oberbürgermeister gewählt. Die Amtszeit des Oberbürgermeisters beträgt acht Jahre.
Darüber hinaus gibt es fünf weitere Bürgermeister:
| Aufgabenbereich | Derzeitiger Bürgermeister | Partei    | Bemerkung                                                      |
| --- | ------------------------- | --------- | -------------------------------------------------------------- |
| Personal, Wahlen und Statistik, Bürgerservice und Sicherheit, Kultur                                                                                          | Albert Käuflein           | CDU       |                                                                |
| Jugend und Soziales, Schulen, Sport, Bäder | Martin Lenz               | SPD       |                                                                |
| Finanzen, Wirtschaft und Arbeit, Stadtmarketing, Kongresse, Ausstellungen und Veranstaltungen, Tourismus, Versorgung und Häfen, Liegenschaften und Marktwesen | Gabriele Luczak-Schwarz   | CDU       | zugleich als Erste Bürgermeisterin ständige Vertreterin des OB |
| Umwelt und Klimaschutz, Gesundheit, Friedhofsamt, Abfallwirtschaft, Forst, Brand- und Katastrophenschutz                                                      | Bettina Lisbach           | Grüne     |                                                                |
| Planen, Bauen, Immobilienmanagement, Volkswohnung und Zoo | Daniel Fluhrer            | parteilos | Kandidat der SPD                                               |

### Gemeinderat
- PARTEI: 1
- Linke: 3
- SPD: 6
- Grüne: 12
- KAL: 3
- FW: 1
- FÜR KA: 1
- Volt: 3
- FDP: 3
- CDU: 10
- AfD: 5

Der Gemeinderat hat 48 Sitze und wird in direkter Wahl für jeweils fünf Jahre gewählt.[veraltet] Hinzu kommt der Oberbürgermeister als stimmberechtigter Vorsitzender des Gemeinderats. Nach dem baden-württembergischen Kommunalwahlrecht haben die Wähler die Möglichkeit des Kumulierens und Panaschierens. In sieben Ortschaften werden Ortschaftsräte gewählt.
Die Kommunalwahl 2024 führte zu folgendem Ergebnis (in Klammern: Unterschied zu 2019):
| Grüne                              | 25,6 % (−4,5)  | 12 (−3) |
| CDU                                | 19,6 % (+0,9)  | 10 (+1) |
| SPD                                | 12,4 % (−1,9)  | 6 (−1)  |
| AfD                                | 10,0 % (+2,91) | 5 (+2)  |
| FDP                                | 6,2 % (+1,0)   | 3 (−1)  |
| Volt                               | 5,8 % (+5,8)   | 3 (+3)  |
| Die Linke                          | 5,6 % (−1,5)   | 3 (±0)  |
| Karlsruher Liste (KAL)             | 5,3 % (+0,3)   | 3 (+1)  |
| Die Partei                         | 3,0 % (−1,6)   | 1 (−1)  |
| Freie Wähler (FW; zuvor FW-BW)     | 3,0 % (−0,3)   | 1 (−1)  |
| Für Karlsruhe                      | 2,0 % (−0,7)   | 1 (±0)  |
| Wahlbeteiligung: 61,35 % (+2,67 %) |                |         |

### Hoheitszeichen
Die Stadt Karlsruhe führt ein Dienstsiegel, ein Wappen sowie eine Hiss- und eine Bannerflagge. Ferner verwendet die Stadt ein Logo.
| Wappen der Stadt Karlsruhe | Blasonierung: „Roter Wappenschild mit beiderseits silbern (weiß) eingefasstem goldenen (gelben) Schrägbalken, auf dem das Wort FIDELITAS in schwarzen lateinischen Großbuchstaben steht.“ |
| Wappen der Stadt Karlsruhe | Wappenbegründung: Das Wappen ist farblich eine Umkehrung des Badischen Staatswappens, das einen goldenen Schild mit einem roten Schrägbalken zeigt. Der Stadtgründer Karl Wilhelm von Baden hatte das Wappen so vorgeschlagen und empfohlen, den Wahlspruch des am Tag der Stadtgründung gestifteten Hausordens Fidelitas aufzunehmen. Doch wurde dieser Wahlspruch erst ab 1733 im Siegel der Stadt verwendet. Die vom Markgrafen vorgeschlagene Farbgebung ist erst seit 1887 im Gebrauch, zuvor verwendete man die Farbgebung des Staatswappens. Die Stadtflagge ist Rot-Gelb-Rot. |

Hissflagge
Hissflagge mit aufgelegtem Wappen
Bannerflagge

### Städtepartnerschaften

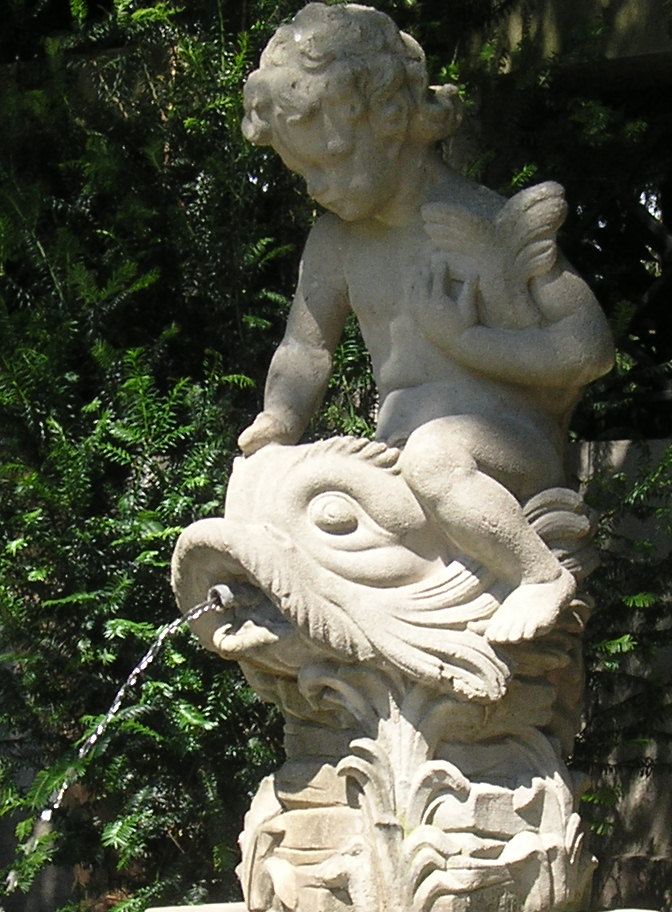
Der Nancybrunnen am Zoologischen Garten

Karlsruhe unterhält mit folgenden Städten eine Städtepartnerschaft:
- Nancy, Frankreich (1955)
- Nottingham, Vereinigtes Königreich (1969)
- Halle (Saale), Deutschland, damals DDR (1987)
- Timișoara, Rumänien (1992)
- Krasnodar, Russland (1998)
- Winnyzja, Ukraine (2022)[69]

### Kommunale Finanzen
2009 beliefen sich die Erträge (Einnahmen) der Stadt Karlsruhe auf 893,86 Millionen Euro. Die Aufwendungen (Ausgaben) des gleichen Jahren betrugen 902,75 Millionen Euro. Eine der wichtigsten Einnahmequellen der Stadt ist die Gewerbesteuer. 2009 wurden durch sie 228,9 Millionen Euro eingenommen. Am Ende des Jahres 2008 hatte die Stadt Karlsruhe 159.884.000 Euro Schulden und davon 22.264.000 Euro getilgt. Es wurden keine neuen Schulden aufgenommen.
Der Haushaltsplan 2022/2023 der Stadt Karlsruhe sieht für das Jahr 2022 ordentliche Erträge (Einnahmen) in Höhe von 1.485.604.697 Euro vor. Für 2022 sieht der Haushaltsplan ordentliche Aufwendungen (Ausgaben) von 1.545.211.556 Euro vor. Somit ist der Haushaltssaldo 2022 negativ und beträgt 59.606.859 Euro. Für 2023 sind ordentliche Erträge von 1.538.860.207 Euro und ordentliche Aufwendungen von 1.588.426.635 Euro vorgesehen (Saldo: −49.566.428 Euro).
Für die Jahre 2022 und 2023 beträgt der Hebesatz für die Grundsteuer A und B bei jeweils 490 Prozent. Der Hebesatz für die Gewerbesteuer liegt für die Jahre 2022 und 2023 bei 450 Prozent. Des Weiteren werden eine Hundesteuer in Höhe von 120 Euro pro Hund und Jahr, eine Zwingersteuer von 240 Euro sowie eine Vergnügungssteuer, die von der Art der Geräte (mit oder ohne Gewinnmöglichkeit) abhängt, erhoben.

### Bundes- und Landespolitik
Die Stadt Karlsruhe wird vom Bundestagswahlkreis Karlsruhe-Stadt umfasst. Direkt gewählte Bundestagsabgeordnete ist Zoe Mayer (Grüne). Sie gewann bei der Bundestagswahl 2021 das Direktmandat vor Ingo Wellenreuther (CDU), der den Wahlkreis damit nach vier Legislaturperioden verlor.
Auf landespolitischer Ebene ist Karlsruhe in die Wahlkreise Karlsruhe I und II unterteilt. In ersterem ist Ute Leidig (Grüne) Inhaberin dies Direktmandats. Dieses übernahm sie zum 1. Februar 2019 von Bettina Lisbach, die Bürgermeisterin für Umwelt und Klimaschutz der Stadt Karlsruhe wurde. Im Wahlkreis Karlsruhe II gewann Alexander Salomon (Grüne) seit 2016 das Direktmandat.

## Wirtschaft und Infrastruktur
Im Jahre 2016 wurde in Karlsruhe ein Bruttoinlandsprodukt (BIP) von 19,505 Milliarden Euro erbracht. Die Stadt belegte damit Platz 19 in der Rangliste der deutschen Städte nach Wirtschaftsleistung. Der Anteil an der Wirtschaftsleistung von Baden-Württemberg betrug 4,1 Prozent. Das BIP pro Kopf lag im selben Jahr bei 63.147 Euro (Baden-Württemberg: 43.632 Euro, Deutschland 38.180 Euro) und damit deutlich über dem regionalen und nationalen Durchschnitt. 2016 verzeichnete die Wirtschaftsleistung der Stadt ein nominelles Wachstum von 3,3 Prozent. In der Stadt gab es 2016 etwa 235.500 erwerbstätige Personen. Die Arbeitslosenquote lag im September 2020 bei 4,5 Prozent und damit leicht unter dem Durchschnitt von Baden-Württemberg mit 4,6 Prozent und weit unter der bundesweiten Arbeitslosigkeitsquote, welche sich auf 6,2 Prozent belief. 2020 verfügten die Einwohner des Stadtkreises Karlsruhe mit 43.514 Euro über das dritthöchste Durchschnittseinkommen aller baden-württembergischen Stadt- und Landkreise (lediglich der Stadtkreis Stuttgart mit 49.375 Euro und der Landkreis Böblingen mit 50.244 Euro wiesen jeweils ein höheres Durchschnittseinkommen auf).
Karlsruhe ist Mitglied der regionalen Aktionsgemeinschaft Technologieregion Karlsruhe. 2009 erreichte Karlsruhe bei der Rangliste der Initiative Neue Soziale Marktwirtschaft (INSM) hinsichtlich der „erfolgreichsten“ Großstädte Deutschlands den sechsten Platz. Bei einer Auswertung des interregionalen Kooperationsnetzwerkes des fünften Forschungsrahmenprogramms der Europäischen Union war Karlsruhe 2009 als einzige Region ohne nennenswerte Beteiligung von Größtunternehmen in der Spitzengruppe der aktivsten Industrieforschungsregionen vertreten.
Im sogenannten Zukunftsatlas 2016 belegte die kreisfreie Stadt Karlsruhe Platz 46 von 402 Landkreisen und kreisfreien Städten in Deutschland und zählt damit zu den Orten mit „hohen Zukunftschancen“. In der Ausgabe von 2019 lag sie auf Platz 23 von 401.

### Verkehr

#### Straßenverkehr

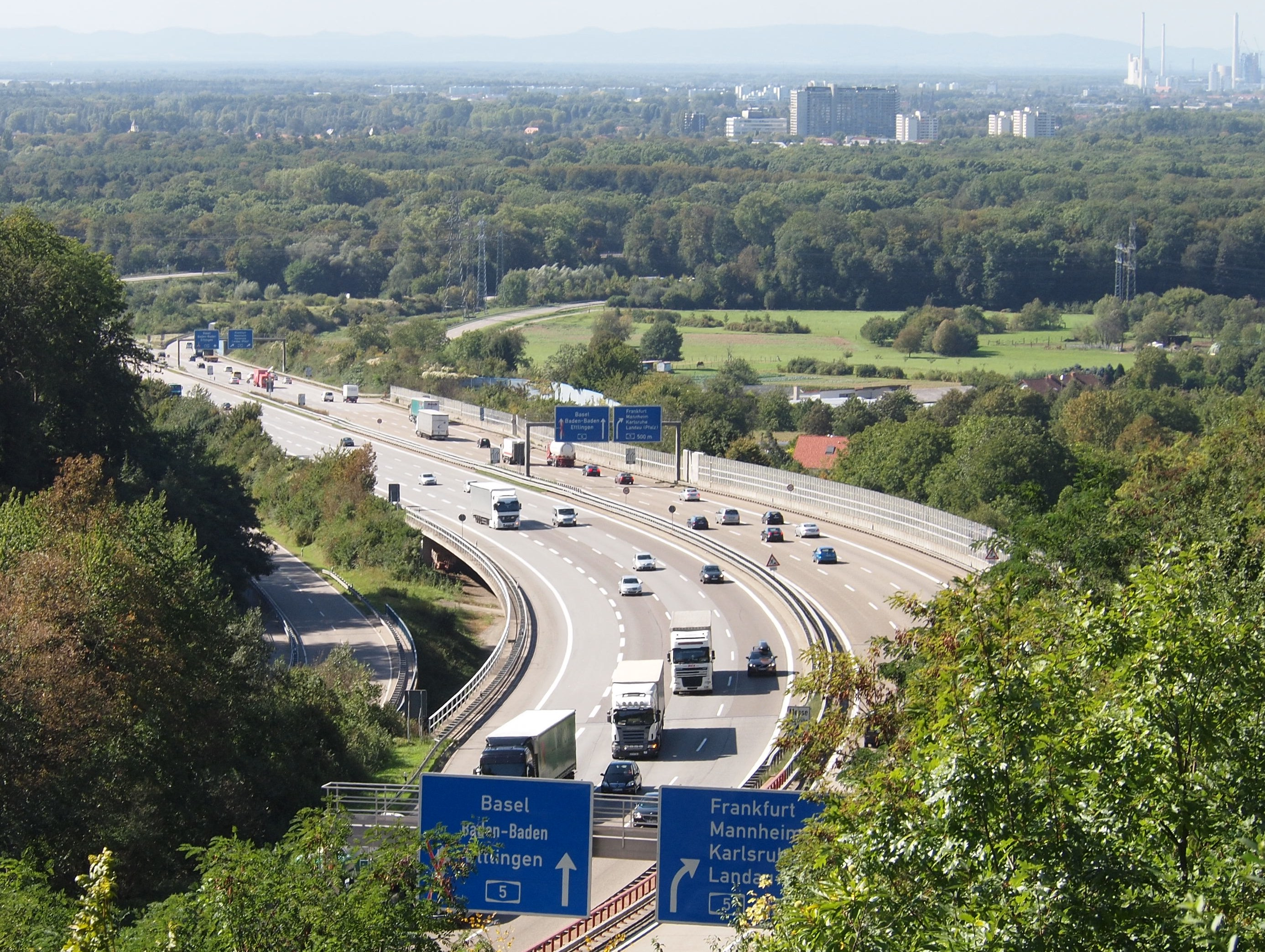
Die A 8 am Autobahndreieck Karlsruhe

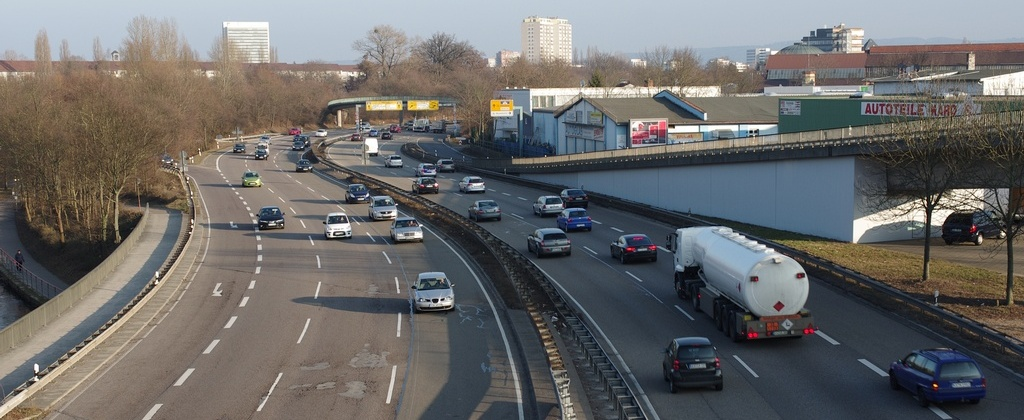
Die Südtangente als B 10 zwischen Entenfang und Kühlem Krug

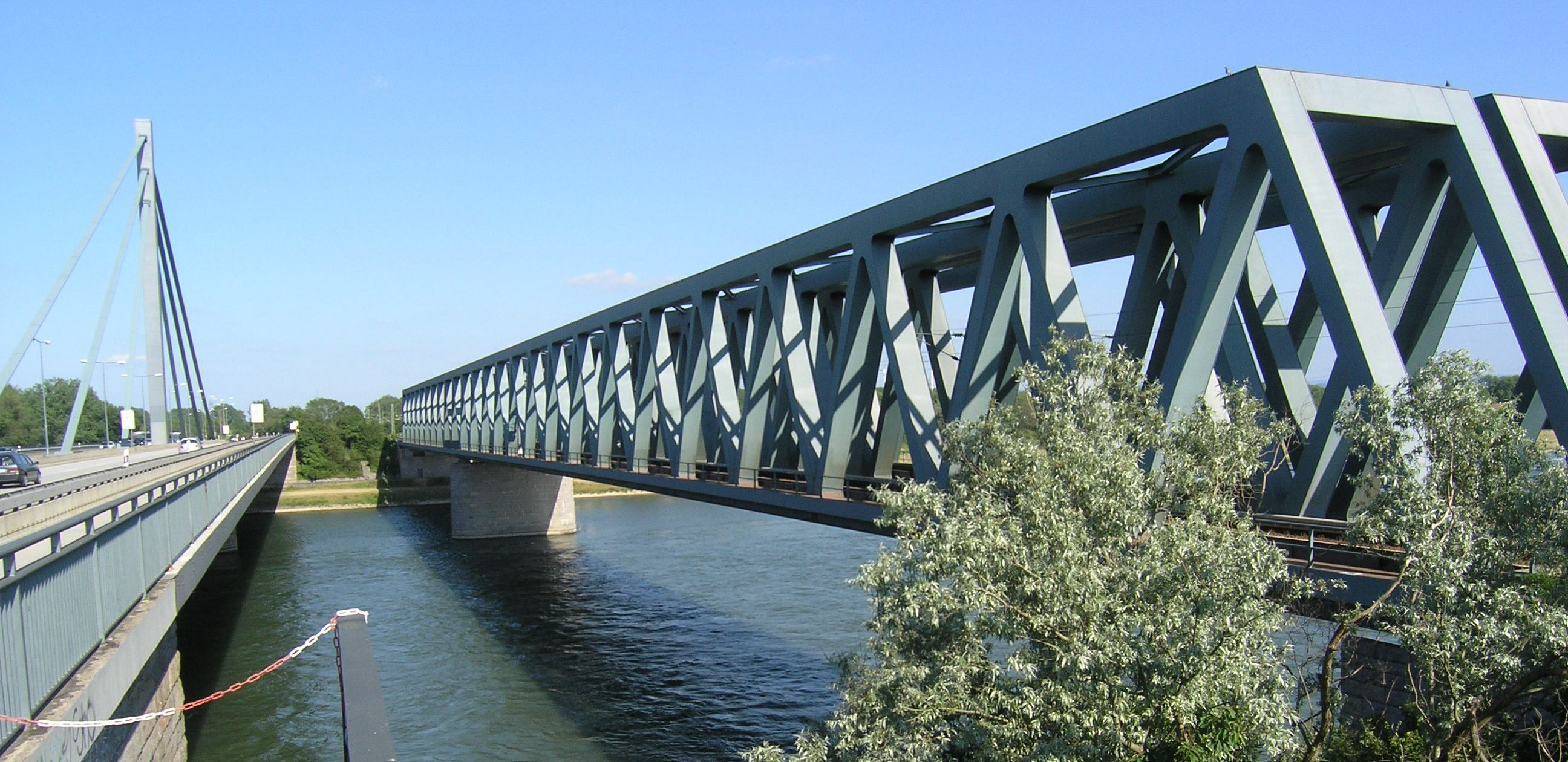
Straßen- (links) und Eisenbahnbrücke über den Rhein bei Maxau

Karlsruhe wird über drei Autobahnen und mehrere Bundesstraßen erreicht. Die Europastraßen E 35 (Amsterdam–Rom) und E 52 (Straßburg–Salzburg) verlaufen hier über das Autobahnnetz.
Durch das östliche Stadtgebiet führt als europäische Nord-Süd-Achse die A 5 (Frankfurt am Main–Basel). Sie hat bei Karlsruhe die fünf Anschlussstellen Karlsruhe-Nord, Karlsruhe-Durlach, Karlsruhe-Mitte, Ettlingen und Karlsruhe-Süd. Am Autobahndreieck Karlsruhe zweigt die A 8 nach Osten in Richtung Stuttgart ab; ihre Anschlussstelle Karlsbad liegt bei den Karlsruher Stadtteilen Palmbach und Stupferich. Auf der rheinland-pfälzischen Seite des Rheins verläuft die A 65 in einem Bogen über Landau in der Pfalz und Neustadt an der Weinstraße nordwärts nach Ludwigshafen am Rhein. Nach der Staatsgrenze bei Lauterbourg im Nordelsass beginnt die französische A 35 (Autoroute des Cigognes) in Richtung Südwesten nach Straßburg mit Abzweig nach Paris und Mülhausen.
- Bundesautobahn 5: Frankfurt am Main – Darmstadt – Heidelberg – Karlsruhe – Freiburg im Breisgau – Basel
- Bundesautobahn 8: Karlsruhe – Pforzheim – Stuttgart – Ulm – Augsburg – München – Salzburg

Drei Bundesstraßen durchqueren Karlsruhe. In Nord-Süd-Richtung verläuft am Ostrand der Rheinebene die B 3 von Heidelberg über Freiburg im Breisgau an die deutsch-schweizerische Grenze nach Weil am Rhein und entlang der rheinnahen Orte die B 36 von Mannheim nach Rastatt. Die B 10 von Stuttgart nach Eppelborn durchquert das Stadtgebiet in Ost-West-Richtung, bevor sie jenseits des Rheins bei Wörth in die A 65 übergeht. Nach Westen ist so und über weitere Teilstücke der B 10 und der A 8 die Verbindung ins Saarland gegeben. Im Karlsruher Nachbarort Pfinztal zweigt die B 293 von der B 10 nach Bretten und Heilbronn ab als Diagonale im Autobahnrechteck A 5 / A 8 / A 81 / A 6.
- Bundesstraße 3: Hamburg – Hannover – Kassel – Frankfurt am Main – Darmstadt – Heidelberg – Karlsruhe – Freiburg im Breisgau – Weil am Rhein
- Bundesstraße 10: Eppelborn – Pirmasens – Karlsruhe – Pforzheim – Stuttgart – Ulm – Nersingen
- Bundesstraße 36: Mannheim – Karlsruhe – Rastatt

Eine wichtige Funktion als Zubringerstraße hat die Südtangente. Daneben stellt sie die Ost-West-Verbindung von der A 5 / A 8 zur A 65 her. Sie beginnt beim östlichen Karlsruher Stadtteil Wolfartsweier zunächst als B 3, führt folglich als autobahnähnlich ausgebaute Kreisstraße westwärts, hat an der Anschlussstelle Karlsruhe-Mitte Verbindung zur A 5 und führt ab der Anschlussstelle „Kühler Krug“ als B 10 weiter zum Rhein. Dort ist die Südtangente bzw. B 10 mit der Rheinbrücke Maxau die einzige Karlsruher Straßenverbindung über den Rhein hinweg. In der Diskussion befinden sich Planungen für die Nordtangente als weitere Ost-West-Verbindung und eine zweite Rheinbrücke für den Straßenverkehr.
Von Jahresanfang 2009 bis Ende Februar 2023 gab es in Karlsruhe eine Umweltzone. Sie umfasste die Stadtteile Innenstadt-Ost und -West, Südstadt, Südweststadt sowie Teile von Mühlburg und der Oststadt. Ab 2012 durften ausschließlich Kraftfahrzeuge mit gelber oder grüner Plakette in den Bereich einfahren, ab 1. Januar 2013 war eine grüne Plakette erforderlich. Wegen der verbesserten Luftqualität wurde die Umweltzone zum 1. März 2023 aufgehoben.
Laut Untersuchung des Bundesverbands CarSharing e. V. hatte Karlsruhe im Jahr 2024 mit 5,35 Gemeinschaftsautos auf 1.000 Einwohner mit großem Abstand das am besten ausgebaute Angebot an Gemeinschaftsautos aller deutschen Städte über 50.000 Einwohner.

#### Eisenbahn

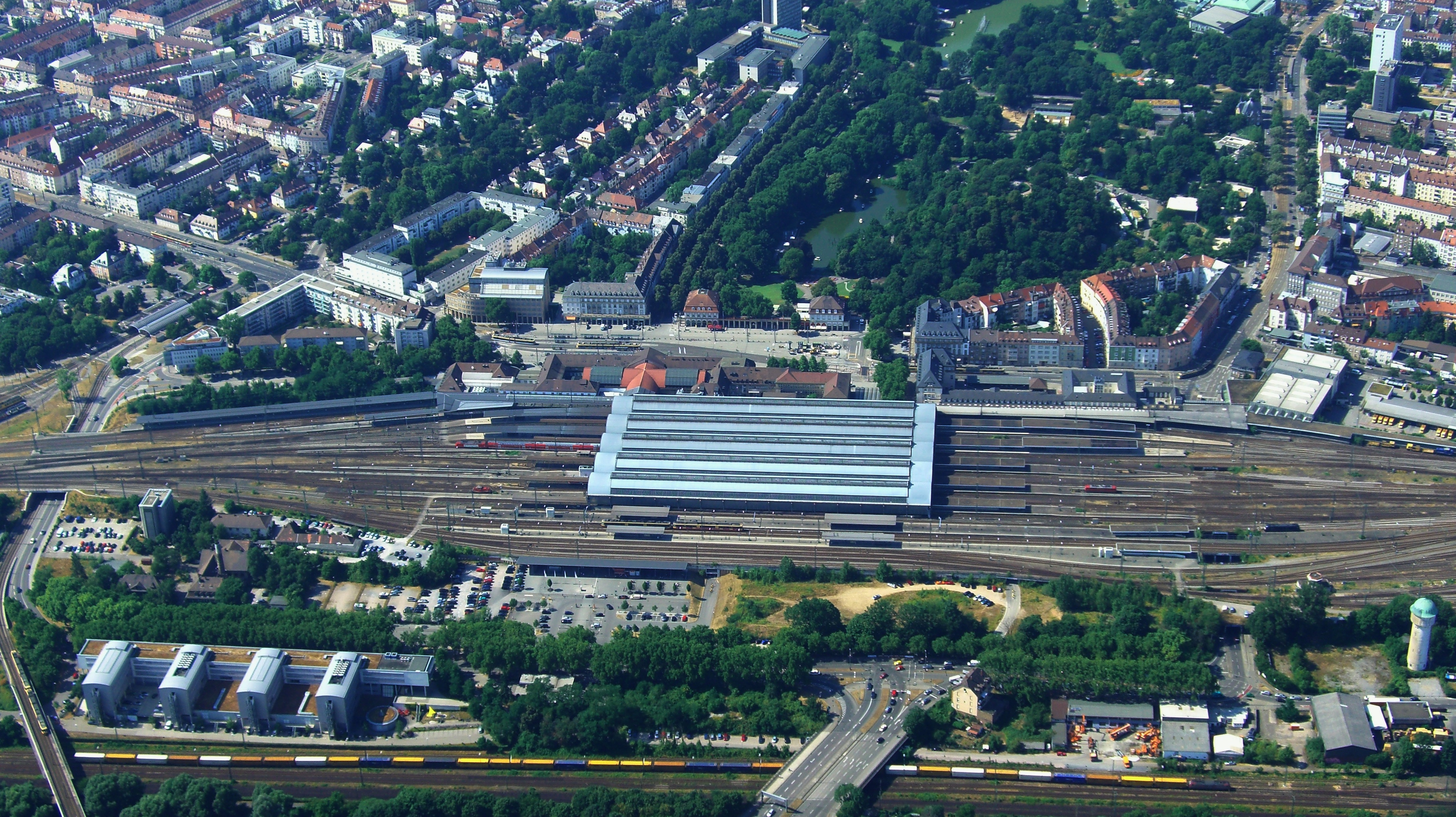
Der Karlsruher Hauptbahnhof

Seit dem Bau der Badischen Hauptbahn ab Mannheim in den 1840er-Jahren bzw. der Rheintalbahn bis Basel hat sich Karlsruhe zu einem wichtigen Bahnknotenpunkt entwickelt. Der Karlsruher Hauptbahnhof ist Haltepunkt im europäischen Hochgeschwindigkeitsnetz und gehört zu den 21 Bahnhöfen der höchsten Preisklasse 1 von DB Station&Service. Direkte Verbindungen mit dem deutschen ICE und einigen französischen TGV-Zugpaaren gibt es unter anderem nach Berlin, Hamburg, Köln, München, Amsterdam, Marseille, Paris, Zürich und Mailand sowie zum Frankfurter Flughafen. Direkte Nightjet-Verbindungen bestehen nach Berlin und Hamburg.

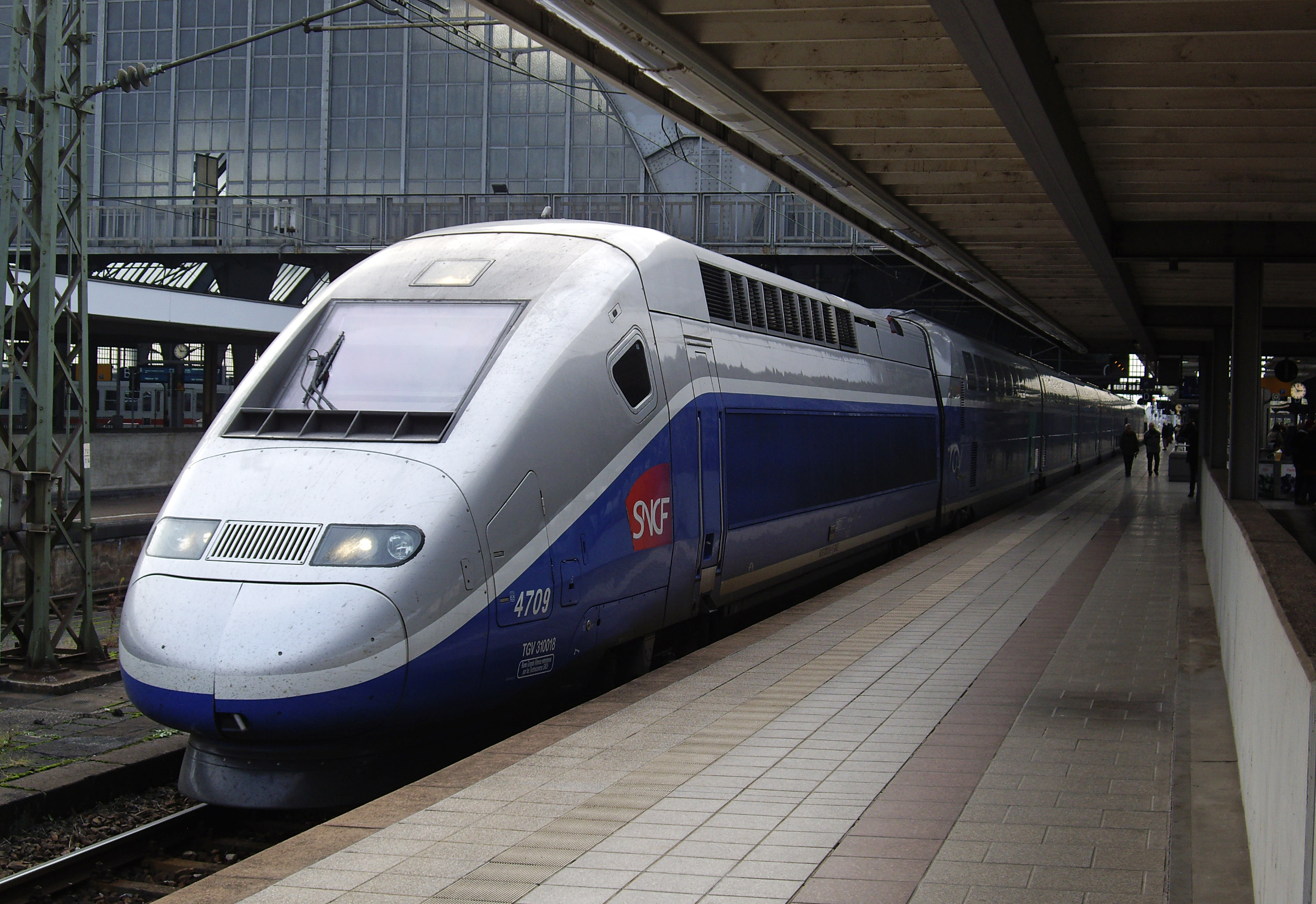
TGV im Karlsruher Hauptbahnhof

Die Rheintalbahn Mannheim–Basel und die Bahnstrecke Mannheim–Rastatt (ehemals bis Haguenau) sind zwei der verkehrsreichsten Eisenbahnstrecken Deutschlands. Die Rheintalstrecke bis Basel wird als nördlicher Hauptzubringer des Gotthard-Basistunnels viergleisig ausgebaut. Im Ost-West-Fernverkehr wird die über Karlsruhe führende Magistrale für Europa (TEN 17) von Paris nach Bratislava zu einer Hochgeschwindigkeitsstrecke ausgebaut. In Ost-West-Richtung führen auch die Bahnstrecke Karlsruhe–Mühlacker Richtung Stuttgart und die Bahnstrecke Winden–Karlsruhe. Die private Albtalbahn sowie viele regionale Eisenbahn- und Überland-Straßenbahnverkehre werden mit Stadtbahnen bedient, siehe Abschnitt Öffentlicher Personennahverkehr.
Die Fernzüge halten am Hauptbahnhof, einige zusätzlich am Bahnhof Karlsruhe-Durlach. Beide Bahnhöfe wurden 1913 bzw. 1911 verlegt. Insbesondere die Lage des 1843 erbauten ersten Karlsruher Bahnhofs zu ebener Erde am Rand der Innenstadt behinderte sowohl den Bahnbetrieb als auch die Entwicklung der Stadt. Er wurde daher in Hochlage südlich des Stadtgartens neu errichtet, 1,7 Kilometer vom Marktplatz entfernt. Die alte Bahnhofshalle wurde zunächst als Markthalle genutzt, seit 1975 steht dort das Badische Staatstheater. 2008 wurde dem Karlsruher Hauptbahnhof die Auszeichnung Bahnhof des Jahres verliehen. Auf der südlichen, dem Bahnhofsvorplatz entgegengesetzten Seite des Hauptbahnhofs ist der Ankunfts- und Abfahrtsort für nationale und internationale Fernbusse.
Karlsruhe ist Standort einer von sieben Betriebszentralen der Deutschen Bahn und eines Bahnstromumformerwerks. Bis 1997 war das Ausbesserungswerk Karlsruhe in Betrieb. Der Güterbahnhof in Innenstadtnähe wurde bis 1996 stillgelegt, einige Funktionen wie ein Container-Terminal finden sich nun auf dem Gelände des ansonsten weitgehend stillgelegten Rangierbahnhofs. Weitere Gleise für den Güterverkehr finden sich in Karlsruhe-West. Von den zahlreichen Anschlussgleisen wurden die meisten ebenfalls stillgelegt. Nur zum Rheinhafen, der Raffinerie und zur Papierfabrik gibt es noch Güterverkehr innerhalb Karlsruhes.

#### Öffentlicher Personennahverkehr

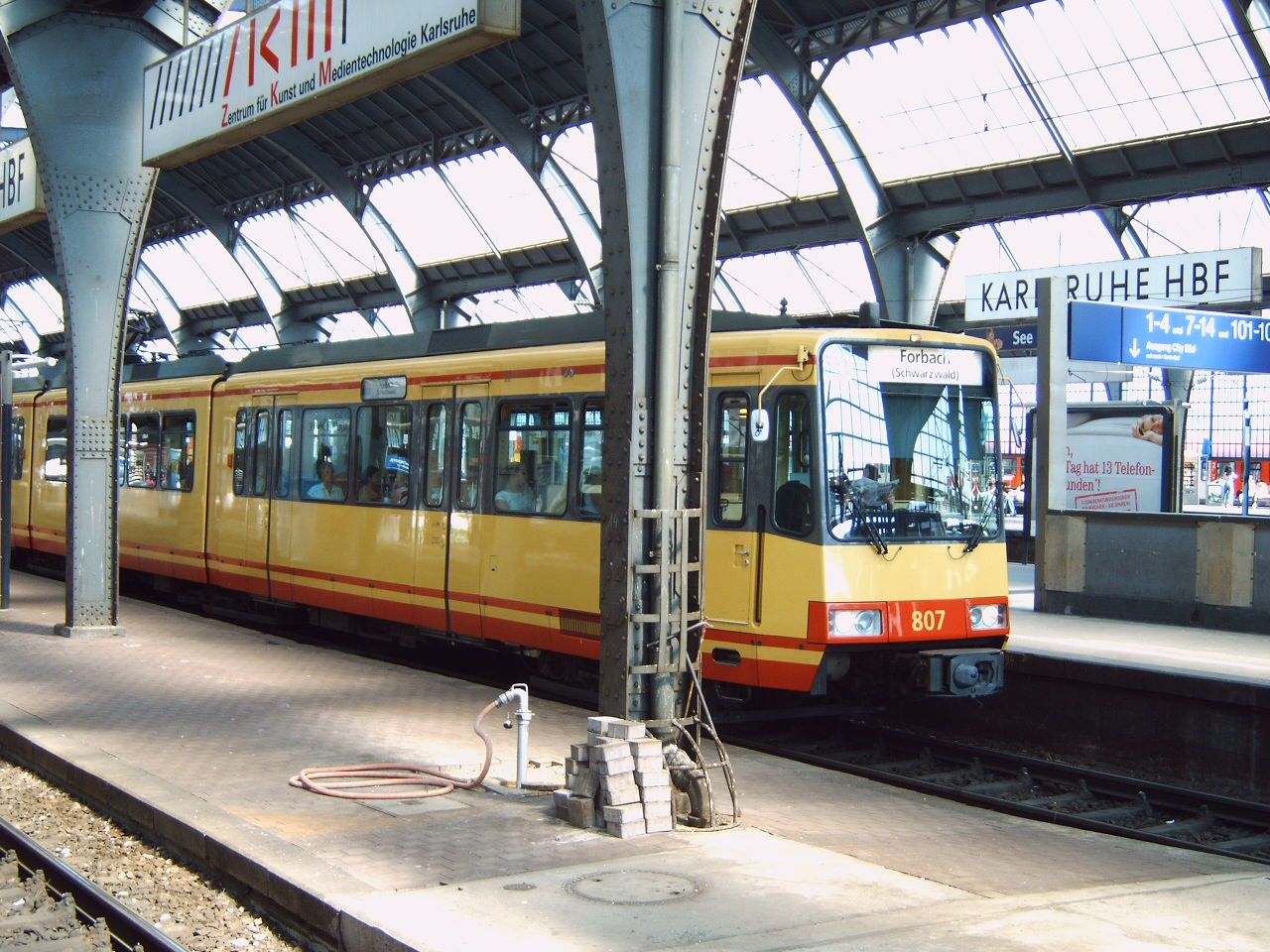
Zweisystem-Stadtbahn im Karlsruher Hauptbahnhof

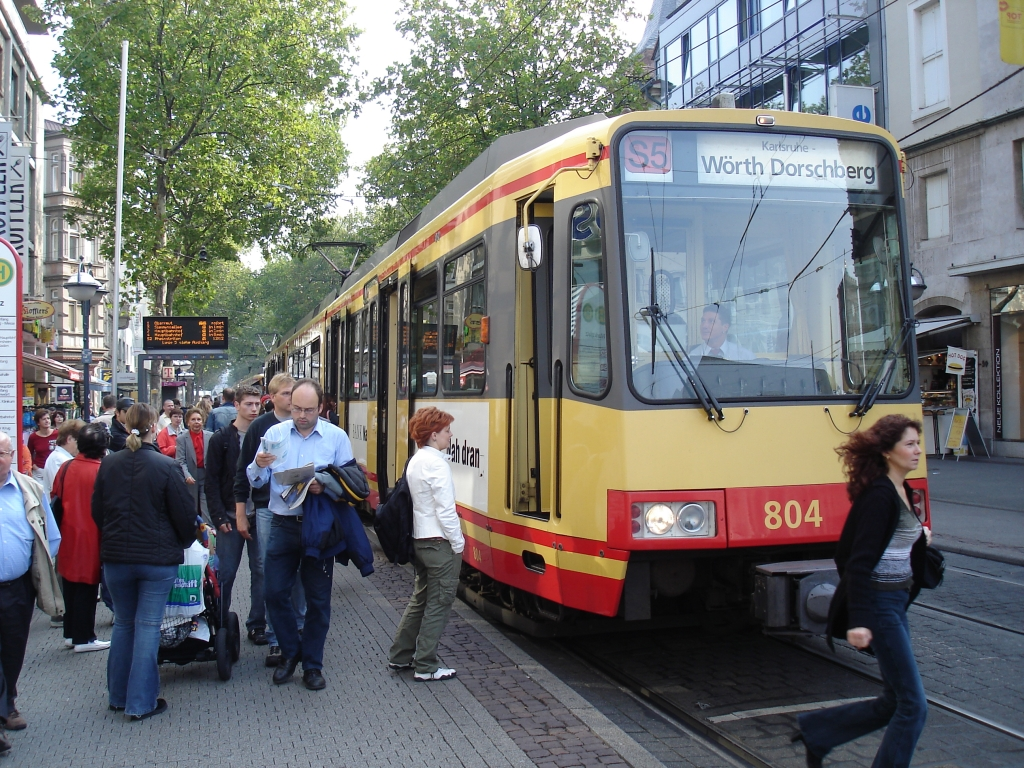
Zweisystem-Stadtbahn in der Fußgängerzone Kaiserstraße, der Haupteinkaufsstraße Karlsruhes (mittlerweile durch den Stadtbahntunnel der Kombilösung (Karlsruhe) ersetzt)

Der öffentliche Personennahverkehr aus Karlsruhe gilt als einer der besten deutschlandweit.
Die Innenstadt ist über sieben Straßenbahnlinien oder mehrere Stadtbahnlinien von den meisten äußeren Stadtteilen ohne Umsteigen erreichbar; in den Randbezirken ergänzen Busse das Angebot. Ins weitere Umland führen neben drei Einsystem-Stadtbahnlinien auch acht weitere Zweisystem-Stadtbahnlinien. An Systemwechselstellen schalten die Zweisystem-Stadtbahnen zwischen 750 Volt Gleichstrom des Straßenbahnnetzes und 15 kV Wechselstrom des Schienennetzes der Deutschen Bahn AG (DB) um (→ Stadtbahn Karlsruhe). Durch diese hier erfundenen „Tram-Trains“ stiegen seit 1992 die Fahrgastzahlen im Schienennahverkehr in der Region Karlsruhe deutlich an, was zum einen das Interesse anderer Verkehrsbetriebe am „Karlsruher Modell“ weckte. So stiegen beispielsweise die Fahrgastzahlen auf der Strecke Karlsruhe–Bretten nach Inbetriebnahme der Stadtbahn um 560 Prozent. Zum anderen sind jedoch durch die Bündelung der Linien Kapazitätsengpässe in der Innenstadt spürbar.
Sechs Straßen- und Stadtbahnlinien fuhren auf nur einem Gleis pro Richtung durch die Fußgängerzone Kaiserstraße. Durch ein umfangreiches städtebauliches Projekt, die Kombilösung, sollte innerhalb eines Jahrzehnts die Situation in der Innenstadt entspannt werden: Dabei werden zunächst im Projektteil Stadtbahntunnel Schienen unter der Kaiserstraße vom Durlacher Tor im Osten bis zum Mühlburger Tor im Westen verlegt sowie als Südabzweig mit höhengleichem Gleisdreieck vom Marktplatz bis zum Kongresszentrum unter der Karl-Friedrich- bzw. Ettlinger Straße. Außerdem wird im Projektteil Kriegsstraße die Hauptverkehrsader für den Straßenverkehr, die bereits jetzt zum Teil tiefer gelegt ist, zu einem Autotunnel bis östlich des Mendelssohnplatzes umgebaut. Danach wird auf dem Kriegsstraßentunnel bis zum Karlstor eine neue Bahntrasse verlegt. Als letzter Teil des Projektes soll die Fußgängerzone zwischen Kronenplatz und Europaplatz sowie ab Marktplatz südwärts straßenbahnfrei werden. Der Stadtbahntunnel mit sieben unterirdischen Bahnhöfen wurde am 11. Dezember 2021 eröffnet.
Die Kombilösung ist umstritten. Die Stadt konnte 2002 im zweiten Anlauf mit 56 Prozent (Wahlbeteiligung: 74 Prozent) die Mehrheit der Bevölkerung hinter sich bringen, nachdem das Vorgängerprojekt 1996 in einem Bürgerentscheid mit 67 Prozent, bei einer Wahlbeteiligung von 45 Prozent, abgelehnt wurde. Das Projekt wurde in der Stadt weiterhin diskutiert. Ein neues Bürgerbegehren erreichte zwar Ende 2009 die nötige Zahl an Unterschriften (Quorum), scheiterte jedoch auf dem Rechtsweg. Der Bau des Stadtbahntunnels begann daher im Frühjahr 2010. Die anfängliche Kostenschätzung von 500 Millionen Euro wurde im Jahr 2013 auf knapp 870 Millionen Euro prognostiziert. Dabei handelt es sich, anders als die Anfangsschätzung, nicht um die reinen Baukosten, sondern um die hochgerechneten (auch erstmals indizierten) Herstellungskosten, die u. a. die Finanzierungskosten beinhalten. Insofern sind die Zahlen nicht vergleichbar.
Die innerstädtischen Straßenbahn- und Buslinien sowie die Stadtbahnlinie S2 werden von den Verkehrsbetrieben Karlsruhe (VBK) betrieben. Der Betreiber der Stadtbahnlinien in die Region ist die Albtal-Verkehrs-Gesellschaft (AVG).
Des Weiteren ist Karlsruhe Endpunkt der Linien S 3 und S 9 der S-Bahn Rhein-Neckar von Germersheim über Heidelberg, Mannheim und Bruchsal bzw. von Groß-Rohrheim über Mannheim und Graben-Neudorf, die von der DB Regio betrieben werden. Mit Dieselfahrzeugen wird in die Pfalz Richtung Landau und Neustadt gefahren. Regional-Express-Züge fahren nach Stuttgart und Aalen sowie über Offenburg und die Schwarzwaldbahn nach Konstanz oder nach Basel über Freiburg.
Alle öffentlichen Verkehrsmittel können zu einheitlichen Tarifen des Karlsruher Verkehrsverbundes (KVV) oder im bwtarif, einem Tarifsystem für ganz Baden-Württemberg, benutzt werden.
Aus touristischer Sicht erwähnenswert sind außerdem die Schlossgartenbahn Karlsruhe, die im Sommerhalbjahr an Sonn- und Feiertagen einen Rundkurs im Schlosspark befährt und die Turmbergbahn am Durlacher Turmberg. Die beiden Freizeitbahnen werden von den VBK betrieben.

#### Radverkehr

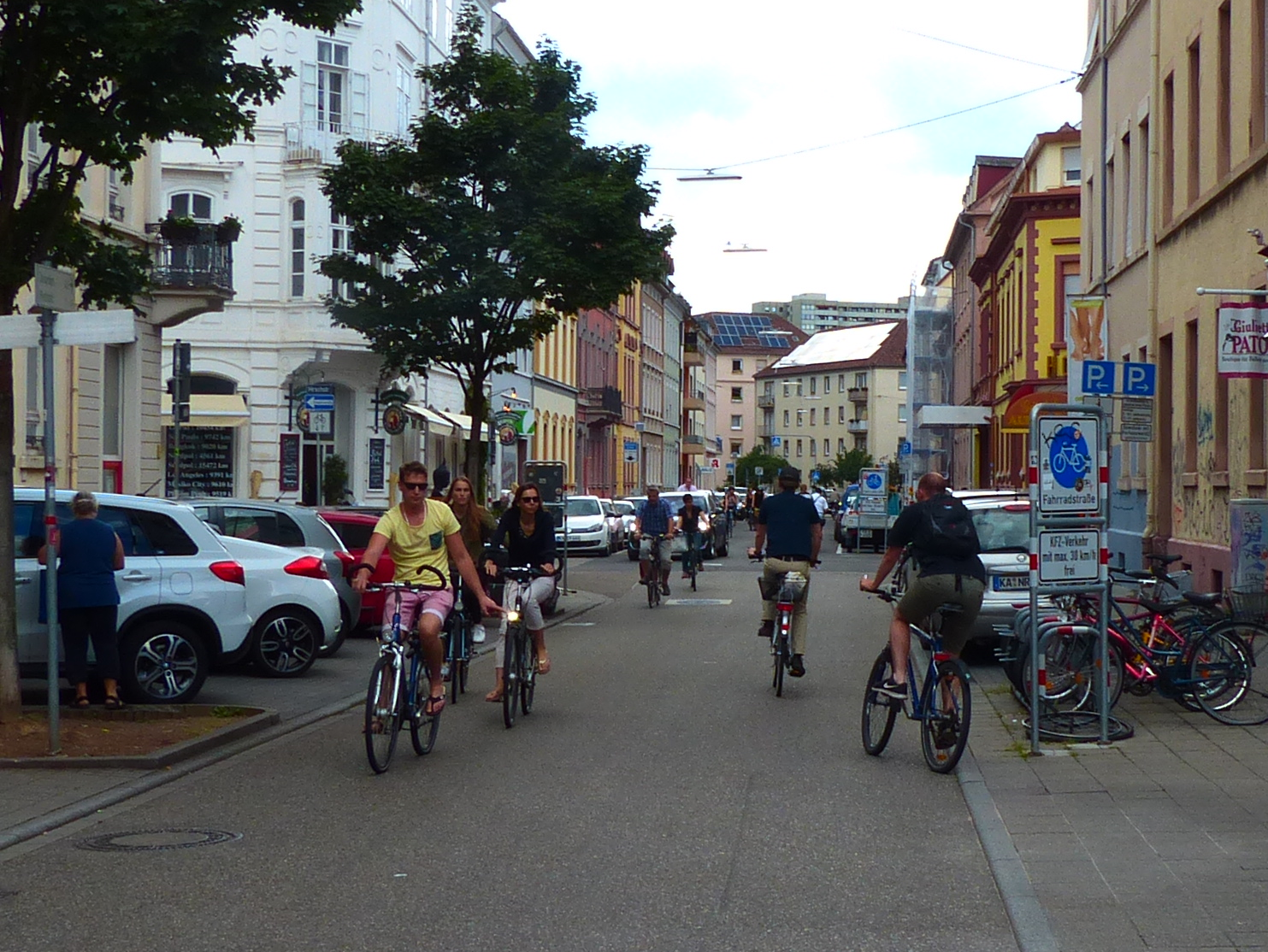
Cityroute Süd: Sophienstraße beim Knick der Route in die Waldstraße

Karlsruhe bietet mit seiner Lage in der flachen Rheinebene gute Voraussetzungen zum Fahrradfahren. Der Karlsruher Karl Drais erfand mit der Laufmaschine den Vorläufer des heutigen Fahrrads. Karlsruhe ist Gründungsmitglied der Arbeitsgemeinschaft Fahrradfreundlicher Kommunen in Baden-Württemberg (AGFK-BW) und erhielt 2011 aufgrund der Erfolge in der Fahrradförderung als eine der ersten drei Städte in Baden-Württemberg die Landesauszeichnung „Fahrradfreundliche Kommune“.
2002 hatte der Radverkehr in der Stadt Karlsruhe einen Anteil von 16 Prozent im Gesamtverkehr und 18 Prozent im Binnenverkehr. Im Oktober 2005 verabschiedete der Gemeinderat ein 20-Punkte-Programm zur Förderung des Radverkehrs, um Karlsruhe fahrradfreundlicher zu machen. Ziel war es, den Radverkehrsanteil in der Verkehrsmittelwahl bis 2012 auf 21 Prozent und bis 2015 auf 23 Prozent zu steigern. Nach der Mobilitätsuntersuchung lag der Radanteil 2012 bei 25 Prozent und im Binnenverkehr bei 27 Prozent. Entsprechend ist 2013 die Zielsetzung auf 30 Prozent im Jahr 2020 fortgeschrieben worden. Auch zur Verkehrssicherheit und zum Fahrradparken sind die Zielsetzungen gegenüber dem 20-Punkte-Programm angepasst worden, durch einstimmigen Beschluss des Planungsausschusses. 2018 wurden 31 % Radverkehr bei den Wegen der Einwohner im Stadtgebiet festgestellt. Bei der letzten Mobilitätserfassung 2023 hatte der Radverkehr einen Anteil am Modal Split von 34 % am Binnenverkehr. Es gab 2,2 Fahrräder pro Haushalt.
Zur Umfahrung der Fußgängerzone Kaiserstraße, die während der Ladenöffnungszeiten für Fahrradfahrer gesperrt ist, wurden die Cityrouten Nord und Süd eingerichtet, die, wie auch andere Straßen im Radroutennetz, teilweise als Fahrradstraßen ausgewiesen wurden. Bei zahlreichen Straßenumgestaltungen wurden zuvor vierstreifige Straßen durch Radfahrstreifen oder Schutzstreifen sowie gesonderte (Links-)Abbiegestreifen für Radfahrer verbessert. An vielen Stellen wurde der Konflikt mit Rechtsabbiegern durch Radfahrstreifen, die links der Rechtsabbiegestreifen liegen, entschärft (radfahrstreifen in Mittellage). Das Radroutennetz ist seit 2010 überwiegend mit Fahrradwegweisung versehen. Bisher sind erst 33 Prozent der Einbahnstraßen für Radverkehr in Gegenrichtung geöffnet worden. Neben zahlreichen Fahrradparkplätzen in der Innenstadt, in verdichteten Wohngebieten und an Schulen entstanden am Hauptbahnhof zwei Fahrradparkhäuser.
Durch Alltagsrouten aus dem RadNETZ Baden-Württemberg ist Karlsruhe mit Rastatt, Ettlingen, Pforzheim, Bretten, Bruchsal, Waghäusel und Richtung Wörth am Rhein verbunden.
Durch Karlsruhe verlaufen außerdem als Radfernwege
- der Rheinradweg,
- der Badische Weinradweg[103] und
- der Stromberg-Murrtal-Weg.

In Karlsruhe bestand im erweiterten Innenstadtgebiet bis 2013 ein Angebot der DB Rent für das Fahrradverleihsystem Call a Bike flex, das von der Stadt finanziell unterstützt wurde. 2014 wurde dieses System vom Fächerrad abgelöst, das in Kooperation mit nextbike betrieben wurde. 2019 wurde daraus KVV.nextbike mit dem Karlsruher Verkehrsverbund als Auftraggeber und bis ins Umland reichender Verbreitung.
Karlsruhe wurde vom Allgemeinen Deutschen Fahrrad-Club (ADFC) als „fahrradfreundlichste Stadt Deutschlands“ des Jahres 2018 und 2020, in der Klasse der Städte zwischen 200.000 und 500.000 Einwohnern, ausgezeichnet. 2022 liegt Karlsruhe wieder auf Platz 2, hinter Münster, aber vor Freiburg im Breisgau.

#### Schifffahrt

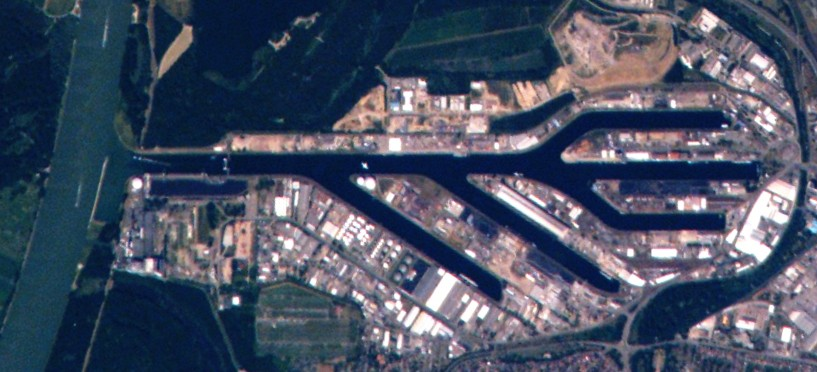
Der Rheinhafen vom Weltraum aus gesehen

Mit den Rheinhäfen Karlsruhe hat die Stadt – nach Mannheim – den zweitwichtigsten Binnenhafen in Baden-Württemberg. Der Hafen war 2017 mit einem Güterumschlag von 7,27 Millionen Tonnen (nach den Zahlen des Statistischen Landesamtes Baden-Württemberg) auf dem sechsten Platz der deutschen Binnenhäfen. Er ist auf deutscher Seite der südlichste schleusenfreie Zugang zur Nordsee über den Rhein.
Die sechs Becken des auch als Stadthafen bezeichneten Rheinhafens reichen fingerartig bis über drei Kilometer weit vom Fluss stadteinwärts. Ein Sperrtor im Zugangsbecken schützt seit 1987 das Hafengelände, in dem zahlreiche Unternehmen angesiedelt sind, vor Hochwasser. Knapp acht Kilometer rheinabwärts vom Stadthafen liegt der Ölhafen, in dem die Karlsruher Raffinerie ihre Fertig- und Halbfertigprodukte verschifft. Der Ölhafen hat den größeren Anteil am Güterumschlag der Karlsruher Rheinhäfen.
Vom Rheinhafen startet das Ausflugsschiff MS Karlsruhe zu Touren nach Straßburg, Speyer und anderen Rundfahrten.
Karlsruher Ingenieure, insbesondere Johann Gottfried Tulla, planten im 19. Jahrhundert die Begradigung des Oberrheins. Im frühen 19. Jahrhundert angestellte Planungen, einen Schiffskanal vom Rhein bis zur mehrere Kilometer entfernten Stadt zu bauen, wurden nicht realisiert. Das zehn Kilometer nördlich gelegene Leopoldshafen erhielt diesen Namen (nach Großherzog Leopold) 1833, nachdem der dortige Hafen regelmäßigen Schiffsverkehr auch für Karlsruhe aufgenommen hatte. Als 1862 die Maxaubahn von Karlsruhe in die Pfalz eröffnete, baute die Stadt den Hafen Maxau an der Rheinbrücke. Er genügte den Anforderungen des Transportwesens nur unzureichend und dient heute als Yachthafen. 1901 ging der von Max Honsell geplante heutige Rheinhafen in Betrieb, der später mehrfach erweitert wurde. 1909 war der Rhein so weit ausgebaut, dass ein zuverlässiger Schiffsverkehr möglich wurde. Der Ölhafen eröffnete 1963.
Weil in Karlsruhe das Wasserbaulaboratorium der damaligen Technischen Hochschule verfügbar war, wurde nach dem Zweiten Weltkrieg die heutige Bundesanstalt für Wasserbau (BAW) in der Stadt angesiedelt und hat weiterhin hier ihren Hauptsitz.

#### Flugverkehr

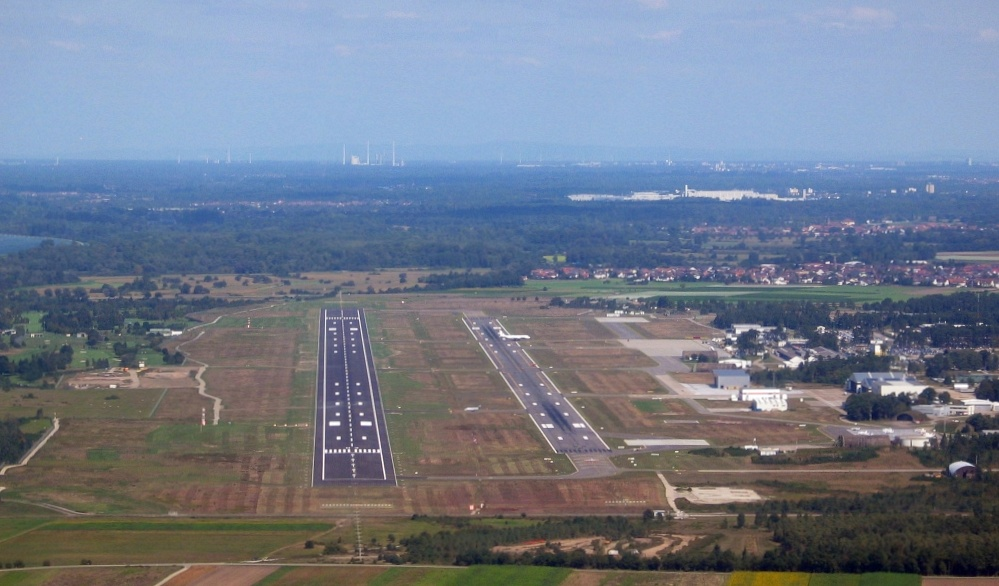
Anflug auf den Flughafen Karlsruhe/Baden-Baden von Südwesten. Am Horizont ist Karlsruhe zu sehen.

Weite Teile des oberen Luftraums (oberhalb Flugfläche 245, bzw. ca. 8000 m) in Deutschland (Rhein Upper Area Information Region) werden von der Karlsruher Kontrollzentrale der Deutschen Flugsicherung (DFS) überwacht. Sie hat das Funkrufzeichen Rhein Radar und ist eine von vier Kontrollzentralen der DFS im Inland. Über 450 Fluglotsen sind in Karlsruhe beschäftigt. Der Funknavigation im Luftverkehr dient das Drehfunkfeuer mit kombiniertem Distance Measuring Equipment (DME) mit der Namen "Karlsruhe DVOR/DME" und der Kennung KRH, das östlich der Stadtgrenze bei Wöschbach liegt.
Die Stadt Karlsruhe ist am Flughafen Karlsruhe/Baden-Baden beteiligt, dem mit jährlich etwa einer Million Passagieren zweitgrößten Verkehrsflughafen in Baden-Württemberg. Er liegt in Rheinmünster-Söllingen, etwa 40 Straßenkilometer von Karlsruhe entfernt, und dient unter anderem der Billigfluggesellschaft Ryanair als Basis. Größere internationale Flughäfen in der Umgebung sind der Flughafen Frankfurt Main in etwa 130 Kilometern Entfernung und der Flughafen Stuttgart (circa 80 Kilometer). Etwa 100 Kilometer beträgt der Weg zum Flughafen Straßburg.
Als erstes Karlsruher Flugfeld und Ankerplatz für Luftschiffe diente noch vor dem Ersten Weltkrieg der Exerzierplatz im Nordwesten der Stadt. Er wurde ab 1924 für den Linienverkehr zum Flugplatz ausgebaut. Nach dem Zweiten Weltkrieg beschlagnahmten die amerikanischen Streitkräfte das stadtnahe Gelände und nutzten es bis 1993 in geringer Intensität als Militärflugplatz. Heute ist es ein Naturschutzgebiet. 1957 startete die Karlsruher Flughafen GmbH den Betrieb des Flugplatzes Karlsruhe-Forchheim im benachbarten Rheinstettener Ortsteil Forchheim, etwa 8 Kilometer südlich von Karlsruhe. Er wurde im Jahr 2000 im Rahmen der Umwidmung des kanadischen Militärflugplatzes in Söllingen zum Regionalflughafen aufgegeben. Auf dem Forchheimer Gelände entstand bis 2003 die Messe Karlsruhe. Der Geschäfts- und Tourismusflugverkehr wurde zum Flughafen Karlsruhe/Baden-Baden verlagert. In Forchheim verblieb in der Nähe des ehemaligen Flugplatzgeländes das 2004 eröffnete Segelfluggelände Rheinstetten.

### Trinkwasserversorgung
Die Gewinnung, Aufbereitung und Verteilung des Trinkwassers wird von den Stadtwerken Karlsruhe übernommen. Das Trinkwasser für Karlsruhe wird ausschließlich aus Grundwasser gewonnen. Unter der Stadt liegen vier grundwasserführende Kies- und Sandschichten untereinander, die bis in eine Tiefe von über hundert Metern reichen. Momentan werden lediglich die oberen beiden Schichten zur Trinkwassergewinnung genutzt. So werden auch künftigen Generationen ausreichende Wasserreserven vorgehalten.
Vier Wasserwerke bereiten jährlich 25 Millionen Kubikmeter Rohwasser auf (Durlacher Wald , Hardtwald , Mörscher Wald  und Rheinwald ). Das Wasserwerk Mörscher Wald wird momentan (2021) komplett neu gebaut. Zur Aufbereitung des Rohwassers wird lediglich eine Enteisenung und Entmanganung durchgeführt. Insgesamt gibt es 64 Brunnen, die fünf Wasserschutzgebiete haben eine Gesamtfläche von 183 Quadratkilometern. Neben dem Stadtgebiet von Karlsruhe werden auch einige Umlandgemeinden sowie der „Zweckverband Wasserversorgung Albgau“ versorgt. Die Höhenstadtteile Hohenwettersbach, Grünwettersbach, Palmbach und Stupferich erhalten ihr Trinkwasser vom „Zweckverband für die Wasserversorgung des Hügellandes zwischen Alb und Pfinz“.
Nach der Aufbereitung gelangt das Trinkwasser in das 913 Kilometer lange Leitungsnetz. Mit einer Gesamthärte von 3,25 Millimol pro Liter (18,2 Grad deutscher Härte) fällt das Wasser in den Härtebereich „hart“.
Der Bruttoverbrauchspreis liegt 2025 bei 2,78 Euro je Kubikmeter.

### Abwasserentsorgung
Die Ableitung und Reinigung des anfallenden Abwassers fällt in den Zuständigkeitsbereich der Stadt Karlsruhe. Das 1100 Kilometer lange Kanalsystem befördert das Abwasser zum zentralen Klärwerk . 57 Prozent sind als Mischkanalisation gebaut, der Rest als Trennsystem. Die maximale Fließentfernung liegt bei elf Kilometern, die längste Fließzeit beträgt elf Stunden. 52 Pumpwerke fördern Abwasser aus tiefer liegenden Entwässerungsgebieten, bei denen das natürliche Gefälle zu Gewässern oder Sammelkanälen nicht vorhanden oder zu gering ist.
Die Anlage wurde bereits 1913 in Betrieb genommen. Bis nach dem Zweiten Weltkrieg erfolgte die Abwasserreinigung hier lediglich mechanisch über Rechen. Zu Beginn der 1950er-Jahre wurden Sandfänge, Absetzbecken und Trockenbeete hinzugebaut, seit 1977 wird mit dem Belebtschlammverfahren gearbeitet.
Heute werden täglich 64.000 Kubikmeter Abwasser gereinigt (bei Regen bis zu 340.000 Kubikmeter) und in den Rhein abgegeben. Die Kläranlage hat eine Ausbaugröße von 875.000 Einwohnerwerten. Der anfallende Klärschlamm wird getrocknet und anschließend gemeinsam mit dem Fettfang- und dem Rechengut in einer eigenen Verbrennungsanlage mit Wirbelschichtofen verbrannt. Eine vorhergehende Faulung des Klärschlamms mit Klärgaserzeugung findet – anders als bei vielen anderen Anlagen dieser Größenordnung – nicht statt. Die Abwärme des Ofens wird zur Stromerzeugung und für die Trocknung des Schlamms genutzt. Die anfallende Asche (10 Kubikmeter pro Tag) wird als Zuschlagstoff für den Versatz in Bergwerken genutzt.
Im Jahr 2022 wurde die Anlage um eine 4. Reinigungsstufe zur Beseitigung von Spurenstoffen erweitert.

### Ortsansässige Unternehmen

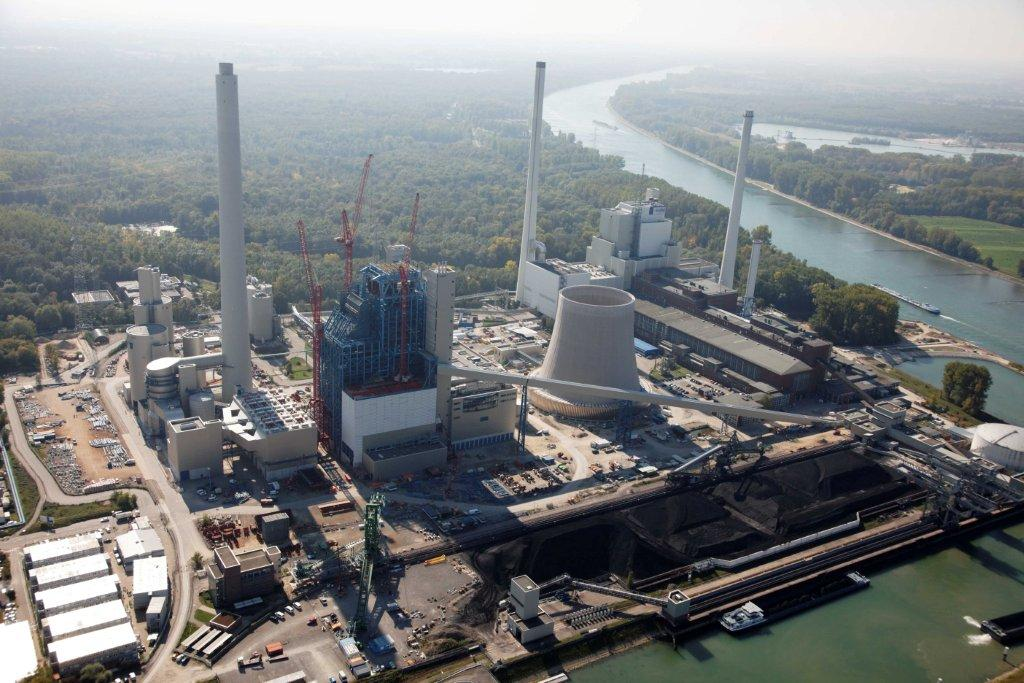
Das Rheinhafen-Dampfkraftwerk der EnBW. Zwei 233 und 230 Meter hohe Schornsteine sind die höchsten Bauwerke in Karlsruhe.

Mit dem dm Drogeriemarkt hat der größte Drogeriekonzern Deutschlands seine Zentrale in Karlsruhe. Die EnBW Energie Baden-Württemberg, ein international agierender Energiekonzern, hat in Karlsruhe ihren Hauptsitz und betreibt hier das Rheinhafen-Dampfkraftwerk. Die MiRO Mineraloelraffinerie in Knielingen ist die zweitgrößte Ölraffinerie in Deutschland. Sie ist Zielpunkt zweier Rohöl-Pipelines, der Südeuropäischen Pipeline (SEPL) von Fos-sur-Mer (Frankreich) und der Transalpinen Ölleitung von Triest (Italien). Das Unternehmen Cronimet, Händler von Stahlschrott und Legierungselementen, unterhält seinen Hauptsitz im Karlsruher Rheinhafen. Siemens unterhält in Karlsruhe einen seiner größten und ältesten Standorte in Deutschland und ist mit 4500 Mitarbeitern der größte private Arbeitgeber der Stadt.
Die United Internet AG, bekannt unter den Marken 1&1, Web.de und GMX, betreibt Europas größtes Rechenzentrum in Karlsruhe. Etwa 40 Prozent aller deutschen Websites werden in Karlsruhe verwaltet. Der Frankfurter IT-Dienstleister Atruvia (ehemals Fiducia & GAD IT AG) unterhält einen Standort in Karlsruhe und zählt zu den größten privaten Arbeitgebern der Region. Im Umfeld der Universität sind ungefähr 2500 Internet- und Telekommunikationsfirmen entstanden.
Weitere bedeutende Arbeitgeber stammen aus dem Banken- und Versicherungswesen. So ist Karlsruhe einer der Hauptsitze der Landesbank Baden-Württemberg sowie Sitz der L-Bank (Landeskreditbank Baden-Württemberg – Förderbank), der überregionalen Genossenschaftsbank BBBank, der Deutsche Bausparkasse Badenia und der BGV / Badische Versicherungen. Regionale Banken sind die Sparkasse Karlsruhe, die Volksbank pur und die PSD Bank Karlsruhe-Neustadt.

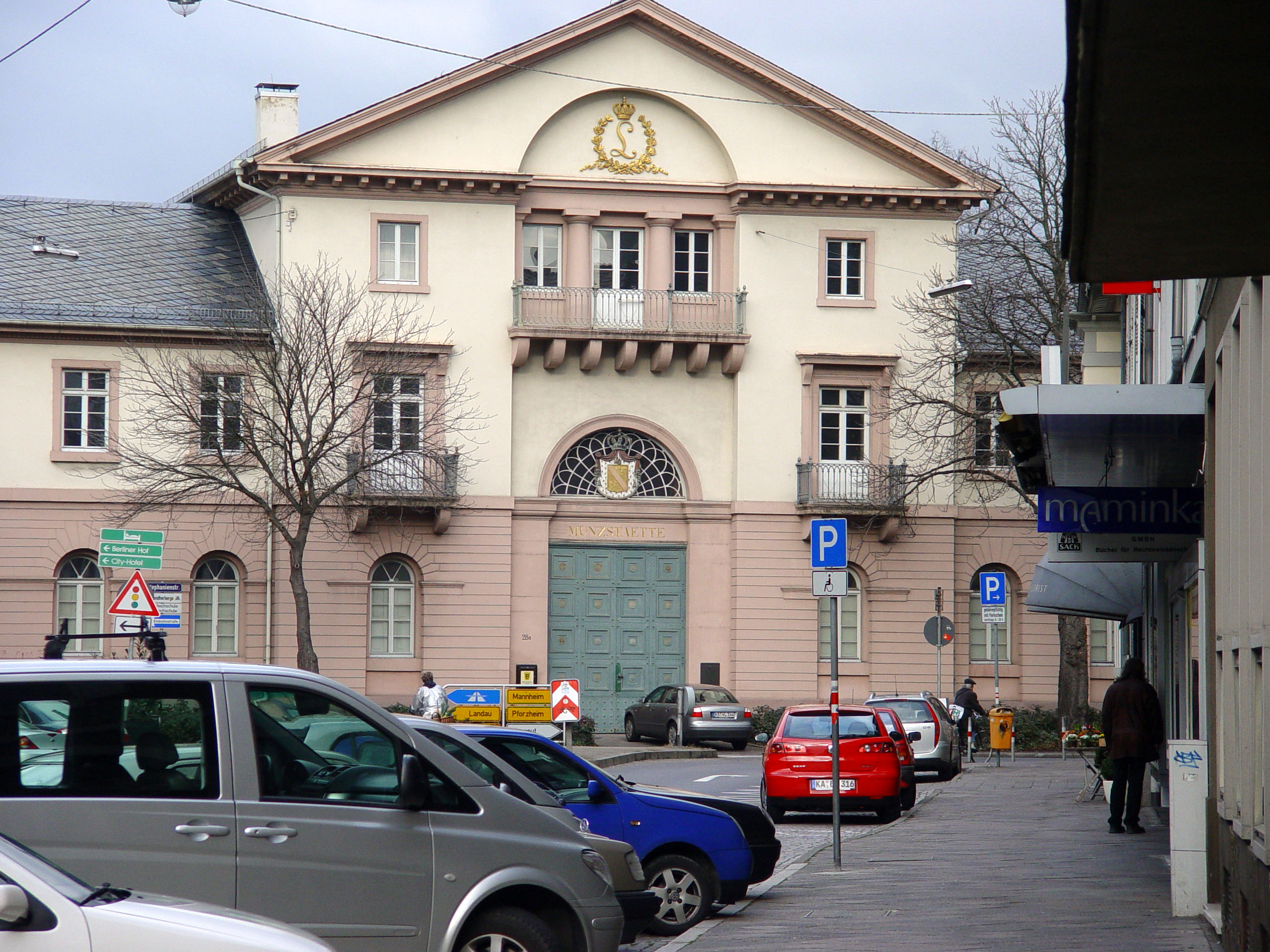
Die von Weinbrenner gestaltete Staatliche Münze Karlsruhe

Die Staatliche Münze Karlsruhe ist eine der fünf staatlichen Münzprägestätten, in denen die deutschen Euromünzen geprägt werden. Münzen aus Karlsruhe tragen den Herkunftsbuchstaben „G“. Die Karlsruher Münze wurde 1827 gegründet und firmiert seit 1998 zusammen mit der Münzprägestätte Stuttgart unter dem Namen Staatliche Münzen Baden-Württemberg.
Der französische Reifenhersteller Michelin hat in Karlsruhe seine Deutschlandzentrale und ein Reifenwerk und gibt hier die deutsche Ausgabe des Hotel- und Restaurantführers Guide Michelin heraus. Rosenbauer Karlsruhe stellt Drehleitern und Hubrettungsbühnen für Feuerwehren her. Die Stadtwerke Karlsruhe sind ein großer Anbieter bei der örtlichen Strom-, Wasser- und Fernwärmeversorgung und betreiben das Heizkraftwerk West in Mühlburg. In dem am Rhein gelegenen Werk Maxau produziert Stora Enso Magazinpapier. In Durlach hat der Hersteller von Arzneimitteln aus pflanzlichen Grundstoffen Dr. Willmar Schwabe seine Zentrale. Der Kosmetikhersteller L’Oréal betreibt in Karlsruhe sein einziges deutsches Werk, das die größte Produktionsstätte des Unternehmens außerhalb Frankreichs ist. Auch Physik Instrumente und der Logistikdienstleister Simon Hegele haben ihren Hauptsitz in Karlsruhe. 1948 wurde im Stadtteil Durlach einer der führenden deutschen Hersteller für professionelle Mikrofone Schalltechnik Dr.-Ing. Schoeps GmbH gegründet und hat dort bis heute seinen Firmensitz und Produktionsstätte. Der Sanitärgroßhändler Pfeiffer & May wurde 1906 in Karlsruhe gegründet und zählt mit einem Umsatz von über 680 Millionen Euro im Geschäftsjahr 2017 zu den wichtigsten Großhandelsunternehmen des Wirtschaftszweiges.
Zu Beginn des 20. Jahrhunderts war Karlsruhe drittgrößter Brauereistandort Deutschlands nach München und Dortmund. Heutige industrielle Brauereien sind die Privatbrauerei Hoepfner und das Hatz-Moninger Brauhaus. Der 1985 gegründete Vogelbräu ist ein Vorreiter der Hausbrauereien in Süddeutschland.

### Früher bedeutende Unternehmen
Zu den früher bedeutenden Unternehmen in Karlsruhe gehörte die Parfümerie- und Toiletteseifenfabrik F. Wolff & Sohn (1857–1973), die insbesondere durch ihre Marke Kaloderma Bekanntheit erlangte.
Ebenfalls von großer Bedeutung war die Nähmaschinenfabrik Gritzner (gegründet 1872 in Karlsruhe-Durlach), die später mit der Pfälzischen Nähmaschinen- und Fahrradfabrik Kayser AG fusionierte und 1957 von der Pfaff AG übernommen wurde.
Zu den bekannten regionalen Lebensmittelproduzenten zählte außerdem das Unternehmen Ebersberger & Rees (1881–1970er Jahre), das Margarine, Bonbons, Schokolade und Kaffee herstellte.

### Gewerbezentren
Hervorgegangen aus dem Standort der Siemens AG wurde 1997 der Siemens Industriepark Karlsruhe gegründet. Das Flächenangebot richtet sich insbesondere an Unternehmen des Hightech- und Dienstleistungswirtschaftszweiges. In der Oststadt bestehen das Gründerzentrum Technologiefabrik in einer ehemaligen Nähmaschinenfabrik sowie der neu errichtete Technologiepark. Hier wird zahlreichen Unternehmensneugründungen (häufig Ableger der Universität) eine erste Heimat geboten.

### Veranstaltungszentren

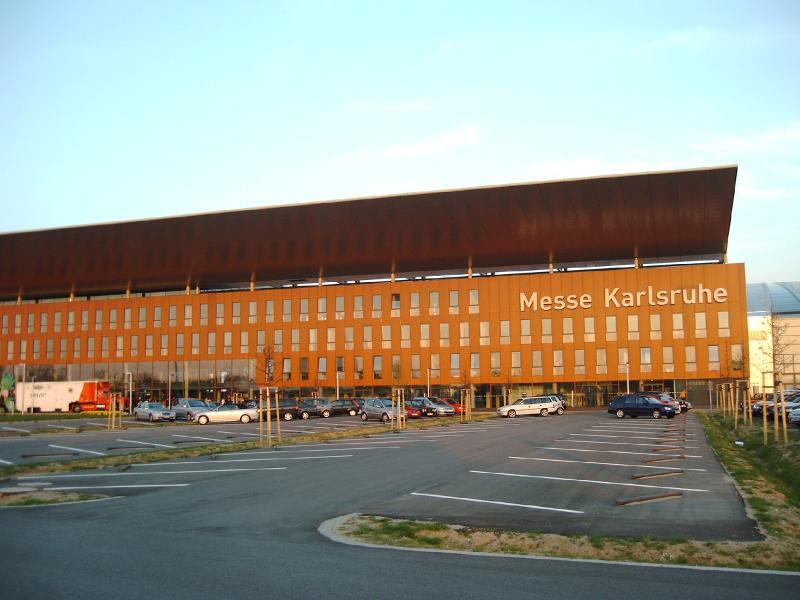
Messe Karlsruhe

Südlich von Karlsruhe, in Rheinstetten, direkt an der B 36, eröffnete im November 2003 die Karlsruher Messe- und Kongress-GmbH ihr neues Messegelände, die Messe Karlsruhe. In den vier jeweils 12.500 Quadratmeter großen Hallen können Ausstellungen, Messen und sonstige Veranstaltungen durchgeführt werden. In der dm-arena finden Veranstaltungen mit bis zu 14.000 Besuchern statt. Die Bruttoausstellungsfläche beträgt etwa 52.000 Quadratmeter. Die Messe löste das innerstädtische Kongresszentrum Karlsruhe als größtes Messe- und Veranstaltungszentrum der Karlsruher Region ab, das über 20.000 Quadratmeter Ausstellungsfläche in vier Hallen sowie den 10.000 Quadratmeter großen Festplatz verfügt. Zum Kongresszentrum gehören die Stadthalle mit Veranstaltungsräumen für 4000 Personen, die Schwarzwaldhalle, das Konzerthaus und die Gartenhalle.
Die 1983 eröffnete Europahalle ist eine Großsporthalle, die auch für Konzerte und Veranstaltungen mit bis zu 9.000 Besuchern genutzt wurde. Seit Sommer 2014 ist sie aus Brandschutzgründen für Großveranstaltungen gesperrt. Als Ersatz erhielt die dm-Arena zusätzliche Tribünen und Sportanlagen. Eine kleinere Mehrzweckhalle mit 1.200 Plätzen ist die 1977 erbaute Badnerlandhalle Neureut.
Auf dem Messplatz an der Durlacher Allee finden die großen Jahrmärkte Frühjahrsmess’ und Herbstmess’ sowie Großflohmärkte und Zirkusaufführungen statt.

### Medien

#### Radio
In der Kriegsstraße befindet sich das Studio Karlsruhe des Südwestrundfunks (SWR). Von hier wird das Regionalprogramm Baden Aktuell bei SWR4 Baden-Württemberg ausgestrahlt, außerdem werden aus dem Karlsruher Studio Nachrichten/Beiträge/Reportagen aus der Region für alle Wellen des SWR und der ARD produziert. Zudem befindet sich in der Kriegsstraße 130 das Studio Karlsruhe des Radiosenders Radio RPR (Rheinland-Pfälzischer Rundfunk), das redaktionell für den nordbadischen und Südpfälzer Raum zuständig ist.
Als privater lokaler Anbieter sendet Die neue Welle (bis 31. Dezember 2006 Hit1 – das Reporterradio), das von der Landesanstalt für Kommunikation Baden-Württemberg noch als Hitradio RTL die Lizenz bekommen hatte. Mitte 2003 zog sich RTL jedoch zurück. Ursprünglich war der Sender Welle Fidelitas Lizenzinhaber. Abgesehen von den kommerziellen und öffentlich-rechtlichen Stationen gibt es noch ein Freies Radio, den Querfunk, der nachmittags, in den Abendstunden und am Wochenende sein Programm sendet. Vormittags und in den frühen Abendstunden wechseln sich auf der Frequenz UKW 104,8 MHz das LernRadio der Hochschule für Musik Karlsruhe, das Campusradio des Karlsruher Instituts für Technologie, montags der Sender Radio Fri und der Querfunk ab. Außerdem betreibt der Privatsender Radio Regenbogen ein Studio in Karlsruhe.

#### Fernsehen
Das Studio Karlsruhe des SWR in der Kriegsstraße ist Sitz zweier Fernsehredaktionen. Die ARD-Fernsehredaktion Recht und Justiz produzierte hier für Das Erste den ARD-Ratgeber Recht und berichtet ARD-weit über Rechtsthemen wie die Entscheidungen der hiesigen obersten Gerichte. Die Fernsehredaktion Baden Aktuell des SWR stellt in Karlsruhe Berichte aus der Region für das SWR Fernsehen und die ARD her. Als die dem Filmproduktionsstandort Baden-Baden nächstgelegene Großstadt ist Karlsruhe regelmäßig Schauplatz von Dreharbeiten des SWR, so auch für die in Ludwigshafen und Stuttgart spielenden Tatort-Folgen, die ehemaligen in Karlsruhe spielenden Tatorte mit Kriminalhauptkommissar Eugen Lutz und Kriminalhauptkommissarin Hanne Wiegand sowie den Konstanzer Tatort mit Kriminalhauptkommissarin Klara Blum und Kriminalhauptkommissar Kai Perlmann.
Regionale Privatfernsehsender in Karlsruhe sind BW Family.tv (seit Februar 2006) und Baden TV (seit Mai 2011). Nicht mehr auf Sendung sind R.TV (2003 bis 2011) und B.TV Baden (1995 bis 2004).

#### Film
In Karlsruhe wurden und werden regelmäßig Kinofilme produziert. Oscar-Preisträger Volker Schlöndorff drehte hier 1972 Die Moral der Ruth Halbfass, Maren Ade ihren Debütfilm Der Wald vor lauter Bäumen und Ilker Çatak die Literaturverfilmung Räuberhände. Gregor Jordan drehte hier im Jahr 2000 die Militärsatire Army Go Home! mit Joaquin Phoenix. Gerade in den letzten zwei Jahrzehnten hat sich das Produktionsaufkommen deutlich erhöht, was sich durch die verstärkte Ansiedlung von Filmproduktionsfirmen wie der kurhaus production oder der Baden-Badener Ziegler Film sowie die Etablierung des Filmhauses auf dem Kreativpark Alter Schlachthof erklären lässt. Dort ist auch das Filmemacher-Netzwerk Filmboard Karlsruhe angesiedelt, das in Kooperation mit der Filmcommission Baden-Baden/Karlsruhe Filmproduktionen betreut.

#### Zeitung
Die Badischen Neuesten Nachrichten (BNN) sind die einzige Tageszeitung, die in Karlsruhe als Printmedium verlegt wird. Sie hat eine verkaufte Auflage von  Exemplaren und erscheint mit neun Lokalausgaben auch in den Landkreisen Karlsruhe, Rastatt, Ortenau- und Enzkreis sowie in den Stadtkreisen Baden-Baden und Pforzheim.
Des Weiteren gibt es einige kostenlose Wochenzeitungen: Der Verlag der BNN gab auch die Sonntagszeitung Der Sonntag heraus und war am Karlsruher Kurier beteiligt, dem die Stadtzeitung Karlsruhe beiliegt, das Amtsblatt der Stadt Karlsruhe, das online auch über die Startseite der Stadt erreichbar ist. Seit Dezember 2020 wird statt Der Kurier und Der Sonntag die Badische Woche herausgebracht. Mittwochs wird das Wochenblatt in der Stadt und Region verteilt. Inka, Klappe auf und RaumK sind kostenlose monatliche Nachrichtenmagazine mit dem Schwerpunkt auf kulturellen Veranstaltungen.

#### Internet

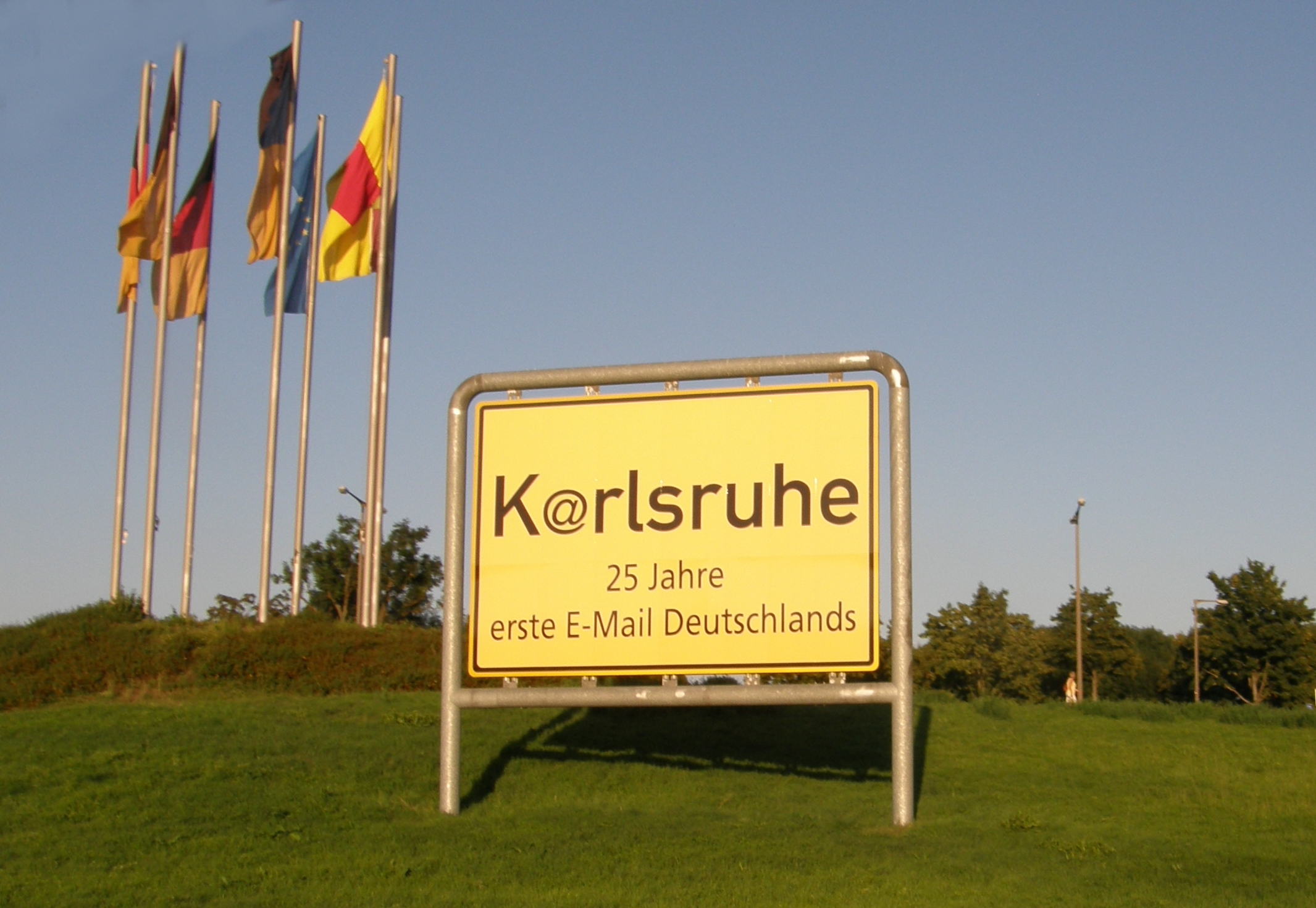
Ortsschild im August 2009 anlässlich des 25-jährigen Jubiläums der ersten E-Mail Deutschlands

Karlsruhe spielt in der Entwicklung des Internets in Deutschland eine wichtige Rolle. So wurden an der Universität Karlsruhe 1984 Deutschlands erste E-Mails empfangen und von 1994 bis 1998 sämtliche deutschen Domänen verwaltet. Ebenso wurde von Karlsruhe aus die erste Internetverbindung in die Volksrepublik China hergestellt. Als Ergebnis einer Untersuchung zu aktiven Nutzern, Webangeboten und Internetklima wurde Karlsruhe im Jahre 2003 als „Internethauptstadt Deutschlands“ benannt. Am 6. Mai 2014 wurde in Karlsruhe ein öffentliches, frei zugängliches WLAN in Betrieb genommen. Damit ist es den Bürgern und Touristen möglich, nach einer Registrierung kostenfrei und zeitlich unbegrenzt drahtlos mit einem WLAN-fähigen Gerät das Internet zu benutzen.
Da die BNN lange Zeit über kein Online-Angebot verfügte, konnte sich unabhängig von dieser das regionale Nachrichtenportal ka-news.de etablieren. Dieses erscheint seit dem Jahr 2000 und ist damit eine der ersten, regionalen Online-Tageszeitungen in Deutschland überhaupt. Das 2004 gegründete Stadtwiki Karlsruhe wurde in einer bis 2009 geführten Aufstellung als größtes Stadtwiki der Welt genannt.
Seit dem Jahr 2019 gibt es außerdem das Online-Magazin meinKA, ein Stadtportal für Karlsruhe und die Region.

#### Stadtmagazin
Neben den Zeitungen gibt es verschiedene kostenlose Stadtmagazine wie Klappe auf, INKA Stadtmagazin oder FRIZZ Das Magazin. Diese sind monatlich in vielen Auslageorten der Stadt Karlsruhe zu finden und beinhalten Veranstaltungshinweise sowie lokale Themen aller Art.

#### Pädagogische Medienangebote
Karlsruhe ist einer der beiden Standorte des Landesmedienzentrums Baden-Württemberg, das dem Ministerium für Kultus, Jugend und Sport Baden-Württemberg untersteht. Der andere Standort ist Stuttgart.
Das vom gemeinnützigen Verein Stadtjugendausschuss e. V. betriebene Internetcafé für Kinder und Jugendliche Info-Line am Kronenplatz 1 dient Kindern und Jugendlichen als Recherche- und Kommunikationsraum mit der Hilfe einer pädagogischen Kraft. Weitere Medieneinrichtungen des Stadtjugendausschusses e. V. befinden sich in der Jubez-Medienwerkstatt sowie in vielen Kinder- und Jugendhäusern des Vereins.

### Gerichte

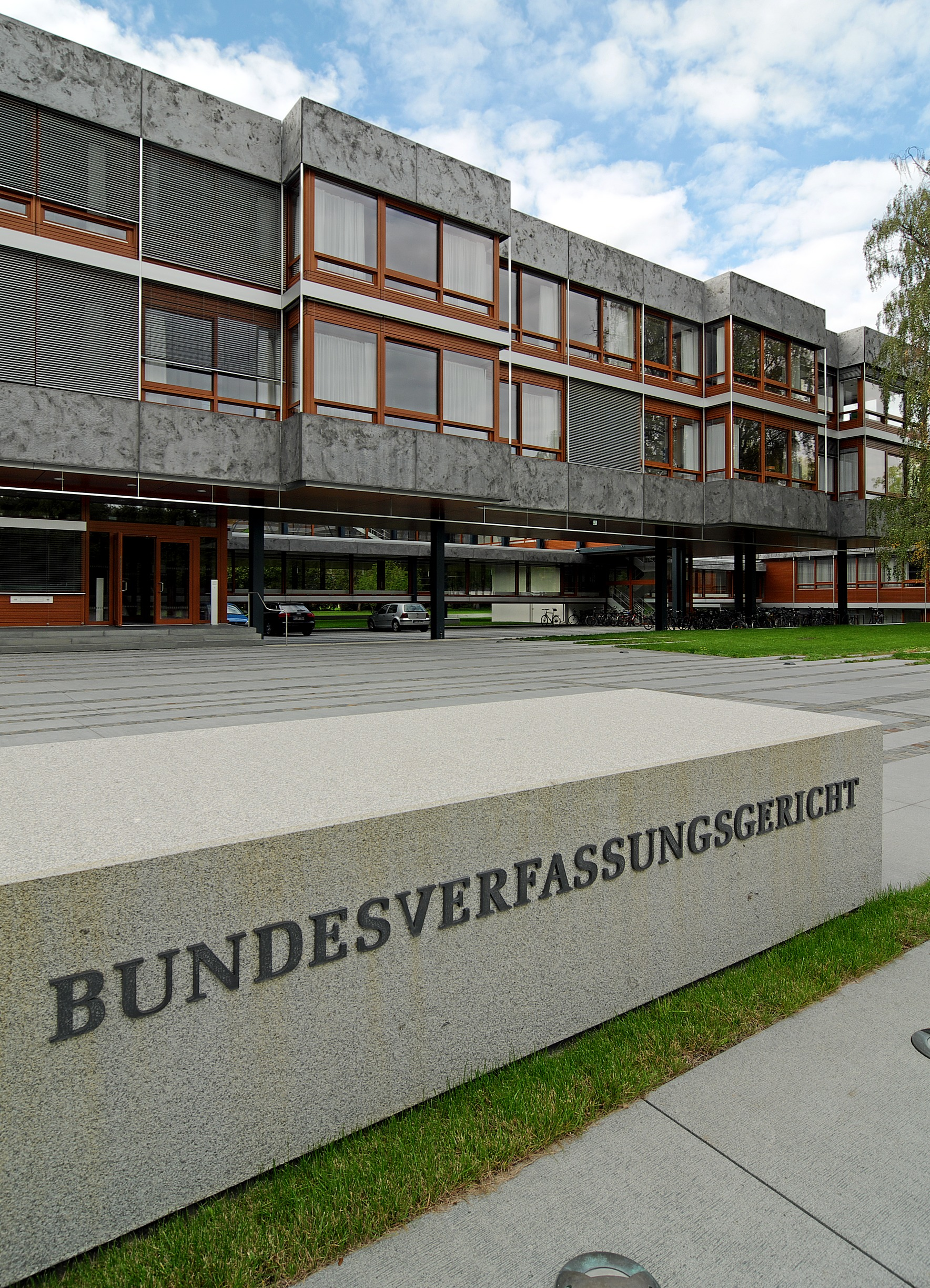
Das Richtergebäude des Bundesverfassungsgerichts im Karlsruher Schlossbezirk

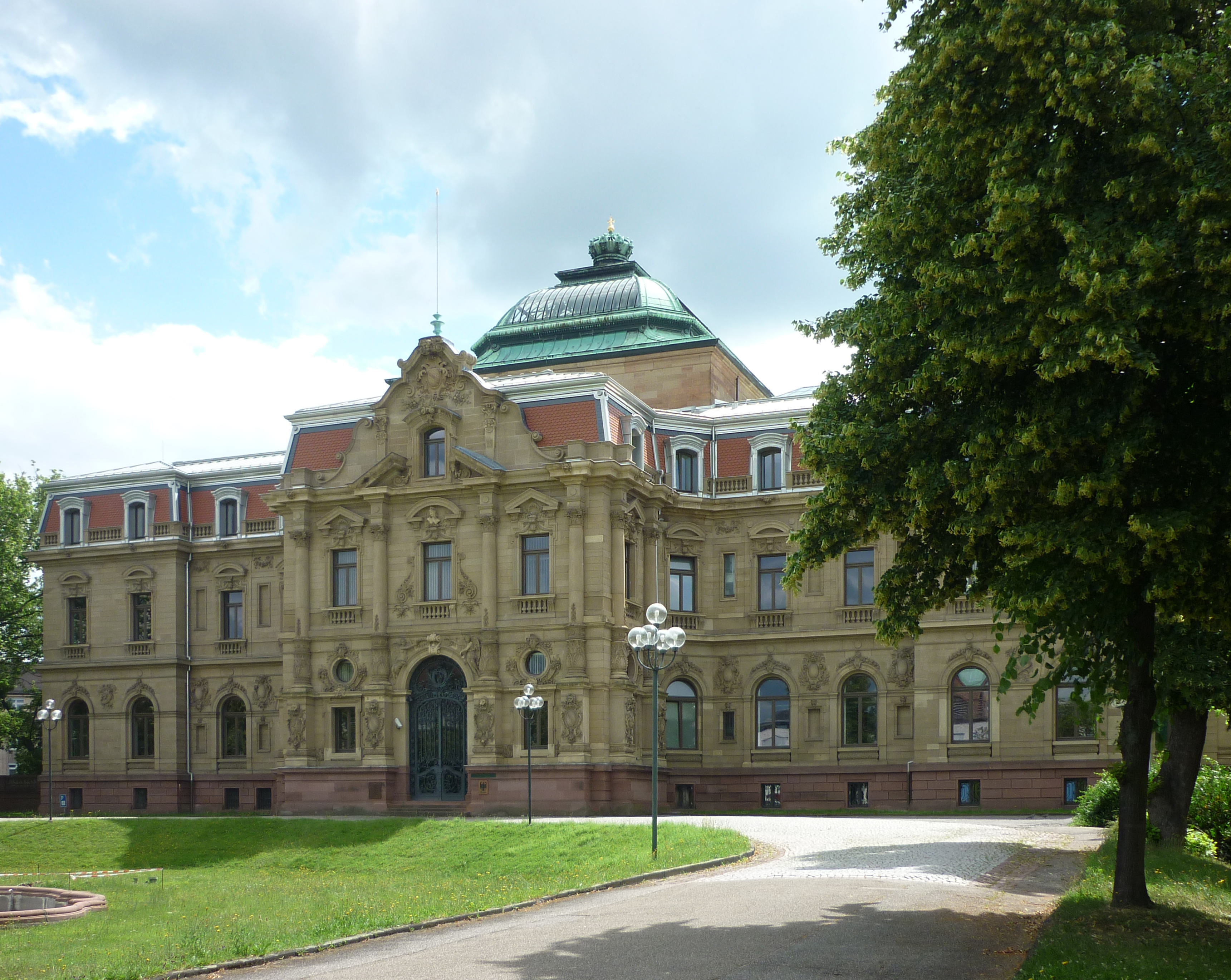
Das Erbgroßherzogliche Palais, Hauptsitz des Bundesgerichtshofes

Mit dem Bundesverfassungsgericht und dem Bundesgerichtshof ist Karlsruhe Sitz eines Verfassungsorgans und des obersten Gerichtshofs der ordentlichen Gerichtsbarkeit. Die Konzentration der Judikative wird in Werbemottos wie „Residenz des Rechts“ oder „Kulturhauptstadt 2010 – mit Recht“ aufgegriffen. In verbreiteten Redewendungen wie „bis nach Karlsruhe gehen“ oder „Karlsruhe hat das Gesetz kassiert“ wird der Name der Stadt zum Synonym für die höchsten Gerichte.
Das Bundesverfassungsgericht hatte seinen ersten Amtssitz ab 1951 im Prinz-Max-Palais. 1969 zog es in den modernen Pavillonbau ein, den der Architekt Paul Baumgarten an der Stelle des im Zweiten Weltkrieg ausgebrannten Theaters am Schlossplatz errichtete. Der Hauptsitz des Bundesgerichtshofes ist seit 1950 das Erbgroßherzogliche Palais am Südrand der westlichen Innenstadt, auf dessen Gelände zudem mehrere Neubauten für das Gericht entstanden.
Des Weiteren gibt es in der ordentlichen Gerichtsbarkeit ein Oberlandesgericht (mit Generalstaatsanwaltschaft) sowie ein Land- und zwei Amtsgerichte (Karlsruhe und Karlsruhe-Durlach). Ferner sitzen ein Verwaltungsgericht, ein Arbeitsgericht und ein Sozialgericht in Karlsruhe. Die Bundeswehr unterhielt bis zum 1. September 2012 in Karlsruhe zwei Kammern des Truppendienstgerichtes Süd, das seinen Hauptsitz in München hat.

### Behörden

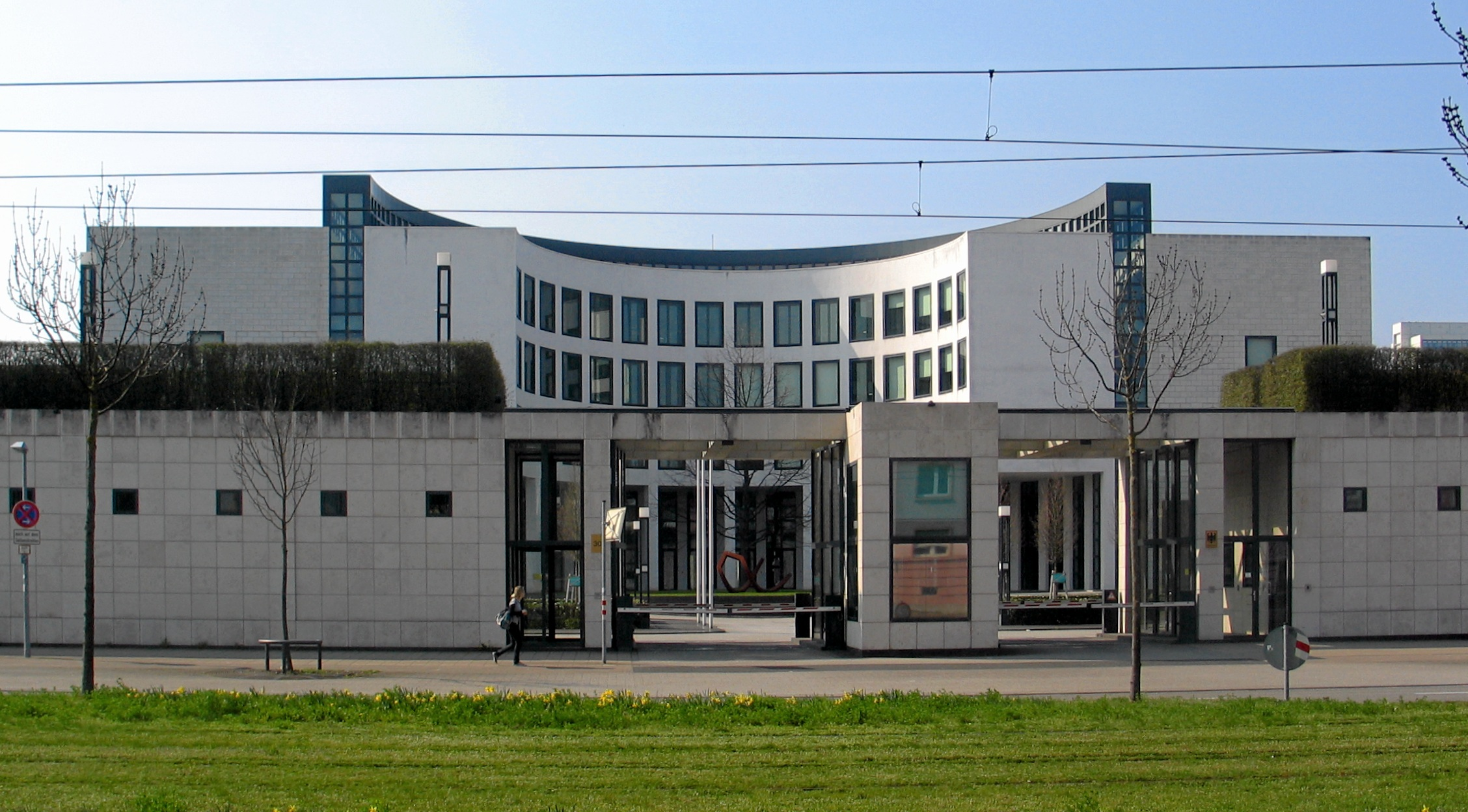
Der Sitz des Generalbundesanwalts in der Südweststadt

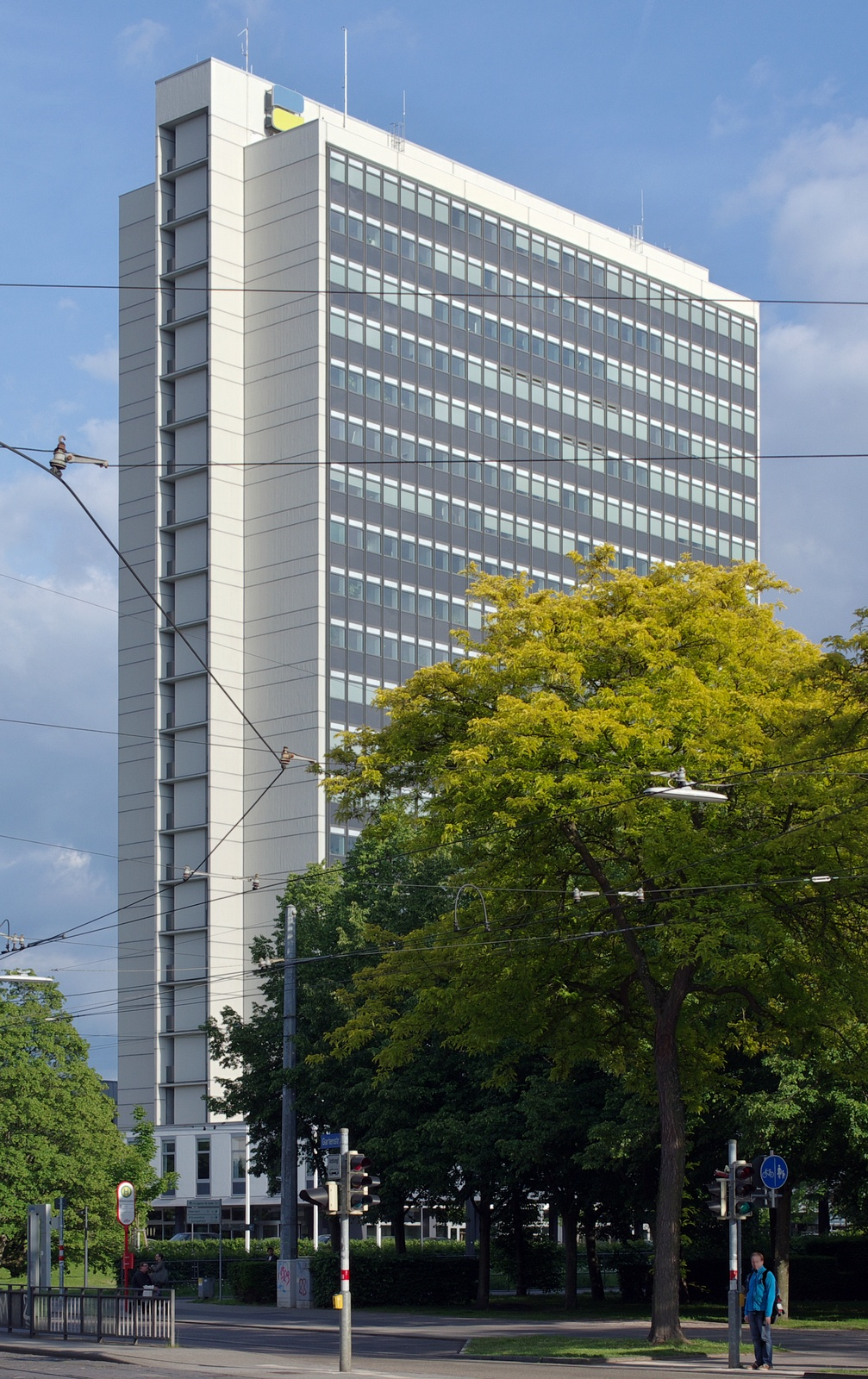
Das höchste Karlsruher Hochhaus beherbergt die Deutsche Rentenversicherung Baden-Württemberg.

Karlsruhe ist Sitz verschiedener Bundes-, Landes- und Kommunalbehörden. Einige haben ihren Ursprung in der Zeit Karlsruhes als Hauptstadt Badens, zahlreiche andere wurden als Ausgleich für den Verlust der Hauptstadtfunktion nach dem Zweiten Weltkrieg hier angesiedelt.
Der Generalbundesanwalt beim Bundesgerichtshof verfügt seit 1999 über ein eigenes Gebäude in der Brauerstraße. Zuvor war er auf dem Gelände des Bundesgerichtshofs beheimatet.
Der Rechnungshof Baden-Württemberg mit Sitz in der Karlsruher Weststadt ist als oberste Landesbehörde den Ministerien gleichgestellt. Die Oberfinanzdirektion Karlsruhe wurde 1826 als Steuerdirektion des Großherzogtums Baden gegründet und ist seit 2005 die einzige Mittelbehörde der Steuerverwaltung in Baden-Württemberg, sie wurde 2025 in Oberfinanzdirektion Baden-Württemberg umbenannt. Ihr ist die ebenfalls hier angesiedelte Landesoberkasse Baden-Württemberg unterstellt, die zentrale Landes- und Gerichtskasse mit einem durchschnittlichen Geldumsatz von rund 1,2 Milliarden Euro pro Buchungstag. Die beiden Finanzämter Karlsruhe-Stadt und Karlsruhe-Durlach teilen sich die Zuständigkeit für die Stadt Karlsruhe in Steuerangelegenheiten. Das Finanzamt Karlsruhe-Durlach betreut zudem Teile des Landkreises Karlsruhe.
Die Gemeindeprüfungsanstalt Baden-Württemberg, der Kommunale Versorgungsverband Baden-Württemberg und die Landesanstalt für Umwelt Baden-Württemberg sind der ministeriellen Aufsicht unterliegende Anstalten bzw. Körperschaften des öffentlichen Rechts mit Sitz in Karlsruhe. Ferner gibt es eine Agentur für Arbeit sowie eine Forstdirektion und ein Hauptzollamt. Die Justizvollzugsanstalt Karlsruhe in der Weststadt dient als Untersuchungshaftanstalt für männliche Gefangene. Das Polizeipräsidium Karlsruhe ist für Stadt- und Landkreis Karlsruhe zuständig. Die Bundespolizeiinspektion Karlsruhe gewährleistet den Schutz des Bundesverfassungsgerichtes und ist bahnpolizeilich tätig. Das Kreiswehrersatzamt Karlsruhe wurde im Zuge der Bundeswehrreform Ende November 2012 geschlossen.
Das Regierungspräsidium Karlsruhe ist als Mittelbehörde für den Regierungsbezirk Karlsruhe zuständig, in Teilbereichen auch für das gesamte Bundesland. So betreibt es die ebenfalls in Karlsruhe angesiedelte Landesaufnahmeeinrichtung für Flüchtlinge, die bis 2014 einzige Erstaufnahmeeinrichtung Baden-Württembergs für Asylbewerber und sonstige Flüchtlinge mit einer Aufnahmekapazität von etwa 1.000 Personen. Als Sitz des Verbands Region Karlsruhe und des Landkreises Karlsruhe, dem die Stadt selbst nicht angehört, beherbergt Karlsruhe auch deren Verwaltungen.
Seit 1952 ist Karlsruhe Sitz der Versorgungsanstalt des Bundes und der Länder (VBL). Die Deutsche Rentenversicherung Baden-Württemberg hat ebenso ihren Sitz in der Stadt, wie ein Standort der Sozialversicherung für Landwirtschaft, Forsten und Gartenbau (SVLFG), sowie Bezirksverwaltungen der Berufsgenossenschaft der Bauwirtschaft und der Berufsgenossenschaft für Gesundheitsdienst und Wohlfahrtspflege. Der Kommunalverband für Jugend und Soziales Baden-Württemberg mit Zweigstelle in Karlsruhe löste 2005 den Landeswohlfahrtsverband Baden ab.
In der Südendstraße befinden sich der Sitz der Dienststelle Süd des Bundeseisenbahnvermögens, der Standort Karlsruhe der Außenstelle Karlsruhe/Stuttgart des Eisenbahn-Bundesamtes, die Bezirksleitung der Krankenversorgung der Bundesbahnbeamten (KVB) und die örtliche Filiale der Deutschen Bundesbank.

### Gesundheitswesen

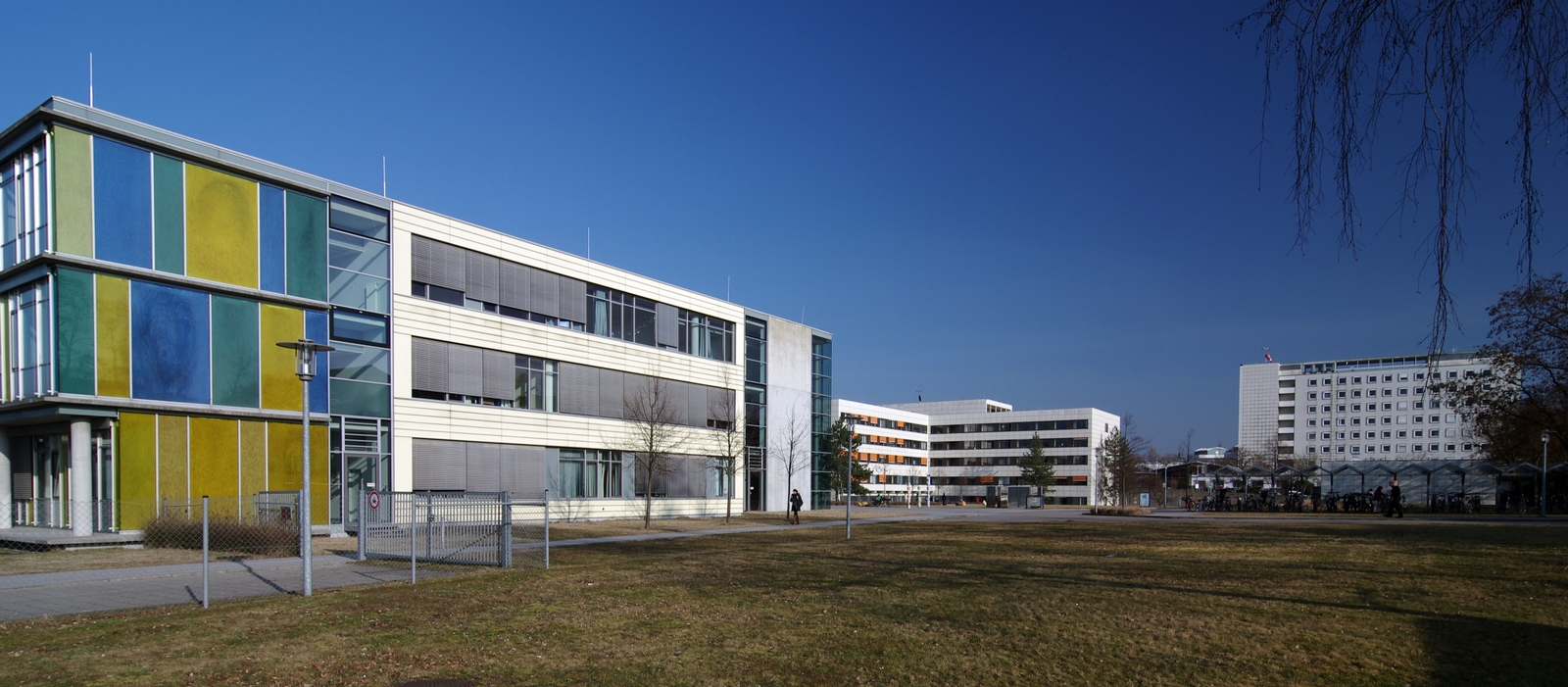
Bauten des Städtischen Klinikums Karlsruhe

Das 1907 gegründete Städtische Klinikum Karlsruhe in der Nordweststadt ist mit etwa 1.400 Betten und über 4.000 Beschäftigten das größte Krankenhaus in der Region Mittlerer Oberrhein. Ihm benachbart ist seit 1995 eine private Klinik für Herzchirurgie mit 89 Betten, die zur Helios-Kliniken-Gruppe gehört. Die St. Vincentius-Kliniken haben etwa 800 und das Diakonissenkrankenhaus Karlsruhe-Rüppurr etwa 500 Betten.
Die Paracelsus-Klinik in Durlach hatte 157 Planbetten, sie wurde Ende Februar 2018 geschlossen.
An den St. Vincentius-Kliniken ist der Rettungshubschrauber Christoph 43 der DRF Luftrettung stationiert. Das Luftrettungszentrum Karlsruhe besteht seit 1975.

## Bildung und Forschung

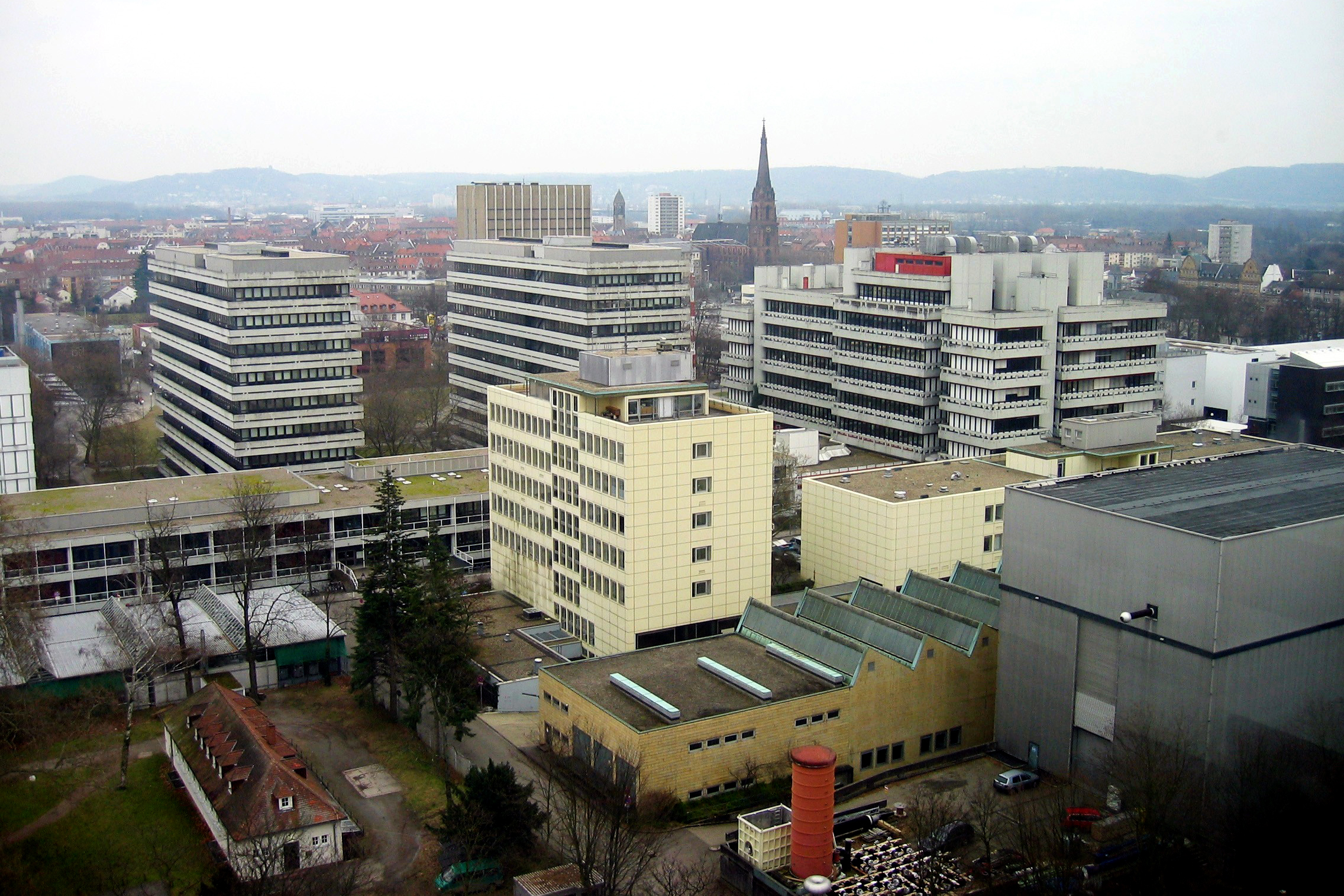
Campus Süd des Karlsruher Instituts für Technologie, Blick vom Physikhochhaus

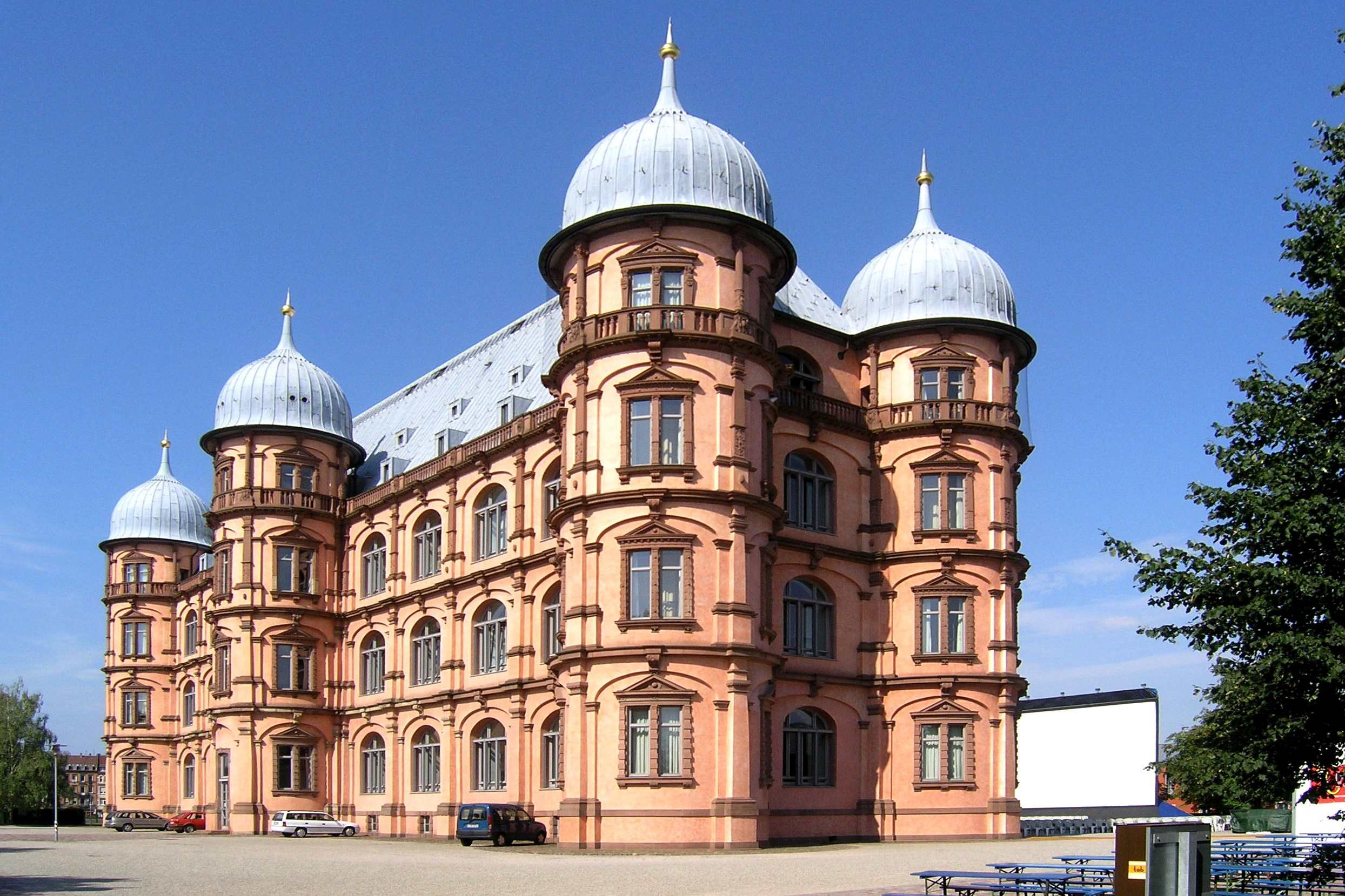
Schloss Gottesaue, Sitz der Hochschule für Musik

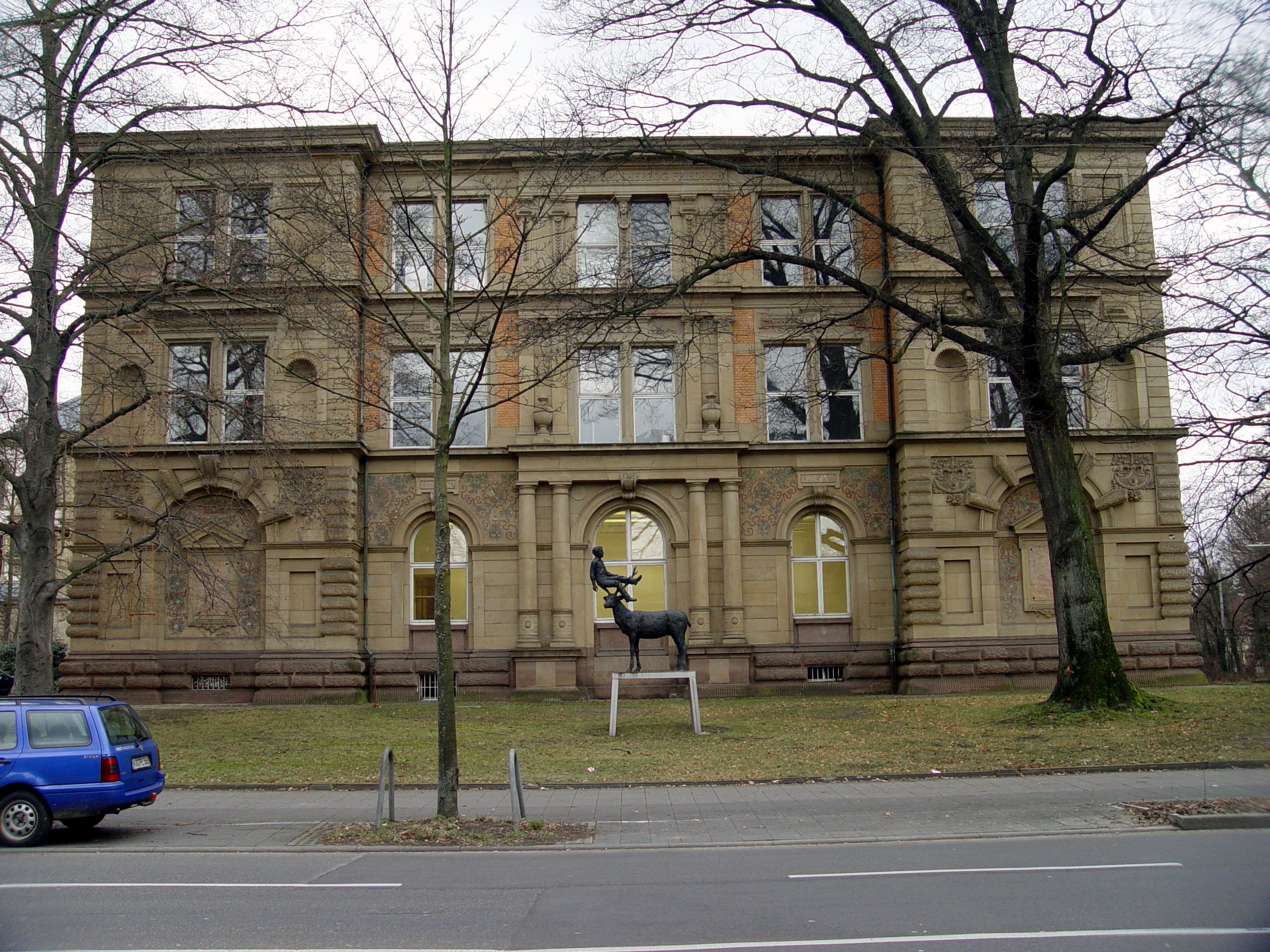
Staatliche Akademie der Bildenden Künste

Die sieben öffentlichen und zwei privaten Hochschulen in Karlsruhe hatten zum Wintersemester 2013/2014 zusammen etwa 41.800 Studenten. Die Studienschwerpunkte liegen in den naturwissenschaftlich-technischen und künstlerischen Fächern. Mit zahlreichen hier angesiedelten Forschungseinrichtungen weist Karlsruhe eine hohe Forscherdichte auf. Mit dem Thema „Herausforderung Demokratie“ gehörte Karlsruhe zu den zehn deutschen Städten, die den Titel Treffpunkt der Wissenschaft im Wissenschaftsjahr 2009 trugen. 2012 trug Karlsruhe den gemeinsam von der Körber-Stiftung, der Robert Bosch Stiftung und der Deutschen Telekom Stiftung vergebenen Titel Stadt der jungen Forscher und gewann als eine von zehn Städten den Titel Stadt der Wissenschaft 2013. Karlsruhe ist weiterhin „Korporativ Förderndes Mitglied“ der Max-Planck-Gesellschaft.

### Karlsruher Institut für Technologie (KIT)
Das Karlsruher Institut für Technologie ist eine Universität des Landes Baden-Württemberg und nationales Forschungszentrum in der Helmholtz-Gemeinschaft. Es hat ungefähr 22.000 Studenten und 9.900 Beschäftigte. Das KIT ist das größte Forschungszentrum Deutschlands und der größte Arbeitgeber in Karlsruhe. Es wurde am 1. Oktober 2009 als Zusammenschluss der Universität Karlsruhe und des Forschungszentrums Karlsruhe gebildet. Aus der früheren Kooperation der beiden Einrichtungen ist somit eine Einheit, eine einzige Rechtsperson, geworden. Das KIT genießt ein hohes Ansehen in Fächern wie Chemie, Physik, Maschinenbau, Elektrotechnik, Bauingenieurwesen, Wirtschaftsingenieurwesen, Informatik sowie Informationswirtschaft. Der Physiker Heinrich Hertz entdeckte während seiner Professur in Karlsruhe die Existenz der elektromagnetischen Wellen. Ferdinand Braun, Erfinder der Kathodenstrahlröhre und Nobelpreisträger für Physik, hatte von 1883 bis 1887 eine Professur in Karlsruhe. Der Chemiker und Nobelpreisträger Fritz Haber entwickelte in seiner Zeit als Professor an der Technischen Hochschule die Ammoniaksynthese, Ferdinand Redtenbacher begründete hier die wissenschaftlichen Grundlagen des Maschinenbaus. Die Karlsruher Universität hatte Deutschlands erste Informatik-Fakultät und war bundesweit eine der ersten drei Universitäten, denen 2006 im Zuge der Exzellenzinitiative der Titel Elite-Universität verliehen wurde, den sie bis 2012 trug.

### Weitere Hochschulen
- Hochschule Karlsruhe (HKA), gegründet 1878 als Großherzoglich Badische Baugewerkeschule, später Staatstechnikum, ab 1971 Fachhochschule und seit 2005 Hochschule Karlsruhe (bis 2021 mit dem Zusatz „Technik und Wirtschaft“). Mit etwa 8.200 Studenten (Stand 2013/2014) ist sie die zweitgrößte Hochschule der Stadt.[163]
- Pädagogische Hochschule Karlsruhe, gegründet 1958 aus der früheren Lehrerbildungsanstalt (1942–1952) bzw. Hochschule für Lehrerbildung (1936–1942), welche bereits auf das 1768 gegründete Schulseminar in Karlsruhe zurückgeht. Hochschulsatzung seit 1965 und seit 1971 wissenschaftliche Hochschule. Etwa 3.900 Studenten (Stand 2013/2014).[156]
- Das Regionalzentrum Karlsruhe der Fernuniversität in Hagen, seit 2013 im Stadtzentrum, bietet berufsbegleitende Fernstudiengänge an. Es ist Mitglied im Netzwerk Fortbildung Baden-Württemberg. Ihm sind rund 4500 Studenten in der Region zugeordnet.
- Die Duale Hochschule Baden-Württemberg Karlsruhe wurde 1979 als Berufsakademie gegründet. Die etwa 3.000 Studenten (Stand: 2013/2014) aus den Bereichen Wirtschaft und Technik bildet die DHBW gemeinsam mit zahlreichen Partnerunternehmen der Region aus.[164]
- Staatliche Akademie der Bildenden Künste Karlsruhe, gegründet 1854 als Maler-Akademie durch den Prinzregenten, späteren Großherzog Friedrich I. und 1869 durch eine Kunstgewerbeschule erweitert. Unter dem Namen Badische Landeskunstschule fand 1926 der Zusammenschluss beider Schulen statt. Zu den bekannten Professoren gehörten Hans Thoma, Georg Baselitz und Markus Lüpertz.
- Staatliche Hochschule für Gestaltung Karlsruhe (HfG), gegründet 1992 im Zusammenhang mit dem Zentrum für Kunst und Medien (ZKM). Die Schwerpunkte sind Medienkunst, Design, Szenografie, Kunstwissenschaft und Medienphilosophie.
- Die Hochschule für Musik Karlsruhe geht auf die 1812 gegründete Singanstalt zurück. 1837 erfolgte die Gründung einer Musikbildungsanstalt, welche 1910 mit dem Städtischen Konservatorium vereinigt wurde. Hieraus entstand 1920 die Badische Hochschule für Musik, welche das Land Baden-Württemberg 1971 übernahm und seither als Hochschule für Musik führt. Seit 1989 hat sie ihren Hauptsitz in Schloss Gottesaue. Zu den dort wirkenden Professoren gehört der Komponist Wolfgang Rihm.
- Karlshochschule International University, staatlich anerkannte private Business School mit interkulturellem Profil und über 500 Studenten.[156]
- EC Europa Campus, private Hochschule mit etwa 250 Studenten (Stand 2013/2014)[156] im Studienzentrum Karlsruhe.

### Allgemein- und berufsbildende Schulen
In Karlsruhe gibt es 20 Grundschulen, 12 Sonderpädagogische Bildungs- und Beratungszentren und 12 Realschulen sowie 11 allgemeinbildende Gymnasien, 4 berufliche Gymnasien und 5 Gymnasien in freier Trägerschaft.
Das heutige Lessing-Gymnasium wurde 1893 als das erste Mädchengymnasium auf dem Gebiet des heutigen Deutschlands gegründet. Die 1962 eröffnete Europäische Schule Karlsruhe ist eine von europaweit 13 Europäischen Schulen, die muttersprachlichen Unterricht in den Amtssprachen der Europäischen Union in drei Sprachsektionen (Deutsch, Englisch, Französisch) bieten. Das 1908 eröffnete Goethe-Gymnasium bietet einen bilingual englischen Zug und das Fichte-Gymnasium einen bilingual französischen Zug an. Ein Musik-Profil ist am Helmholtz-Gymnasium eingerichtet. Am Bismarck-Gymnasium, dem ältesten Gymnasium Karlsruhes, gibt es sowohl einen altsprachlichen Zug – siehe Europäisches Gymnasium – als auch einen Hochbegabten-Zug und eine Streicherklasse. Ein Kunst-Profil ist unter den Karlsruher Gymnasien Alleinstellungsmerkmal des Max-Planck-Gymnasiums und ein Sport-Profil für das Otto-Hahn-Gymnasium. U.a. an letzterem kann Spanisch als dritte Fremdsprache erlernt werden, wohingegen Italienisch und Russisch am Kant-Gymnasium als Regelunterricht belegt werden können. Das Humboldt-Gymnasium bietet schließlich einen Schwerpunkt in Informatik an.
Die Carlo Schmid Schule Karlsruhe ist eine staatlich anerkannte berufsbildende Schule in freier Trägerschaft des Internationalen Bundes.

### Fort- und Weiterbildung
Die Volkshochschule Karlsruhe, gegründet 1947, ist mit jährlich 3.700 Veranstaltungen (Stand 2006) und über 36.000 Kunden eine der größten Volkshochschulen Badens. Die VHS Karlsruhe ist auch Trägerin der Abendschulen in Karlsruhe zum Nachholen von Schulabschlüssen und der Jugendkunstschule Karlsruhe.
Die Führungsakademie Baden-Württemberg mit Hauptsitz im Karlsruher Schwedenpalais bietet ein Bildungsprogramm für Führungskräfte aus dem öffentlichen Sektor an. Sie wurde 1986 als Führungsakademie des Landes Baden-Württemberg gegründet und 2001 als Anstalt des öffentlichen Rechts verselbständigt.
In Karlsruhe sind drei Staatliche Seminare für Didaktik und Lehrerbildung an Beruflichen Schulen, Gymnasien und Realschulen sowie ein Pädagogisches Fachseminar mit Abteilungen für musisch-technische Fachlehrer und Sonderpädagogik beheimatet.
Eine der zehn Bundeswehrfachschulen in Deutschland liegt im Süden der Karlsruher Waldstadt. Die ehemalige Zivildienstschule beim Hauptbahnhof wurde 2011 mit der Aussetzung der Wehrpflicht zum Bildungszentrum Karlsruhe, der größten von deutschlandweit 17 solcher Einrichtungen, die auf den Bundesfreiwilligendienst vorbereiten.

### Forschungszentren und Institute

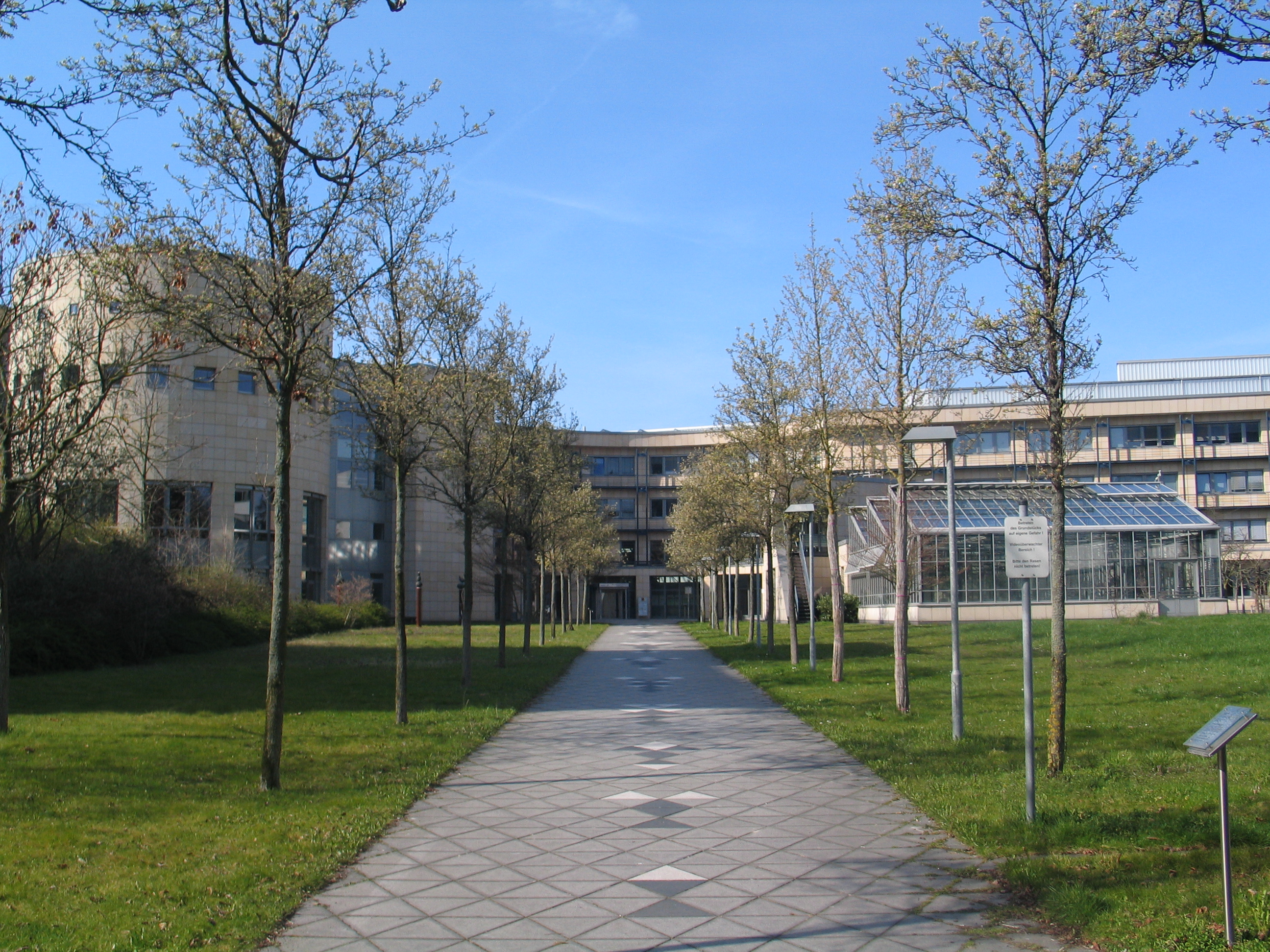
Bundesforschungsinstitut für Ernährung und Lebensmittel (Max Rubner-Institut)

Mit dem Namen Karlsruhes sind hochrangige Einrichtungen verbunden, die in dem im Hardtwald bei Eggenstein-Leopoldshafen gelegenen ehemaligen (Kern-)Forschungszentrum Karlsruhe und heutigen Campus Nord des Karlsruher Instituts für Technologie angesiedelt sind. Das 1957 gegründete Institut für Transurane (JRC-ITU) ist als Forschungsinstitut der Europäischen Kommission spezialisiert auf die Gebiete nukleare Sicherheit und Sicherung. Die Wiederaufarbeitungsanlage Karlsruhe war von 1971 bis 1990 in Betrieb und ist ebenso im Rückbau wie mehrere Forschungsreaktoren auf dem Gelände.
Mit dem Fraunhofer-Institut für Optronik, Systemtechnik und Bildauswertung (IOSB) und dem Fraunhofer-Institut für System- und Innovationsforschung (ISI) haben gleich zwei Einrichtungen der Fraunhofer-Gesellschaft und mit dem ANKA-Synchrotronstrahlungsforschungslabor ein Mitglied der Helmholtz-Gemeinschaft ihren Sitz in Karlsruhe. Außerdem residiert mit dem Max Rubner-Institut eine Bundesbehörde des Bundesministerium für Ernährung und Landwirtschaft in der Stadt. Die IT-Forschung und -Industrie spielt eine wichtige Rolle in der Technologieregion Karlsruhe. Ein Teil dessen ist auch das FZI Forschungszentrum Informatik, das aus dem Karlsruher Institut für Technologie heraus gegründet wurde. Weitere in der Fächerstadt ansässige Forschungseinrichtungen sind:
- das Landwirtschaftliche Technologiezentrum Augustenberg
- das Max-Reger-Institut/Elsa-Reger-Stiftung (MRI), seit 1996 in Karlsruhe
- das Chemische und Veterinäruntersuchungsamt Karlsruhe (CVUA), das Untersuchungen im Rahmen der amtlichen Lebensmittelüberwachung und der Tierseuchendiagnostik in Baden-Württemberg durchführt.

### Archive

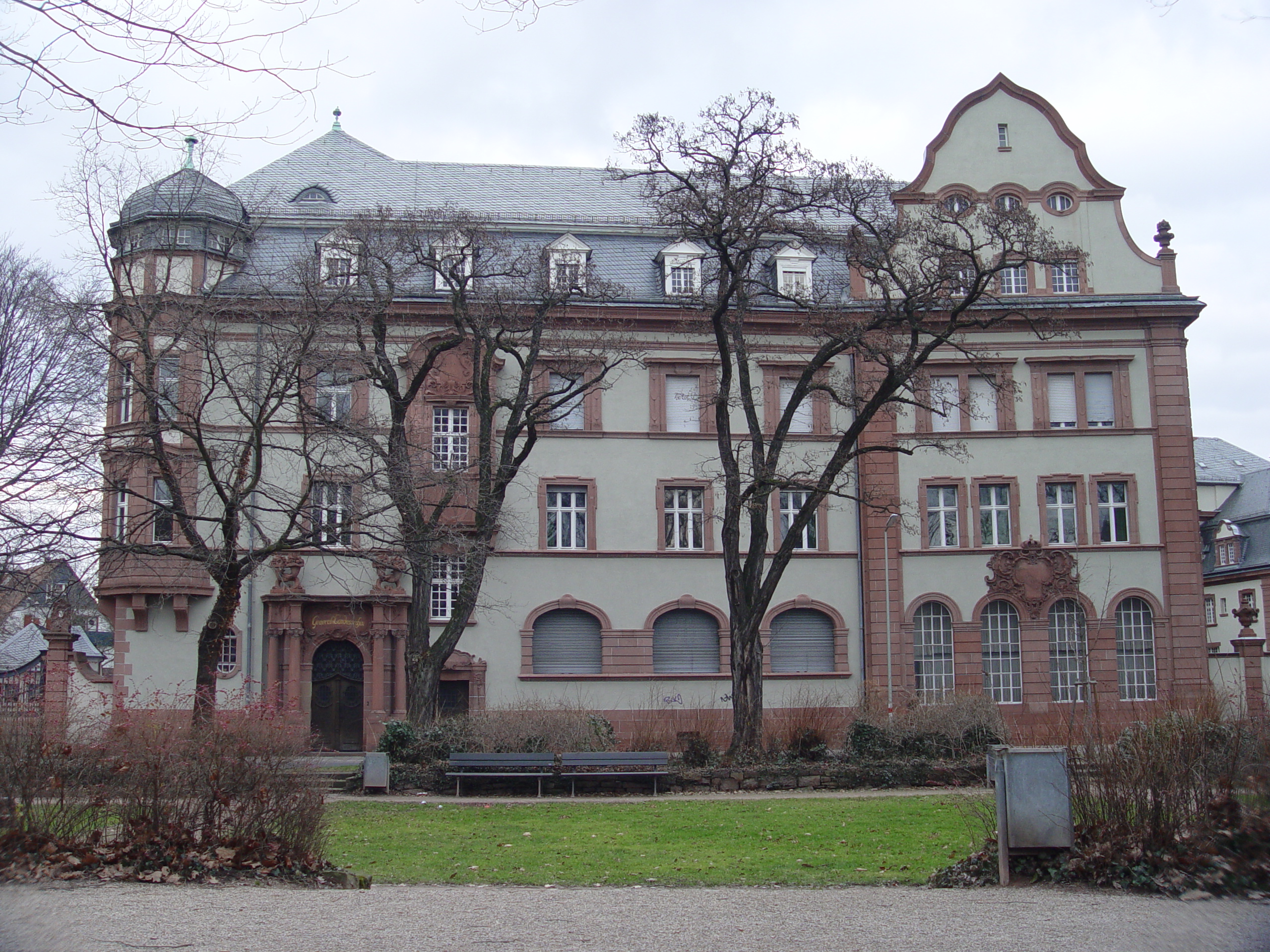
Generallandesarchiv Karlsruhe

Das Generallandesarchiv Karlsruhe wurde 1803 als Hauptarchiv des Landes Baden gegründet. Heute hat es in Baden-Württemberg die Aufgabe, für den Regierungsbezirk Karlsruhe die dortigen Amtsarchive vergangener Epochen zu sichern. Dies sind Gerichtsakten, Schriftgut der Landesbehörden, Urkunden, Archive von Klöstern und Ritterorden, Kirchenakten und ähnliches. Daneben werden viele Adels- und Privatarchive verwahrt.
Das Südwestdeutsche Archiv für Architektur und Ingenieurbau (saai) bewahrt und erforscht Architekturunterlagen aus dem südwestdeutschen Raum. Die 1989 gegründete Einrichtung des Landes Baden-Württemberg am Karlsruher Institut für Technologie hat ihren Sitz auf dem KIT-Gelände in der Innenstadt-Ost.
Seit 1885 archiviert das Stadtarchiv Karlsruhe stadtgeschichtlich wichtige Unterlagen. Es erforscht die Geschichte Karlsruhes und veröffentlicht Medien über die Stadt und ihre Geschichte. Weitere öffentliche Archive sind das seit 1992 bestehende Kreisarchiv des Landkreises Karlsruhe und das Landeskirchliche Archiv der Evangelischen Landeskirche in Baden.

### Bibliotheken

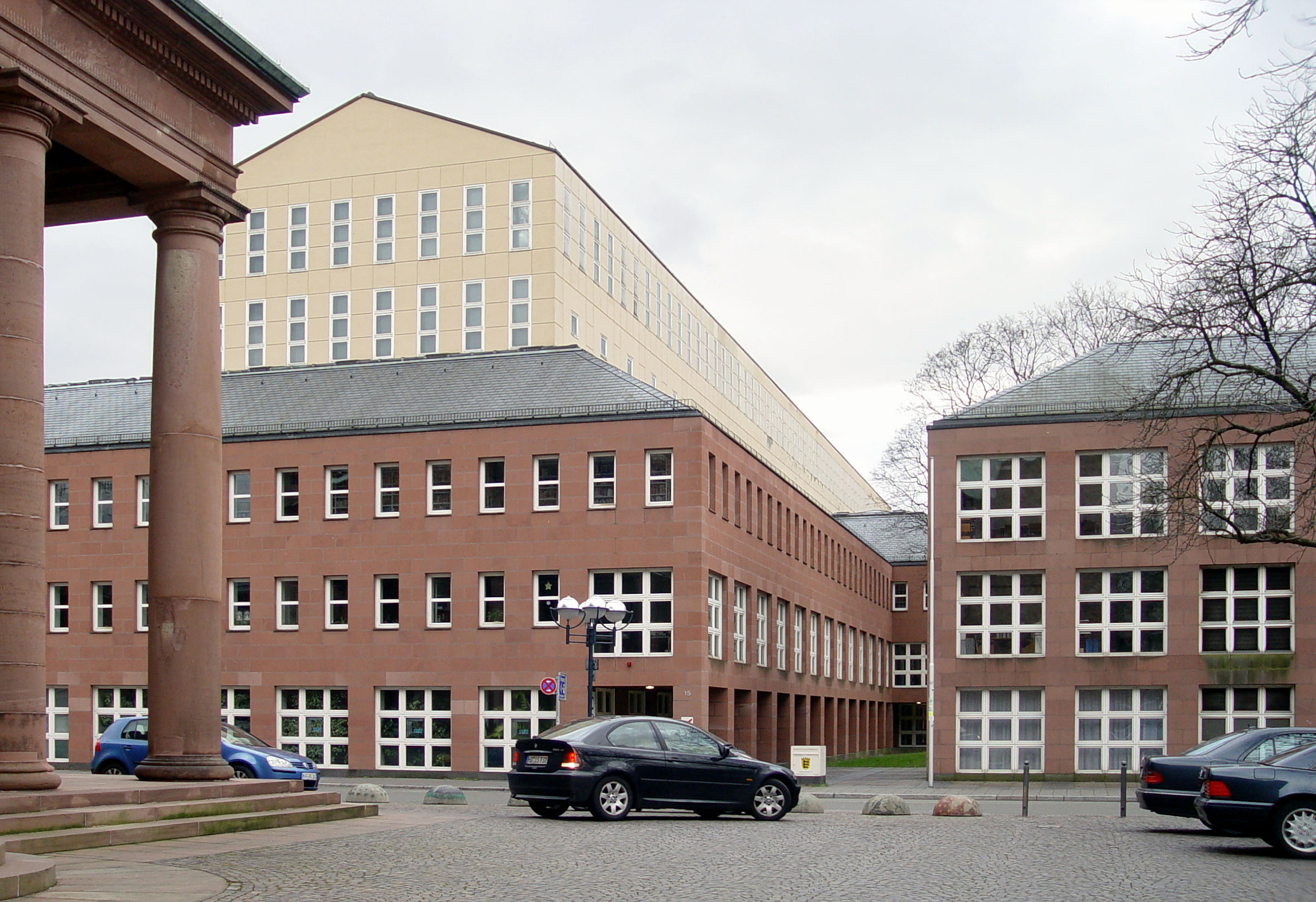
Badische Landesbibliothek

In den wissenschaftlichen und öffentlichen Bibliotheken Karlsruhes sind über sechs Millionen Bücher und andere Medien vorhanden.
Die Badische Landesbibliothek ist eine wissenschaftliche Universalbibliothek mit einem Bestand von ca. 2,9 Millionen Medien. Sie ist als Regionalbibliothek für die Regierungsbezirke Freiburg und Karlsruhe zuständig und nimmt dabei das Pflichtexemplarrecht wahr. Sie hat ihren Ursprung in der um 1500 als Pforzheimer Schlossbibliothek gegründeten Markgräfisch-Badischen Hofbibliothek. Seit 1987 ist sie in einem von Oswald Mathias Ungers geplanten Neubau in der Erbprinzenstraße untergebracht. Zu den Sammlungen gehören zahlreiche historische Handschriften aus Beständen des Adels und der Klöster des Landes, darunter seit 2001 die Donaueschinger Nibelungenhandschrift C sowie die Donaueschinger Wigalois-Handschrift (Cod. Don. 71).
Die KIT-Bibliothek (Bibliothek des Karlsruher Instituts für Technologie) ist die größte der Karlsruher Hochschulbibliotheken. Sie ist Ende 2009 aus der Universitätsbibliothek Karlsruhe, die 1840 als Bibliothek des damaligen Polytechnikums gegründet wurde, und der Bibliothek des Forschungszentrums Karlsruhe hervorgegangen. Die Bibliothek verfügt über einen Gesamtbestand von über zwei Millionen Büchern und 28.000 Zeitschriften sowie multimediale Dokumente und Mikroformen. Die Schwerpunkte liegen in den Bereichen Naturwissenschaft, Technik und Wirtschaftswissenschaften. Registrierte Benutzer können die KIT-Bibliothek Süd rund um die Uhr nutzen und über ein Selbstverbuchungssystem Bücher entleihen und zurückgeben. Die KIT-Bibliothek betreibt den Karlsruher Virtuellen Katalog, eine Metasuchmaschine für deutsche und internationale Online-Bibliothekskataloge.
Seit 2009 versorgt die KIT-Bibliothek auch die Hochschule Karlsruhe – Technik und Wirtschaft mit der Fachbibliothek Hochschule Karlsruhe (FBH) in der Moltkestraße. Die bis dahin gemeinsam von PH und Hochschule Karlsruhe genutzte Hochschulbibliothek Karlsruhe wird seitdem auf den Bedarf der Pädagogischen Hochschule Karlsruhe ausgerichtet. Die gemeinsame Bibliothek des ZKM und der Staatlichen Hochschule für Gestaltung besitzt etwa 50.000 Bücher mit dem Schwerpunkt bei der Kunst des 20. Jahrhunderts. Die Bibliotheken der Staatlichen Akademie der Bildenden Künste, der Hochschule für Musik und der Dualen Hochschule stehen in erster Linie den Studenten zur Verfügung.

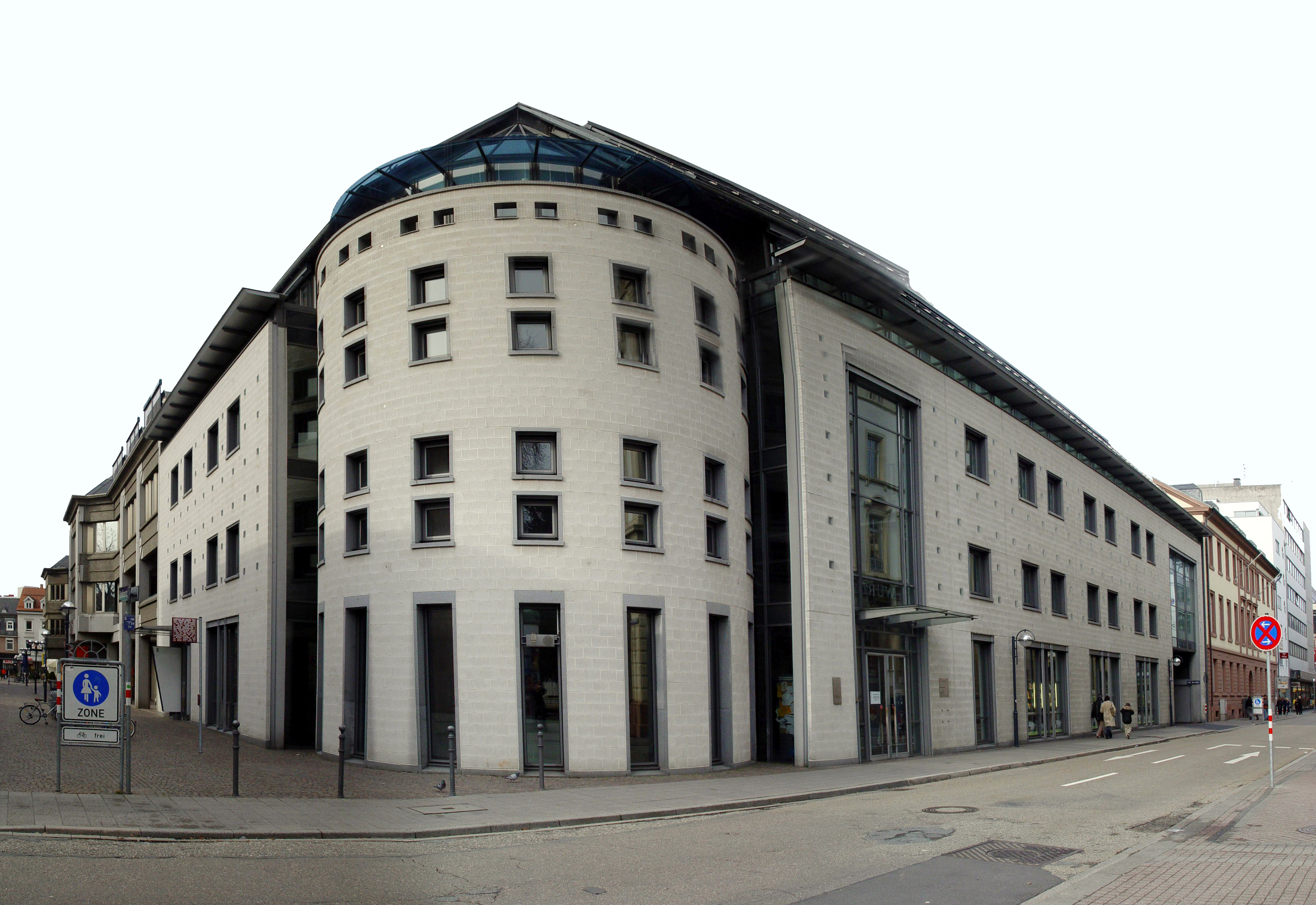
Das Neue Ständehaus, Sitz der Stadtbibliothek

Die Stadtbibliothek Karlsruhe ist die öffentliche Bibliothek der Stadt Karlsruhe mit einem Bestand von über 300.000 Medien. Sie wurde 1921 gegründet und ist seit 1993 im wiederaufgebauten neuen Ständehaus beheimatet. Zur Stadtbibliothek gehören Stadtteilbibliotheken in Durlach, Grötzingen, Mühlburg, Neureut und der Waldstadt. Eine ihrer Zweigstellen ist auch die Amerikanische Bibliothek, die 1996 durch eine Schenkung der abgezogenen US-Garnison entstand und über etwa 32.000 englischsprachige Bücher verfügt. Die Stadtbibliothek betreibt darüber hinaus eine Kinder- und Jugendbibliothek im Prinz-Max-Palais und einen Medienbus, der die Randbezirke der Stadt befährt.
Die Kunstbibliothek der Staatlichen Kunsthalle Karlsruhe ist mit etwa 180.000 Bänden eine der großen öffentlich zugänglichen Museumsbibliotheken in Deutschland.
Die Bibliothek des Bundesverfassungsgerichts mit circa 400.000 Bänden ist eine gerichtsinterne, nicht allgemein zugängliche wissenschaftliche Fachbibliothek. Die Bibliothek des Bundesgerichtshofs ist begrenzt auch für externe Benutzer zugänglich.

## Kultur

### Kulturpreise
Einige wichtige Kulturpreise werden in Karlsruhe verliehen oder sind mit der Stadt zum Teil stark verwurzelt. So wurde der Bambi, der den ältesten deutschen Medienpreis darstellt, 1948 vom Karlsruher Verleger Karl Fritz ins Leben gerufen und in den Jahren 1948–1964 und 1998 in Karlsruhe verliehen. Andere wichtige, verliehene Preise sind u. a.:
- Der Hermann-Hesse-Preis, als erstmals 1956 in Karlsruhe gestifteter Literaturpreis.
- Der Scheffelpreis, der durch die Literarische Gesellschaft Karlsruhe für herausragende schulische Leitungen an Abiturienten verliehen wird.
- Der Erich-Schelling-Architekturpreis, der seit 1992 alle zwei Jahre für zukunftsweisende Architekturentwürfe und Beiträge zu Theorie und Geschichte der Architektur vergeben wird. Er ist nach Erich Schelling benannt, dem Erbauer der Schwarzwaldhalle.
- Der Giga-Hertz-Preis für elektronische Musik, der seit 2007 vom Zentrum für Kunst und Medien verliehen wird.

Während der ARD-Hörspieltage, die seit 2006 jährlich im Zentrum für Kunst und Medien stattfinden, werden der Deutsche Hörspielpreis der ARD, der ARD-Online-Award, der Nachwuchspreis Premiere im Netz, der Deutsche Kinderhörspielpreis und der Kinderhörspielpreis der Stadt Karlsruhe verliehen.

### Mundart
Die Karlsruher Mundart ist eine in den letzten drei Jahrhunderten entstandene Mischung aus den Dialekten der umliegenden Regionen. Vom Norden und Osten sind südfränkische Einflüsse spürbar, vom Nordwesten pfälzische, vom Südosten schwäbische und vom Süden niederalemannische Einflüsse. Die letztgenannten haben jedoch die geringsten Spuren im „Karlsruherischen“ hinterlassen.
Sprachwissenschaftlich gehört der Dialekt von Karlsruhe zu den südfränkischen Dialekten, umgangssprachlich wird die Mundart als Badisch oder „Brigandedeutsch“ bezeichnet.
Eine sprachliche Besonderheit ist der „Karlsruher Akkusativ“, der sich dadurch auszeichnet, dass die Karlsruher ihn nicht verwenden: „Des macht kein guter Eindruck.“

### Theater

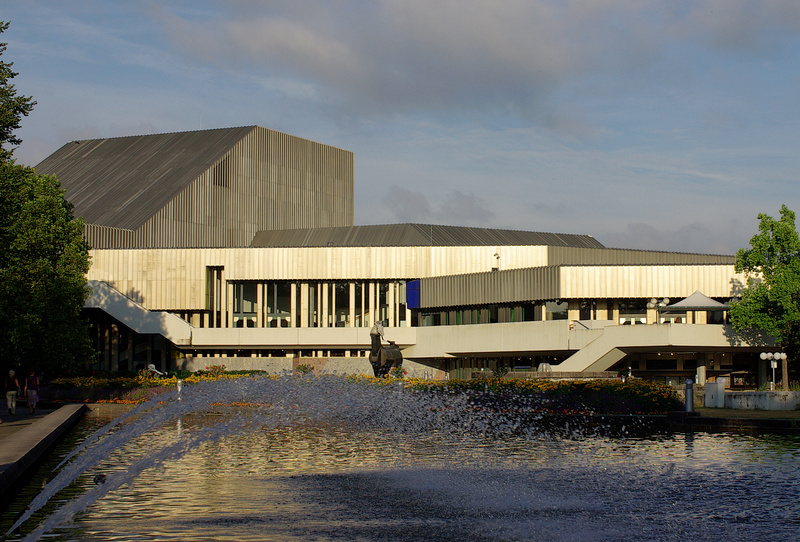
Badisches Staatstheater

Das Badische Staatstheater Karlsruhe umfasst als Mehrspartentheater Oper, Ballett und Schauspiel sowie das 2011 gegründete Junge Staatstheater. Es befindet sich in Trägerschaft des Landes Baden-Württemberg, die Stadt Karlsruhe trägt die Hälfte des Zuschussbedarfs. Seit 1975 ist es in einem Neubau am Ettlinger Tor beheimatet mit großem Haus (1.000 Plätze), kleinem Haus (350 Plätze) und Studio (150 Plätze, seit 2011). Das Staatstheater ging aus dem Großherzoglichen Hoftheater hervor, dessen Gebäude am Schlossplatz 1944 bei einem Luftangriff zerstört wurde. Das Theater Die Insel in der Karlstraße ist seit 1997 Spielstätte des Staatstheaters, zuvor war es ein eigenständiges Privattheater. Am Staatstheater finden jährlich die Händel-Festspiele Karlsruhe statt.
Jährlich am letzten Samstag in den Sommerferien findet die Karlsruher Theaternacht statt.
Daneben gibt es in Karlsruhe mehrere Privat-, freie und Amateurtheater:
- Sandkorn-Theater, gegründet 1956, im Theaterhaus Karlsruhe
- Jakobus-Theater, gegründet 1972, im Theaterhaus Karlsruhe
- Figurentheater „marotte“, gegründet 1987, im Theaterhaus Karlsruhe
- Kammertheater, gegründet 1956
- Theater „Die Käuze“, Kellertheater gegründet 1967
- Theater in der Orgelfabrik e. V., gegründet 1987
- Theater „Die Spur“, gegründet 1961
- „Badisch Bühn“, Mundarttheater mit Gastwirtschaft, gegründet 1982
- UniTheater Karlsruhe e. V., gegründet 1990
- Soziales Theater Werkraum: Karlsruhe e. V., gegründet 2006
- Das Physikertheater am KIT, gegründet 2002
- GeistSoz-Theater am KIT, gegründet 2010

### Kino

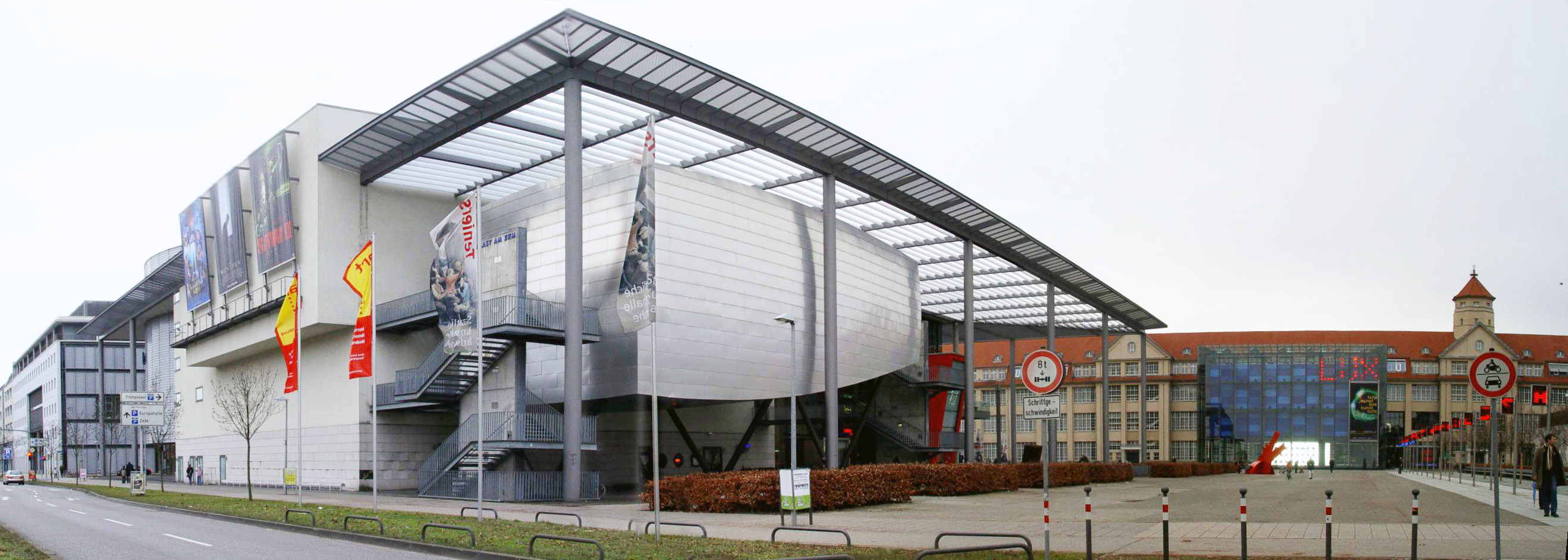
Der Filmpalast am ZKM

Das größte Karlsruher Kino ist der Filmpalast am ZKM. Es verfügt über zehn Kinosäle mit insgesamt fast 3000 Plätzen. Karlsruhes ältestes Kino, das Filmtheater Schauburg, zeigt neben aktuellen Blockbustern auch alternative Filme und Originalfassungen und veranstaltet im Sommer Freiluftkinovorführungen am Schloss Gottesaue. In beiden Häusern ist, wie auch im Kino Universum-City am Europaplatz, eine wöchentliche Vorschau im Angebot. Das Kino Die Kurbel, das 2010 nach mehr als 50 Jahren geschlossen hatte, eröffnete im gleichen Jahr als Kinogenossenschaft neu, musste jedoch im August 2018 endgültig schließen. An dieses angeschlossen war das kommunale Kino Kinemathek Karlsruhe im Studio 3, welches nun unabhängig besteht und weiterhin Filme zeigt. Auch gibt es regelmäßige, von der studentischen Kulturgruppe AFK an der Universität Karlsruhe organisierte Vorführungen.

### Kulturzentren
Das Jugend- und Begegnungszentrum (Jubez) am Kronenplatz wird vom Stadtjugendausschuss e. V. betrieben. In ihm werden Konzerte und andere Bühnenveranstaltungen sowie ein breites Spektrum an Lehrgängen und Kursen angeboten. Das Kulturzentrum Tollhaus bietet ein fast täglich wechselndes Kulturprogramm aus den Bereichen Musik, Tanz, Kabarett, Zirkus, Comedie und Figurentheater an. Weitere Kulturzentren sind das Kulturzentrum Tempel in Mühlburg, das Kulturhaus Gotec, der Musikclub Substage, der KOHI-Kulturraum e. V. und die Orgelfabrik Durlach.
Im studentischen Kulturleben engagieren sich der Arbeitskreis Kultur und Kommunikation (AKK) mit Veranstaltungsort im Alten Stadion der Universität und das studentisch organisierte Kultur- und Kommunikationszentrum Z10.

### Kleinkunst
Neben vielfältigen Kleinkunst-Veranstaltungen z. B. im Kulturzentrum Tollhaus oder im Sandkorn-Theater besitzt Karlsruhe eine aktive Kleinkunstszene. Bekannte Künstler dieser Szene sind unter anderem die Chanteuse Annette Postel, der Komiker Boris Meinzer, der Sänger und Komiker Gunzi Heil, das KomedyKabarett rastetter & wacker, der Clown Schorsch, die Kabarettgruppe Die Spiegelfechter, der Magier und Pantomime Peter Herrmann, der Humorist Pierre M. Krause sowie der Mundartdichter Harald Hurst. Mitglieder des pyramidalen KleinKunst-Vereins PKV organisieren seit den 1990er-Jahren jährliche Akrobatiktreffen und Jonglierconventions, darunter die europäische Jonglierconvention EJC 2000 und 2008, das weltgrößte Jongliertreffen.

### Musik

#### Chöre
Der Bachchor Karlsruhe ist der älteste und größte Oratorienchor der Stadt Karlsruhe. Bis 1996 fast ausschließlich auf Oratorienwerke spezialisiert, ist der Chor mittlerweile auch in der modernen Chorliteratur zuhause. Er gehört mit dem CoroPiccolo zur evangelischen Stadtkirche. Die Schrillmänner – schwuler Chor Karlsruhe ist ein deutscher Männerchor von Homosexuellen. Er wurde 1988 gegründet mit dem Ziel schwuler Emanzipation. Fetz Domino ist ein Gospelchor mit Band aus Karlsruhe. Sein Stil ist eine Mischung aus Gospel, Soul, Pop und Lobpreis. Der Oratorienchor Karlsruhe an der Christuskirche gehört zu den traditionsreichsten Chören Karlsruhes. Er widmet sich der ganzen Bandbreite klassischer und moderner Chormusik. Neben der oratorischen Literatur studiert der Chor anspruchsvolle A-cappella-Werke ein und wirkt bei der Gestaltung festlicher Kantatengottesdienste an der Christuskirche mit.
Weitere Chöre sind:
- Cantus Solis
- Cantus Juvenum Karlsruhe
- der Chor der Evangelischen Studierendengemeinde
- der Chor der katholischen Hochschulgemeinde
- der Chor St. Stephan
- die Durlacher Kantorei
- der Kammerchor Studio Vocale
- die Kantorei an der Lutherkirche (Oststadt)
- der Karlsruher Kammerchor des Helmholtz-Gymnasiums, 1985 erster Preisträger des Deutschen Chorwettbewerbs
- die Unibigband Karlsruhe, die (Bigband der Universität Karlsruhe)
- der Universitätschor und Kammerchor der Universität
- vocal resources – Chor der Hochschule Karlsruhe
- das Vokalensemble milagro und
- der wirkstatt-Chor

#### Orchester
Die Badische Staatskapelle Karlsruhe ist das Konzert- und Opernorchester des Badischen Staatstheaters. Ihre Ursprünge gehen auf eine 1662 erwähnte Hofkapelle der Markgrafen von Baden-Durlach zurück. Das Kammerorchester Ensemble 13, das 1973 von Manfred Reichert gegründet wurde, wirkte unter anderem bei Uraufführungen von Werken von Wolfgang Rihm, Luigi Nono und Iannis Xenakis mit. Das 1981 gegründete Polizeimusikkorps Karlsruhe ist mit über 70 Musikern (Stand 2012) das größte Polizeiorchester Deutschlands.
Weitere Orchester in Karlsruhe sind:
- das Akademische Kammerorchester Karlsruhe
- das Sinfonieorchester der DHBW Karlsruhe.
- das Bartholdy-Orchester
- das Collegium Bismarckianum (Orchester ehemaliger Mitglieder des Kammerorchesters des Bismarckgymnasiums)
- das Collegium Musicum (Universitätsorchester)
- das Hochschul- und Kammerorchester der Hochschule für Musik
- das Jugendorchester Stadt Karlsruhe e. V.
- das Luftwaffenmusikkorps 2
- das Kammerorchester Weiherfeld
- die Kammerphilharmonie Karlsruhe
- das Seniorenorchester Karlsruhe e. V.
- das Sinfonie- und Kammerorchester am KIT und
- das Waldstadt Kammerorchester
- das Ensemble für Alte Musik Les Escapades

#### Rock-, Metal- und Popszene
Karlsruhe verfügt über eine lebendige Live-Clubszene mit zahlreichen Auftrittsmöglichkeiten. Im Jahr 2002 wurde eine übergreifende Initiative zur Popmusikförderung in Karlsruhe und der Region ins Leben gerufen. Die Stadt und die Initiative sind Partner im Regionet-Projekt der Popakademie Baden-Württemberg in Mannheim. Der Nachwuchsbandwettbewerb new.bands.festival wird unter verschiedenen Namen seit mehr als 25 Jahren in Kooperation mit den Veranstaltern von Das Fest durchgeführt.
Mit dem Musikclub Substage, der alten Hackerei, dem NCO-Club und der Stadtmitte gibt es auch Bühnen, auf denen regelmäßig Künstler und Gruppen aus der Metal- und Hardcoreszene spielen. Zudem gibt es mit dem jährlich stattfindenden Knockdown Festival ein eintägiges Indoor-Metal-Festival in der Schwarzwaldhalle. Von 2006 bis 2018 gab es mit dem New Noise Festival auch ein, zuletzt dezentrales, Hardcore-Festival im Freien und im Inneren.

### Museen

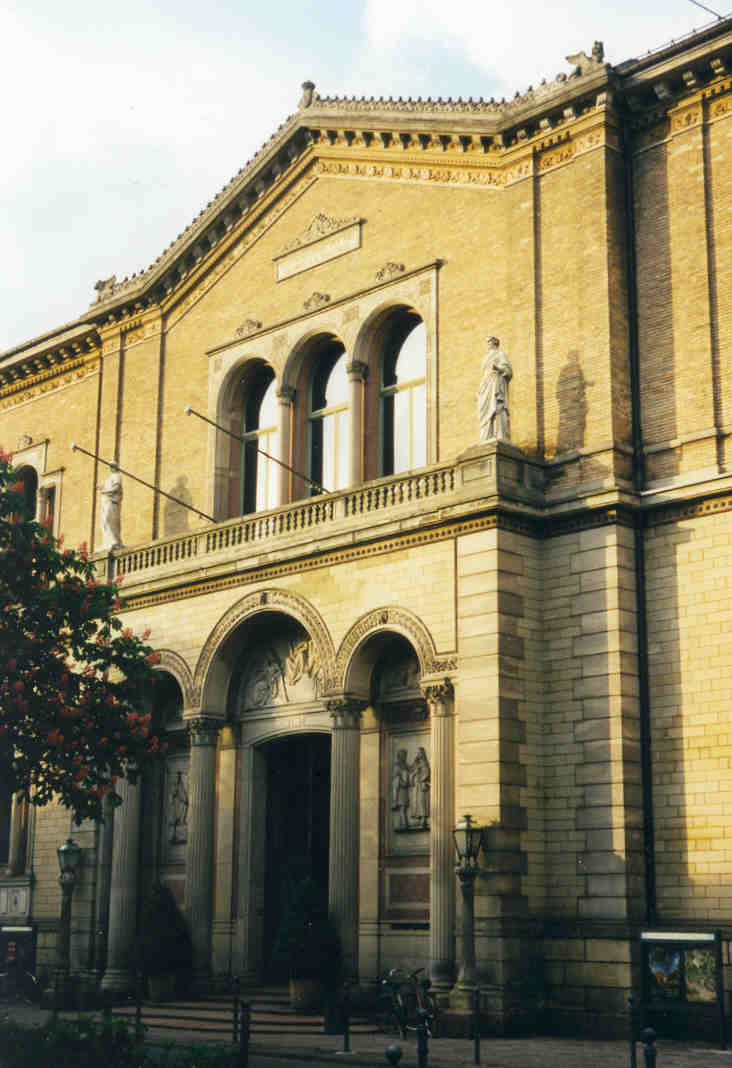
Staatliche Kunsthalle

Das Zentrum für Kunst und Medien (kurz ZKM) wurde 1997 in Karlsruhe eröffnet und gilt als größte Einrichtung für Medienkunst weltweit. Es versteht sich als Plattform der Begegnung von Kunst, Wissenschaft, Politik und Wirtschaft und wird zu den wichtigsten Kunstmuseen weltweit gezählt. Neben Forschungseinrichtungen beinhaltet es das Medienmuseum und das Museum für Neue Kunst (kurz MNK). Im Hallenbau des ZKM, einer ehemaligen Munitionsfabrik, ist auch die Städtische Galerie untergebracht. Das ZKM wurde 2010 von 233.264 Personen besucht.
Das Badische Landesmuseum im Schloss Karlsruhe ist das große kultur-, kunst- und landeshistorische Museum des badischen Landesteils Baden-Württembergs. Im Jahr 1921 wurde es zum ersten Mal eröffnet. Durch die Zerstörung im Zweiten Weltkrieg wurde es 1953 erneut aufgebaut und war 3 Jahre danach wieder begehbar. Es ist oft Schauplatz von Sonderausstellungen, darunter regelmäßig Große Landesausstellungen. Ein Herzstück der Sammlung, die kulturhistorische Exponate aus über 5000 Jahren umfasst, ist die „Türkenbeute“ des Markgrafen Ludwig Wilhelm von Baden-Baden. Das Landesmuseum hatte 2010 über 180.000 Besucher.
Das Staatliche Museum für Naturkunde Karlsruhe (kurz SMNK) ist ein naturwissenschaftliches Forschungsmuseum. Seine Ursprünge liegen bei den Mitte des 18. Jahrhunderts angelegten markgräflich-badischen Sammlungen von Kuriositäten und Naturalien. Die Dauerausstellungen zeigen neben Fossilien, Mineralien, Präparaten von einheimischen und exotischen Tieren auch lebende Tiere im Vivarium. Es wurde 2010 von 162.545 Personen besucht.
Die Staatliche Kunsthalle Karlsruhe ist ein Museum der bildenden Kunst und beherbergt Gemälde von vornehmlich deutschen, französischen und niederländischen Meistern aus insgesamt acht Jahrhunderten. Den Grundstock der Sammlung bilden 205 meist französische und niederländische Gemälde des 17. und 18. Jahrhunderts, die Markgräfin Karoline Luise zwischen 1759 und 1776 erwarb. 2010 hatte die Staatliche Kunsthalle 96.216 Besucher.
Die 1901 gegründete Staatliche Majolika Manufaktur Karlsruhe war die einzige Keramikmanufaktur Deutschlands. Die Produktion wurde 2023 eingestellt. Das Museum in der Majolika Manufaktur bietet einen Überblick über das Werk der großherzoglichen, später staatlichen Manufaktur.
Im Ständehaus erinnert heute eine „Erinnerungsstätte Ständehaus“ an die frühere Nutzung als Parlament.
Das Badische Schulmuseum Karlsruhe in der Waldenserschule Palmbach zeigt Schulgeschichte der letzten zweihundert Jahre.

### Regelmäßige Veranstaltungen

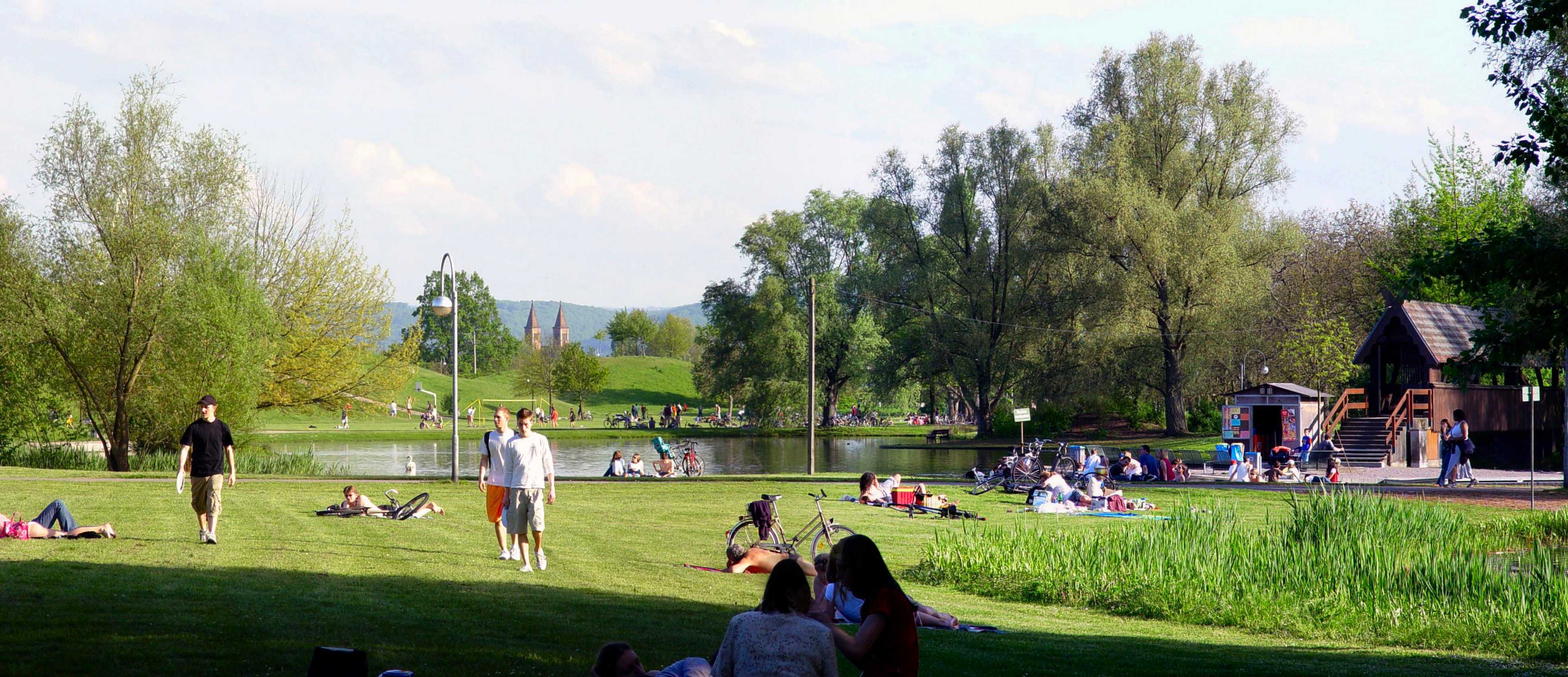
Die Günther-Klotz-Anlage ist ein Ort der Erholung.

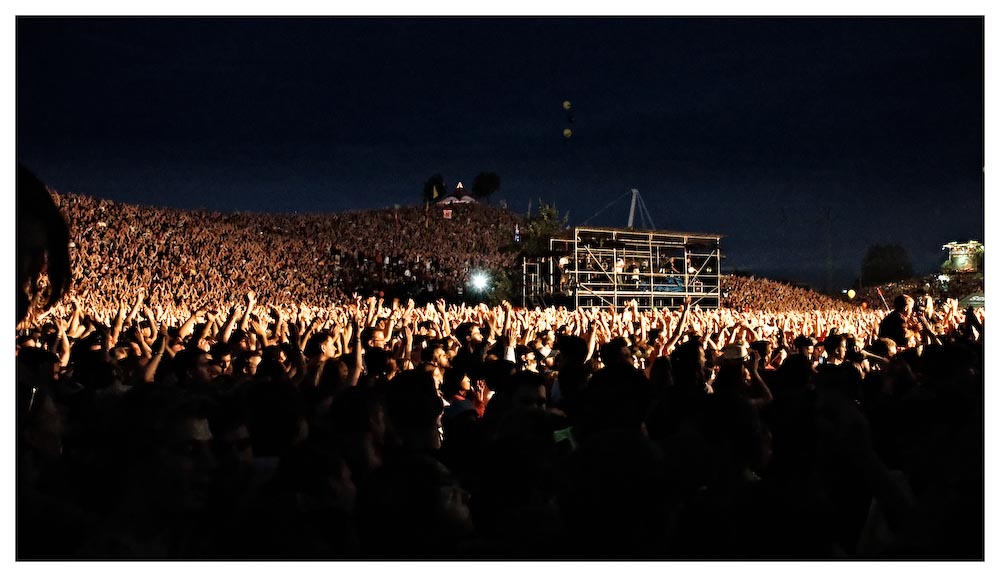
Das Fest zieht jedes Jahr zehntausende Besucher in die Günther-Klotz-Anlage.

Viele Veranstaltungen finden jährlich statt. Insbesondere „Das Fest“ erlangte bundesweite Bekanntheit, da es eine der größten Open-Air-Veranstaltungen darstellt. Weitere erwähnenswerte Feste und Darbietungen seien im Folgenden genannt.
- Ende Januar: AStA Uni-Winterfest
- Februar/März: Internationale Händel-Festspiele, seit 1985
- Fastnachtssonntag: Fastnachtsumzug in Durlach
- Fastnachtsdienstag: Fastnachtsumzug in Karlsruhe
- Mai: Independent Days Filmfest, unabhängiges Low- und No-Budget-Filmfestival
- Mai/Juni: Die Gulaschprogrammiernacht, ein jährlich stattfindendes Zusammenkommen von Hackern, organisiert vom Karlsruher CCC-Erfa Entropia. Bei diesem wird heißes Gulasch serviert.
- Mai/Juni: Frühjahrsmess’. Jahrmarkt auf dem Messplatz
- Mai/Juni (an Pfingsten): Hoepfner-Burgfest
- Mai/Juni: Christopher Street Day[194]
- Juni: Tribut an Carl Benz. Oldtimerschau auf dem Schlossplatz mit Korso der Automobile durch die Innenstadt (Turnus: alle zwei Jahre)
- Ende Juni: AStA Uni-Sommerfest, große Freiluftveranstaltung
- Ende Juni: Wissenschaftsfestival Effekte, seit 2013 (zweijährlich)[195]
- Letztes Juni-Wochenende: Parkplatzfest, von Studentenwohnheimen organisiertes Festival
- Letztes vollständiges Wochenende im Juni: Hafenfest
- Juni/Juli: Lindenblütenfest auf dem Gutenbergplatz
- Erstes Juli-Wochenende: Durlacher Altstadtfest
- Mitte/Ende Juli: Das Fest, eines der großen deutschen Freiluft-Musikfestivals
- Ende Juni–Anfang August: Zeltival im Kulturzentrum Tollhaus
- Juli/August: Freiluftkino am Schloss Gottesaue
- Juli: African Summer Festival
- Erster Samstag im August: KAMUNA (Karlsruher Museumsnacht), seit 1999
- August/September: Lichterfest im Stadtgarten (alle zwei Jahre im August, ungerade Jahreszahlen)
- Anfang August–Mitte September: Schlosslichtspiele[196]
- Anfang September: Bierbörse auf dem Schlossplatz, seit 2002
- Letzter Samstag in den Sommerferien: Theaternacht
- September/Oktober: Kulturmarkt auf dem Kronenplatz
- Oktober/November: Pride Pictures in der Kinemathek[197]
- Oktober: Herbstmess’. Jahrmarkt auf dem Messplatz
- November/Dezember: Christkindlesmarkt auf dem Marktplatz
- Dezember: Knock Out Festival. Heavy-Metal-Festival in der Europahalle bzw. Schwarzwaldhalle

## Persönlichkeiten

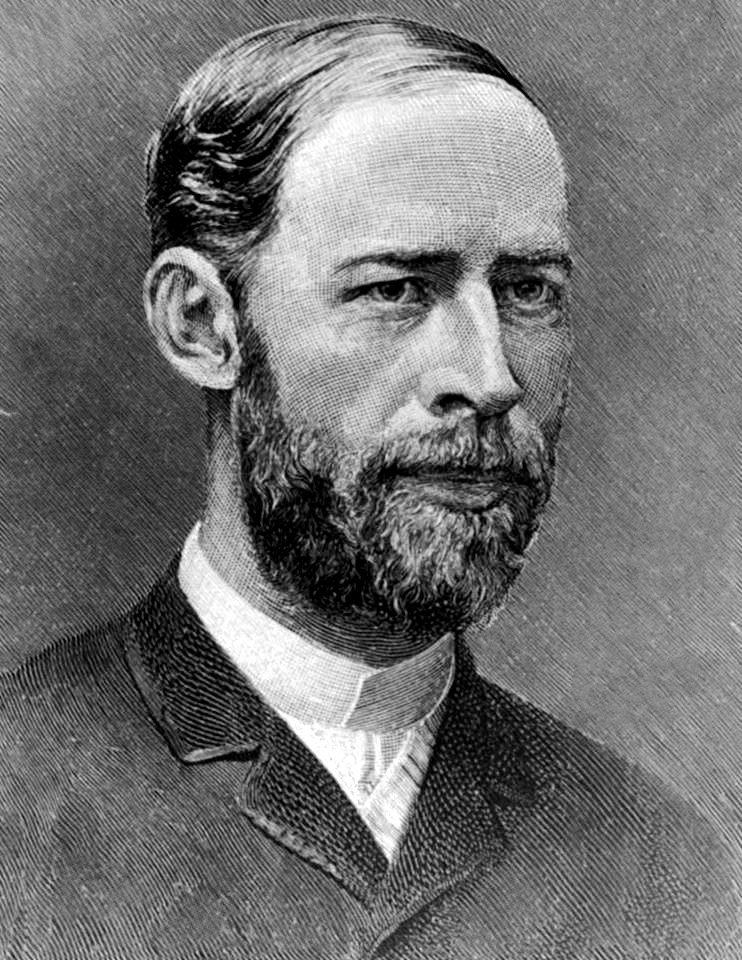
Heinrich Hertz, der Entdecker der elektromagnetischen Wellen

### Ehrenbürger
Die Stadt Karlsruhe hat seit 1821 an 48 Personen das Ehrenbürgerrecht verliehen, es wurde sechs Personen jedoch wieder aberkannt. Unter den Ehrenbürgern der Stadt Karlsruhe sind der Reichskanzler Otto von Bismarck und Bundespräsident Heinrich Lübke.

### Söhne und Töchter der Stadt
Bedeutende Persönlichkeiten, die in Karlsruhe geboren wurden, sind die Erfinder und Pioniere des Verkehrswesens Karl Drais (1785–1851) und Carl Benz (* 1844 in Mühlburg). Von Drais stammen unter anderem die erste Tastenschreibmaschine und die Draisine, eine Urform des heutigen Fahrrads. Benz entwickelte das erste Automobil mit Verbrennungsmotor. Der bedeutende Architekt des Klassizismus Friedrich Weinbrenner wurde ebenso in Karlsruhe geboren wie der Schriftsteller Joseph Victor von Scheffel, Autor des Versepos Der Trompeter von Säckingen, und der Maler Karl Hubbuch. Wolfgang Rihm, einer der bedeutendsten zeitgenössischen Komponisten, wurde 1952 in Karlsruhe geboren und blieb der Stadt bis zu seinem Tod 2024 treu. Der Philosoph Peter Sloterdijk hat den Lehrstuhl für Philosophie und Ästhetik an der Staatlichen Hochschule für Gestaltung in Karlsruhe inne, deren Rektor er auch war. Er stammt aus Karlsruhe, wie auch die Choreografin Sasha Waltz, die Regisseurin Maren Ade und der zeitgenössische Architekt Ole Scheeren. Bekannte hier geborene Sportler sind die Fußball-Nationalspieler Oliver Bierhoff, Oliver Kahn, Renate Lingor und Mehmet Scholl, die Boxerin Regina Halmich und der Tischtennisspieler Steffen Fetzner.

### Persönlichkeiten, die in Karlsruhe gewirkt haben
Zu den in Karlsruhe tätigen Personen gehören Wissenschaftler und Hochschullehrer wie der Physiker Heinrich Hertz, die Nobelpreisträger Ferdinand Braun und Fritz Haber oder der Architekt Egon Eiermann, Künstler, die am badischen Hof oder der Kunstakademie tätig waren wie Horst Antes, Georg Baselitz und Markus Lüpertz, der Dichter Johann Peter Hebel, badische Politiker wie der Vater der badischen Verfassung Karl Friedrich Nebenius oder Bundes- und Verfassungsrichter wie der spätere Bundespräsident Roman Herzog.

## Garnisonsstadt

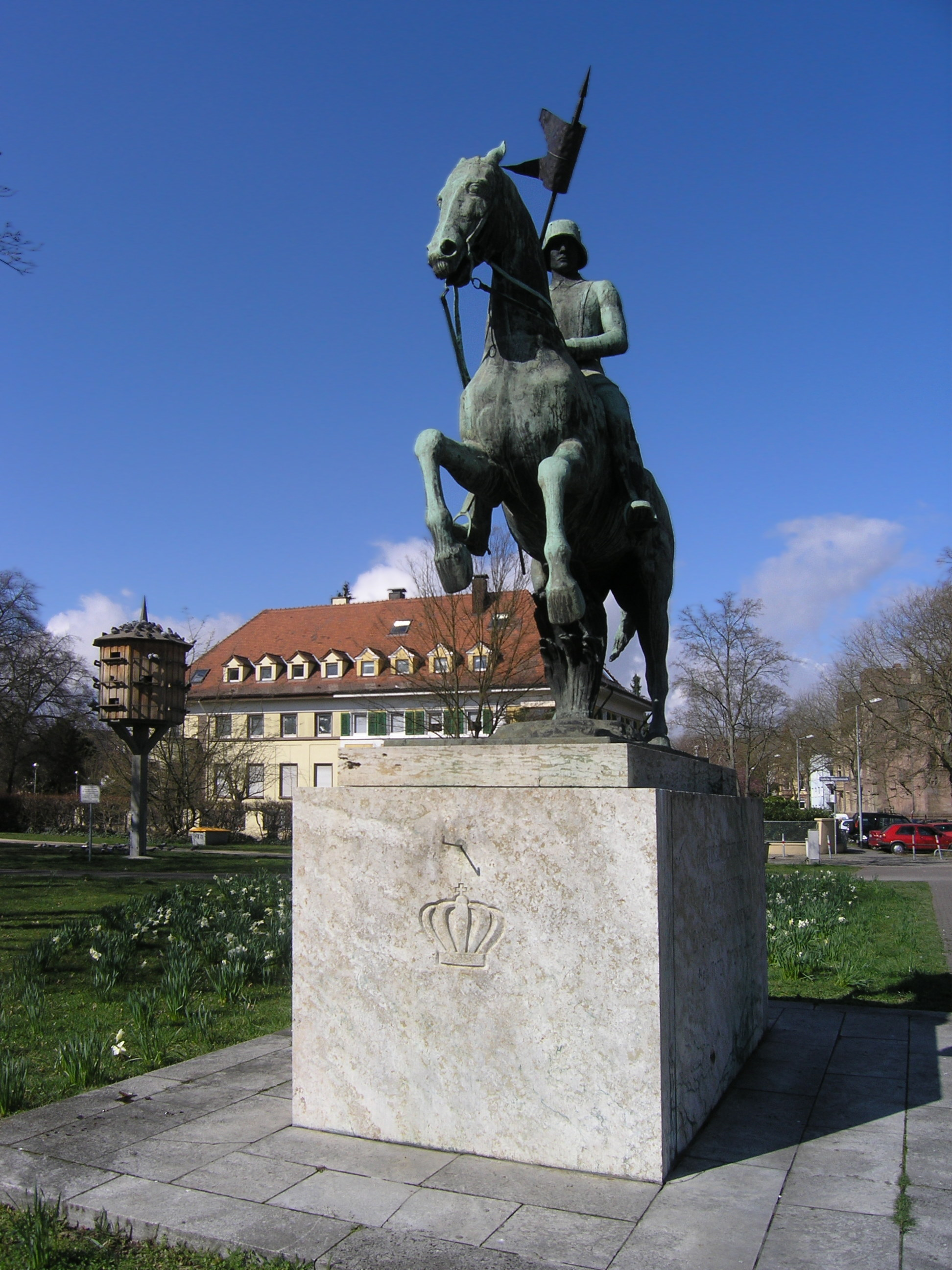
Leibdragonerdenkmal

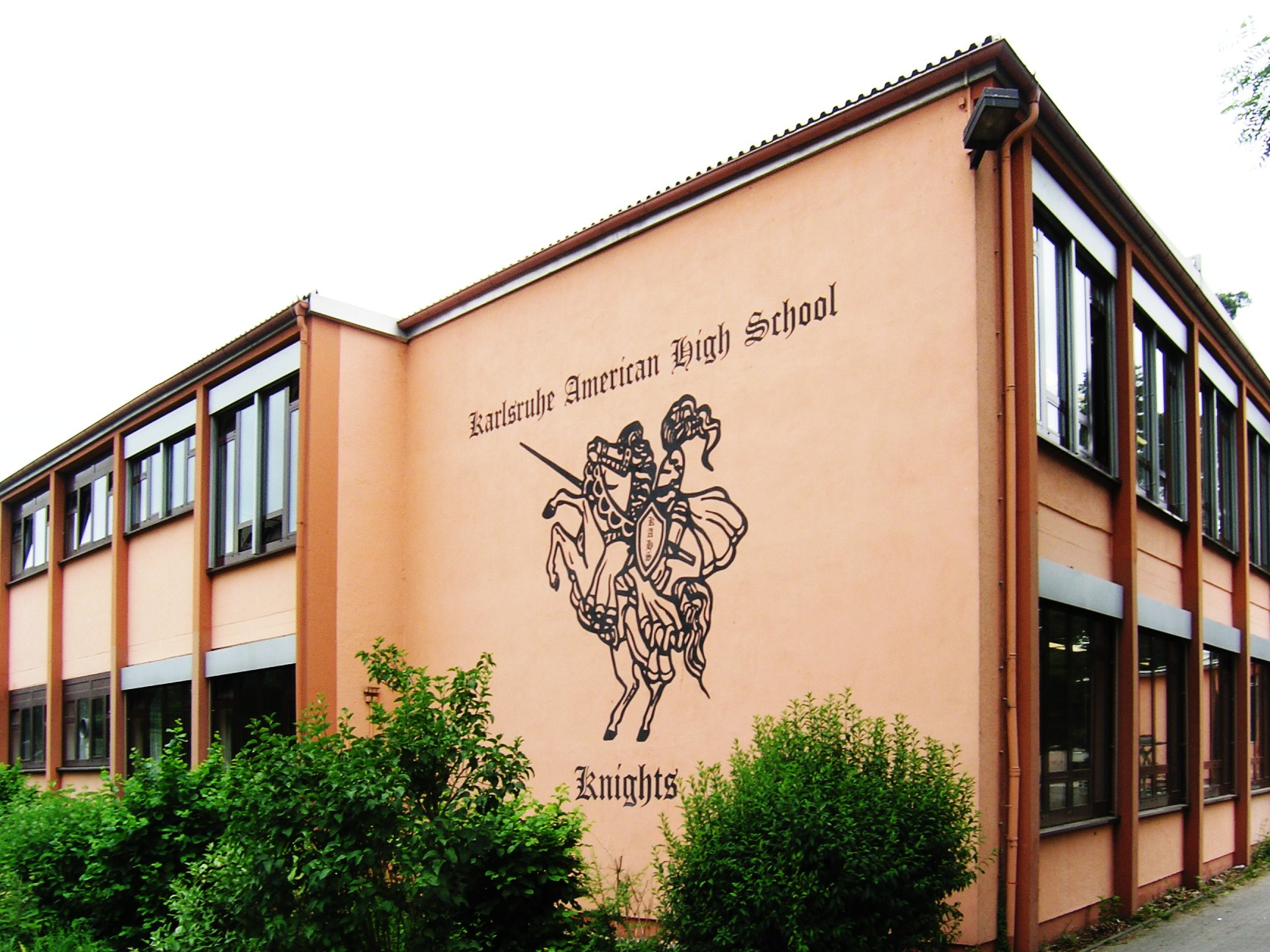
Ehemalige amerikanische Schule

Schon vor dem Beitritt zum Rheinbund 1806 wurden in Karlsruhe die ersten Kasernen eingerichtet und die Einquartierung für Friedenszeiten aufgehoben. 1803 wurde an der östlichen Kaiserstraße die Dragoner-Kaserne errichtet, 1804 entstand östlich des Mühlburger Tores (heutiger Europaplatz) die Infanterie-Kaserne, die 1827 fertiggestellt und bereits 1899 abgerissen wurde. Ab 1818 wurde das Gottesauer Schloss zur Artilleriekaserne. Bereits 1845 wurde ein Militärhospital eingerichtet. Mit der Fertigstellung des vorderen Gebäudes in der Kaiserallee 1843 wurde die neue Grenadier-Kaserne begonnen und 1898 fertiggestellt. In der verlängerten Moltkestraße wurde 1892 die Königlich-Preußische Kadettenanstalt Karlsruhe errichtet, die 1919 an das Land übergeben wurde und heute Sitz der Oberfinanzdirektion Karlsruhe ist. Westlich der Kadettenanstalt wurde 1895 die Infanterie-Kaserne erbaut. In der Hertzstraße wurde 1906–1907 die Telegraphen-Kaserne erbaut, die nach 1945 Sitz der Technischen Universität wurde, bis die alten Gebäude an der Kaiserstraße wieder aufgebaut waren. Bis 1936 gehörte Karlsruhe zur entmilitarisierten Zone, wurde danach sofort wieder Garnisonsstadt. Bereits 1937 wurden Rhein-Kaserne und die Mackensen-Kaserne neu gebaut.
Seit dem Ende des Zweiten Weltkrieges war Karlsruhe bis zum Jahre 1995 ein Truppenstandort für die amerikanischen Streitkräfte. Die Stationierung fand im Rahmen der Besatzung und später des NATO-Auftrags der United States Army statt. Die Kasernengebäude werden heute ausschließlich zivil genutzt. So wurden die Wohnblocks in der Nordstadt renoviert, um ein Stockwerk erweitert und in Miet- bzw. Eigentumswohnungen umgewandelt. In ihr waren die 516. Sig Gp, die 29. Sig Bn, die 17. Sig Bn, und die 532. FA Obsr Bn stationiert. Die Neureuter Kaserne war die einzige Kaserne in Karlsruhe, die von den Amerikanern nach dem Ende des Zweiten Weltkrieges gebaut wurde. Seit dem Ende des Zweiten Weltkrieges und bis zum Jahre 1991 war das 135eme Régiment du Train in Karlsruhe stationiert und war unter anderem in der Infanterie-Kaserne untergebracht, welche in dieser Zeit durch die französische Armee in General-Pagezy-Kaserne umbenannt wurde. Ein zweiter Standort war die Grenadier-Kaserne in der Kaiserallee.
Nach Gründung der Bundeswehr bezogen am 27. Februar 1957 erste Einheiten die Karlsruher Dragoner-Kaserne. Im Rahmen der NATO übernahmen Einheiten der Bundeswehr Aufgaben der anderen NATO-Streitkräfte. So wurde am 1. April 1958 im Rheinhafen die Einheit K der US Navy Rhine River Patrol offiziell von der Flusspionierkompanie 791 der Bundeswehr abgelöst. Dies war die erste übertragene Aufgabe der Streitkräfte der Vereinigten Staaten an die Bundeswehr seit der Besatzungszeit. Von der Bundeswehr wurden weitere Kasernen neu gebaut. So in der Rintheimer Querallee und in der Kirchfeldsiedlung. Die darüber hinaus in der Kantstraße 1a von den beiden hier vormals vorhandenen Kammern des Truppendienstgerichtes Süd genutzte Villa wurde 2012 an die Bundesanstalt für Immobilienaufgaben abgegeben.

## Sport

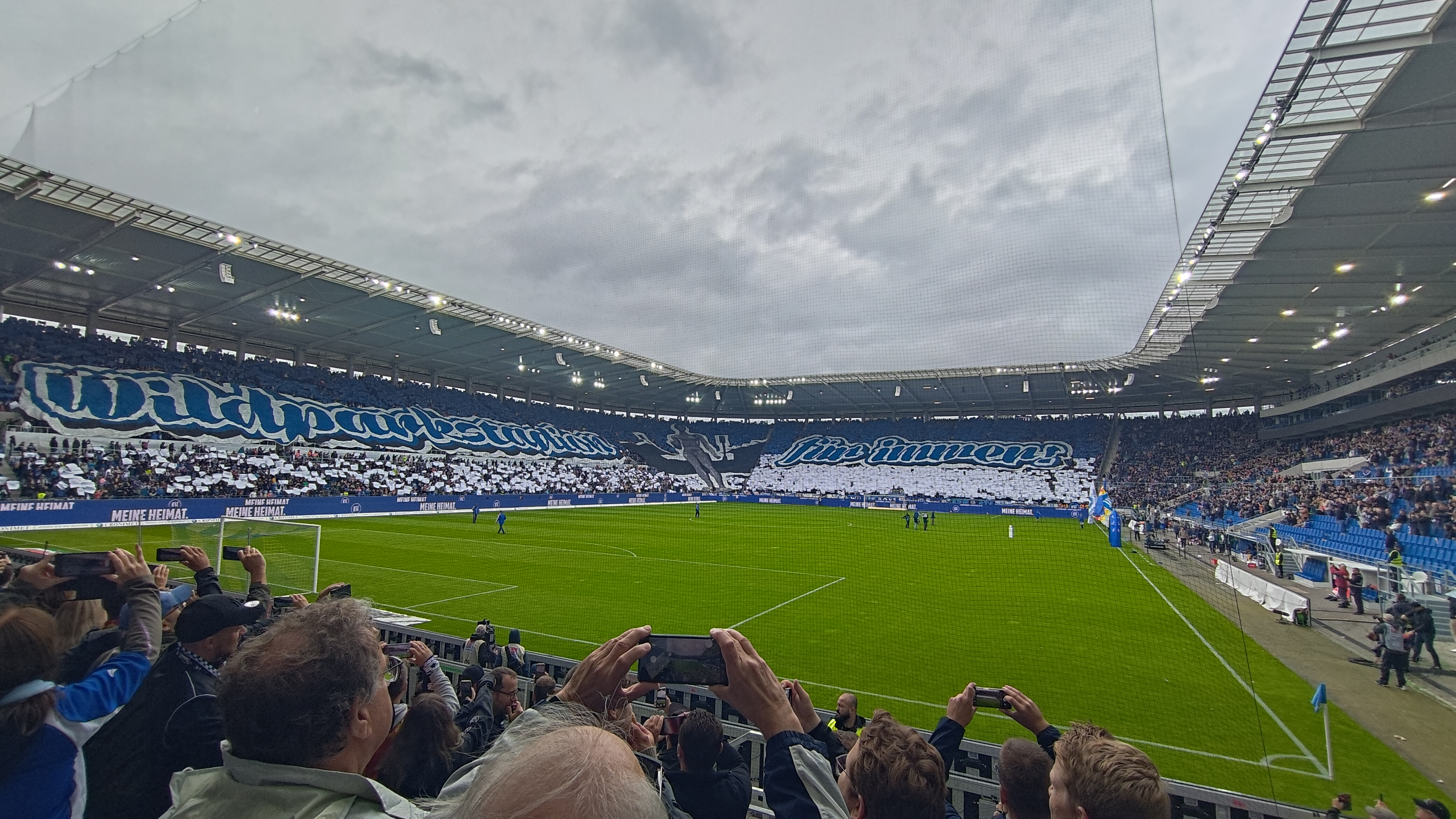
Heimspiel des Karlsruher SC im Wildparkstadion

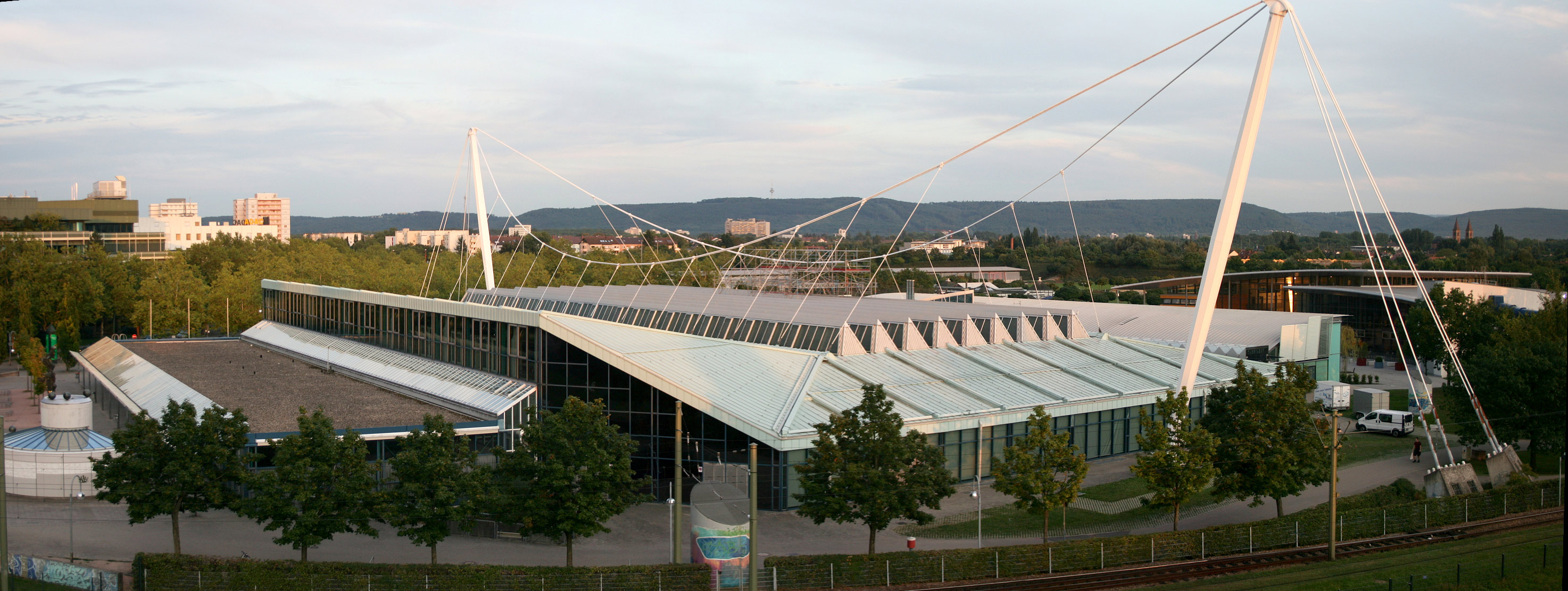
Die Europahalle

Die wichtigsten Sportstätten der Stadt sind das Fußballstadion Wildparkstadion und die Großsporthalle Europahalle, die jedoch seit 2014 aus Brandschutzgründen nur eingeschränkt nutzbar ist. Vor ihrer Fertigstellung 1983 war die Schwarzwaldhalle Schauplatz sportlicher Großveranstaltungen, etwa der Ringer-Weltmeisterschaften 1955. Seit 2003 ist die DM-Arena der Messe Karlsruhe ein weiterer Veranstaltungsort.
1989 fanden die World Games, die Weltspiele der nicht-olympischen Sportarten, mit 1965 Teilnehmern in 19 Sportarten in Karlsruhe statt. 2008 war Karlsruhe Austragungsort der Special Olympics, Deutschlands größtem Sportereignis für Menschen mit geistiger Behinderung. 2021 bewarb sich die Stadt als Host Town für die Gestaltung eines viertägigen Programms für eine internationale Delegation der Special Olympics World Summer Games 2023 in Berlin. 2022 wurde sie als Gastgeberin für Special Olympics Schweiz ausgewählt. Damit wurde sie Teil des größten kommunalen Inklusionsprojekts in der Geschichte der Bundesrepublik mit mehr als 200 Host Towns.

### Alpinsport
Einer der größten Sportvereine in Karlsruhe ist die Sektion Karlsruhe des Deutschen Alpenvereins, mit dem DAV Kletterzentrum Karlsruhe (Art of Climbing) und mehreren Alpenhütten. Sie wurde 1870 gegründet.

### Basketball
Das aktuell erfolgreichste Basketball-Team der Stadt sind die PS Karlsruhe Lions, die nach mehreren Aufstiegen in Serie seit 2017 in der ProA-Liga spielen, in der sie 2018 bereits die Playoffs erreichten. Sie tragen ihre Heimspiele in der Lina-Radke-Halle aus.
Der Basketballverein BG Karlsruhe spielte von 2003 bis 2007 in der 1. Basketball-Bundesliga und danach mehrere Jahre in der ProA-Liga.
Karlsruhe gehörte zu den Ausrichtern der Basketball-Europameisterschaft 1985.

### Fußball
Erfolgreichster Fußballverein der Stadt ist der Karlsruher SC, der bereits 1963 in der Fußball-Bundesliga spielte. Seit der Saison 2019/20 spielt er in der 2. Fußball-Bundesliga. Größte Erfolge waren der Deutsche Meistertitel des Vorgängervereins Phönix Karlsruhe im Jahre 1909, zwei DFB-Pokalsiege in den Jahren 1955 und 1956 sowie die dreifache Teilnahme am UEFA-Pokal unter Trainer Winfried Schäfer mit dem Erreichen des Halbfinales 1993/94. Beim KSC begannen Nationalspieler wie Oliver Kahn, Mehmet Scholl und Jens Nowotny ihre Profikarriere. Der Verein trägt seine Heimspiele im Wildparkstadion aus.
Mit dem Karlsruher FV, Deutscher Meister 1910, gab es in der Frühzeit des Fußballsports einen zweiten, ähnlich bedeutenden Verein, der nach dem Zweiten Weltkrieg allerdings mehr und mehr in der Bedeutungslosigkeit verschwand. Die Frauenfußballmannschaft des ASV Karlsruhe-Hagsfeld spielte von der Saison 2007/08 bis zur Saison 2009/10 in der 2. Fußball-Bundesliga.

### Radsport
Die Stadt Karlsruhe beging ihre Fahrradtradition (siehe Abschnitt Radverkehr) wiederholt mit der Ausrichtung von Radsport-Großereignissen. 1987 war Karlsruhe Startort und 2005 Ziel einer Tour-de-France-Etappe. Die Stadt war 2004 Ausgangspunkt und 2006 Zielort des wichtigsten deutschen Etappen-Straßenrennens, der Deutschland Tour. Von 1996 bis 2003 fand hier jährlich ein Paarzeitfahren mit Radprofis aus der Weltspitze statt. Für Radsportler bietet die Karlsruher Umgebung sowohl flache Trainingsrouten als auch Bergstrecken im nahen Nordschwarzwald.

### Leichtathletik
Zwei bedeutende, jährlich stattfindende Leichtathletik-Ereignisse finden in Karlsruhe statt.
Die wichtigste Leichtathletik-Veranstaltung der Stadt ist das INIT Indoor-Meeting. Das von dem Leichtathletik-Weltverbandes World Athletics als World Indoor Tour Gold eingestufte und damit höchstklassige deutsche Hallenmeeting findet seit 1985 statt. Bis 2014 fand das INIT Indoor-Meeting in der Europahalle statt. Zwischen 2015 und 2023 fand das internationale Leichtathletik-Meeting in der Messe Karlsruhe (Halle 2) statt. Ab 2025 kehrt das Event in die Europahalle zurück.
Der seit 1983 jährlich im September ausgetragene Baden-Marathon ist ein großer City-Marathon.

### Boxen
Aus Karlsruhe stammt Regina Halmich, die von 1995 bis 2007 Boxweltmeisterin war. Die ehemaligen Boxweltmeister und Olympiateilnehmer Markus Bott und Sven Ottke starteten für den Karlsruher SC. Weitere erfolgreiche Boxer des Vereins waren Horst Rascher und Alexander Künzler.

### Volleyball
In der Volleyball-Abteilung „Baden Volleys SSC Karlsruhe“ des Mehrspartensportvereins SSC Karlsruhe sind 350 Sportlerinnen und Sportler aktiv. Die erste Männermannschaft spielt seit 2023 in der Volleyball-Bundesliga.

### Weitere Sportarten
- Im Stadtteil Grünwettersbach spielt der ASV Grünwettersbach seit der Saison 2015/16 in der Tischtennis-Bundesliga. Zudem verfügt der Verein über eine Mannschaft in der 3. Bundesliga Süd.
- Der Tennisverein TC Rüppurr im Süden der Stadt hatte eine lange Tradition der Zugehörigkeit zur Tennis-Bundesliga der Herren, bis das Damenteam im Jahre 2005 in die Bundesliga aufstieg und man sich auf dessen Förderung verlegte. In den darauffolgenden Jahren 2006 und 2007 konnten die Damen den deutschen Meistertitel erringen und in den Jahren 2008, 2015, 2016 und 2018 wurde der zweite Tabellenplatz erreicht.
- Der Karlsruher Rock-’n’-Roll-Club RRC Golden-Fifties Karlsruhe e. V. ist einer der größten deutschen Rock-’n’-Roll-Clubs. Aushängeschild des Vereins sind die Boogie-Formation „Boogie@Motion“ (Weltmeister 2007, Vizeweltmeister 2005, deutscher Vizemeister 2005 und 2006) sowie die Rock-’n’-Roll-Formation „Gofi-Team“ (deutscher Vizemeister 2004 und Vizeweltmeister 2003 und 2004). In der Vergangenheit richtete der Verein in Zusammenarbeit mit der KMK wiederholt bedeutende internationale Turniere in der Europahalle aus.
- Die Kanurennsportler des Vereins Rheinbrüder Karlsruhe erreichten zahlreiche deutsche Meistertitel und mehrere Medaillengewinne bei Weltmeisterschaften.
- Der TSV Grünwinkel 1862 e. V. ist vor allem im Bereich Indiaca erfolgreich und kann einige Meistertitel sowie die Ausrichtung des, einmal im Jahr stattfindenden, Beachindiaca-Turniers verzeichnen, welches zu den größten deutschlandweit zählt.
- Die 1. AFC Badener Greifs wurden 1982 in Eggenstein gegründet. 1986 bis 1993 spielte die Mannschaft in der 1. Bundesliga für American Football. 1987 konnte die deutsche Vizemeisterschaft errungen werden.
- Mit dem Karlsruher SV hat Karlsruhe einen Verein, der in der 3. Rugby-Bundesliga spielt.
- Karlsruhe ist Sitz des Reitinstituts von Neindorff, gegründet von Egon von Neindorff, einer der wichtigsten Stätten der Bewahrung und Ausbildung in klassischer Reitkunst.
- Der SC 147 Karlsruhe wurde im Jahr 2004 gegründet und spielt seit der Saison 2006/07 in der 2. Snooker-Bundesliga.
- Der PBC Karlsruhe wurde 1989, 1991 und 1993 Deutscher Poolbillard-Mannschaftsmeister.
- Der TanzSportClub TSC Astoria Karlsruhe e. V. hat eine Rollstuhl-Tanzgruppe, die von der Deutschen Vizemeisterin im Rollstuhltanz Standard und Latein Andrea Naumann trainiert wird.[209]
- In Karlsruhe gibt es eine große Sportkletterszene. Dies ist vor allem den nahegelegenen Sportklettergebieten wie Battert, Murgtal, Südpfalz oder Schriesheim zu verdanken. Zwei Kletterhallen ermöglichen das Training auch im Winter. Neben The Rock, einer privat betriebenen Halle beim Westbahnhof, hat der DAV Sektion Karlsruhe sein Kletter- und Sektionszentrum im Traugott-Bender-Sportpark in der Waldstadt.
- Karlsruhe ist der Geburtsort der modernen Variante des slawischen Spiels Gorodki mit leichten Wurfstöcken aus robustem Plastik. Hier gibt es zwei der modernsten Spielplätze der Welt. 2006 fand in Karlsruhe die Gorodki-Weltmeisterschaft statt. Teilnehmerländer waren Belarus, Deutschland, Finnland, Russland, Schweden und Ukraine.
- Die RocKArollers sind das Roller Derby Team des SSC Karlsruhe. Es wurde 2010 gegründet, ist seit 2015 Vollmitglied der WFTDA und spielt ebenfalls seit 2015 in der 3. Bundesliga Süd.[210][211]
- Die TackleTiger sind das Karlsruher Jugger Team. Sie wurden 2013 gegründet und nehmen seitdem an zahlreichen Turnieren und Meisterschaften in Deutschland und Europa teil. Seit 2015 gibt ein zweites Team – Die KuschelKätzchen – um auch weniger erfahrenen Spielern die Möglichkeit zu geben Spielerfahrung zu sammeln.[212][213]
- Die KIT SC Engineers (bis August 2013 Karlsruhe Engineers) sind eine American-Football-Mannschaft.
- Mit dem Grenke Chess Open findet an Ostern (jährlich von 2016 bis 2019 sowie seit 2024) das größte offene Schachturnier Europas in Karlsruhe statt.